# Xah Rukh (timúrida)
Xah Rukh, Xahrukh o Xah-Rukh (28 d'agost de 1377 - 13 de març de 1447) fou un sobirà timúrida, quart fill de Tamerlà del que es pot considerar successor a la seva mort el 18 de febrer de 1405. Es va casar per primer cop el 1388 quan només tenia 11 anys i va estar casat amb dues dones: Gawhar Shad, filla de Ghiyath al-Din Tarkhan, i Malikat Agha, de família genguiskànida i vídua (1391) del seu germà gran Umar Shaykh.

## Joventut en vida del seu pare
El 1391 va ser nomenat governador de Samarcanda i Transoxiana quan Tamerlà va fer l'expedició contra Toktamix. Tamerlà li va renovar el càrrec el 1392 quan va sortir cap al Mazanderan durant l'expedició a Pèrsia dita dels cinc anys, i fou aleshores quan va estar a la fortalesa de Xahrúquia, al nord del Iaxartes o Sihun, però després de la conquesta del Mazanderan el va cridar al seu costat i va dirigir l'avantguarda. En el setge de la fortalesa de Sefid al-Fars (1393) va dirigir l'ala esquerra de les forces del seu pare. Algun biògraf li atribueix haver tallat personalment el cap al muzaffàrida Xah Mansur, però no es reflecteix així a les històries sobre els muzaffàrides.
El 1394 va néixer el seu fill Ulugh Beg i molt poc després un altre fill, Ibrahim Sultan. El 3 d'octubre de 1394 Tamerlà va confiar el govern de Samarcanda a Xah Rukh; el príncep va sortir cap allí immediatament sent acomiadat afectuosament per Tamerlà. El 1396 Tamerlà va tornar a Samarcanda i a la primavera del 1397 va concedir a Xah Rukh el virregnat de Khurasan (província mongola), amb Sistan i Mazanderan com a dependències, i va establir la seva residència a Herat que serà la que tindrà habitualment en endavant. Poc després naixia el seu tercer fill Baisunghur (Baysunkur).
Quan Tamerlà va iniciar l'expedició a l'Índia (1398), Xah Rukh era a Astarabad, i des de allí es va anar a reunir amb el seu pare. Yazdí el situa a Gunandiktur la residència d'estiu. Es va unir a l'expedició però abans d'arribar a Kabul, a Kauk, Tamerlà va autoritzar al seu fill Xah Rukh a retornar a Khurasan. El 26 de març de 1399, Tamerlà, ja de tornada, va acampar a Rami i va enviar un missatger a Herat, per anunciar a Xah Rukh la seva arribada. El 13 d'abril de 1399 Tamerlà era a Durbilgin, prop de Kix (Xahrisabz), on va arribar Xah Rukh que venia d'Herat. Va poder retornar al seu govern al maig.
Al iniciar-se la campanya dita dels set anys (8 de setembre de 1399), Tamerlà va demanar la cooperació del seu fill, que va reunir les tropes amb les que va marxar cap a Tabriz per la via de Bistam i Damghan. A Jadgeron va trobar a Tukel Karkari que portava l'ordre de dirigir-se cap a Xuman, Astarabad i Sari al Mazanderan; aquesta ruta fou mes complicada perquè el camí tenia molta herba verinosa i molts cavalls en van menjar i van morir; finalment però van arribar a Firuzkuh per després reunir-se a Tamerlà. Fou un dels jutges que va condemnar a Miran Xah, virrei deposat del Takhi-i-Hulagu a ser bastinat (1399).
A la campanya de l'Àsia Menor culminada amb la conquesta de Sivas (1400) fou enviat cap a Dhu l-Kadr junt amb diversos amirs; només saber-se la seva arribada els turcmans van fugir a les muntanyes però foren perseguits i morts; alguns van tractar de lluitar sense cap èxit; el botí va consistir en cavalls, bous, cabres i mules. Després va ocupar el comandament de l'avantguarda i fou enviat cap a la potent fortalesa de Behisni (Behesna), situada en una posició estratègica que li permetia dominar els congosts. El governador Mukbal va defensar el castell i les catapultes van disparar algunes pedres, una de les quals va caure ben a prop de la tenda de Tamerlà. Durant el setge va arribar el príncep Rustem amb l'exèrcit de Pèrsia (Fars). El setge va progressar i Mukbal va decidir rendir-se; Tamerlà no obstant va decidir seguir el setge ja que com que el castell tenia fama d'impregnable, si aturava el setge perdria prestigi, però garantia la vida i la llibertat a Mukbal. El 6 d'octubre (23 dies després de iniciat el setge) es va produir l'assalt final. Mukbal va implorar perdó, va enviar regals a Tamerlà i a Xah Rukh (la protecció del qual va demanar) i va enviar mediadors; per intercessió de Xah Rukh, Tamerlà va perdonar a Mukbal i a tota la guarnició.
A la conquesta d'Alep (1400), Miran Xah i Xah Rukh van dirigir l'ala dreta. Va participar en la campanya de Síria (1401). A la sortida de Síria, Miran Xah i Xah Rukh van devastar Antioquia i la regió circumdant (1401). Van anar fins a Geòrgia i després va prendre part a la campanya de Bagdad (1401). Va dirigir un destacament timúrida l'avantguarda del qual es podria haver acostat fins prop de Sivas, retornant a Awnik. Va participar en les converses entre els otomans, Tahartan d'Erzinjan i Tamerlà. El 6 de maig de 1402 va néixer el cinquè fill de Xah Rukh, anomenat Muhammad Juki.
Després de la conquesta de Kemakh per Tamerlà (el març del 1402), es va lliurar la batalla d'Ankara (28 de juliol de 1402) on l'ala esquerra anava manada pels prínceps Xah Rukh i Khalil Sultan, amb l'amir Sulayman Xah de lloctinent i els amirs Yadighar Barles, Sultan Husayn Mirali, Ali Sultan Tawaji i Amir Musa. Després de la batalla, Xah Rukh fou enviat al front de deu tumans cap a Istanoz i Guzelje amb ordres de tallar la ruta de la mar Negra. Després Xah Rukh, amb les divisions que havien format l'ala esquerra, va ocupar el territori de Germiyan, establint el seu quarter general entre Ulu-Burlu i Keči Burlu.
Més tard els mirzes Xah Rukh, Iskandar i Sultan Husayn, recolzats pel cos de Xaikh Nur al-Din, Xaikh Mali, Ali Sultan Tawaji i Sünjuk Bahadur, van arriba a la vesprada a Egridir (19 de febrer de 1403) i la van ocupar l'endemà en unes hores (20 de febrer de 1403) i la major part dels habitants foren massacrats mentre la resta va poder fugir en els vaixells i es va refugiar en una illa del llac anomenada Nisi o Nisibin.
A la tornada va participar en la repressió de la revolta dels kara tàtars. Va intercedir pel malik Isa de Mardin (1403) al qual va introduir a presència de Tamerlà que va acceptar perdonar-lo; i devia contribuir que va aportar el tribut dels anys deguts, que fou pagat estrictament
Xah Rukh fou enviat de campanya al Gilan i es va fer acompanyar pel seu fill Ibrahim Sultan (que manava un cos de deu mil homes) així com diversos amirs: Jahan Xah, Rustem Tagi Bugha, Xaikh Ibrahim, Said Khoja (fill de Xaikh Ali Bahadur) i altres. Quan els prínceps de Gilan van saber que s'acostava l'exèrcit immediatament van demanar la pau i van oferir el pagament d'un fort tribut sota la forma de kharaj (1404).
Després es va posar malalt i el seu pare el va autoritzar tornar a Herat, amb alguns oficials, mentre les tropes de Khurasan romanien amb la resta de l'exèrcit. El juliol Xah Rukh va anar altre cop amb el seu pare però fou reenviat a Herat. El 16 de setembre de 1404 va començar un gran kurultai prop de Samarcanda al que Xah Rukh fou un dels pocs prínceps que no va assistir, en part pel seu estat de salut i en part per si convenia ajudar a mantenir el ordre a altres governs com l'Iraq Ajamita o l'Iraq Arabí.
A la mort del seu pare era el que estava en millor posició, tot i que va reconèixer al successor designat en testament, el net Pir Muhammad fill del difunt Jahangir (mort el 1376), que governava a l'Afganistan oriental, i es va mobilitzar contra la usurpació del seu nebot Khalil Sultan fill de Mihran Shah, però no va seguir endavant. Els prínceps fills de Umar Shaykh (Pir Muhammad, Rustem, Iskandar que governaven la Pèrsia occidental, van acordar conjuntament reconèixer la primacia de Xah Rukh (abril de 1405) igual que va fer Ideku Barles de Kirman.

## Després de la mort de Tamerlà

### Moviment de Xah Rukh cap a Transoxiana (febrer de 1405)
Xah Rukh va sortir del Khurasan deixant el govern al amir Midrab Bahadur i altres però finalment va optar per no sortir del Khurasan i restablir les antigues fortificacions d'Herat que havien estat destruïdes per Tamerlà. També va fer posar en estat de defensa la ciutadella de Tus.

### Arribada de Sultan Husayn. Xah Rukh deixa fer a Khalil (març de 1405)
A la vora del Murghab va arribar el seu nebot Sultan Husayn Mirza que fou ben acollit per Xah Rukh (i que sobtadament el maig va retornar a Transoxiana). Una mica més enllà d'Andkhud van arribar notícies dels seus fills Ulugh Beg i Ibrahim Sultan, que eren a Transoxiana i poc després un ambaixador amb una carta de Khalil Sultan en la que el reconeixia com a pare i es posava al seu servei de manera que deixava entendre que podia quedar-se amb Khurasan, Sistan i Mazanderan però que ell restaria en poder de Transoxiana i que l'autoritat de Xah Rukh sobre aquesta part de l'imperi seria la d'un pare sobre un fill. Xah Rukh no obstant va acceptar.

### Ulugh Beg i Ibrahim Sultan cap a Khurasan (abril de 1405)
Va cridar als seus fills Ulugh Beg i Ibrahim Sultan que eren a Bukharà, per venir a Herat. A Bukharà era daruga l'amir Rustem Tagi Bugha. Alguns amirs enemistats o oposats a Rustem van abandonar la ciutat per unir-se a la comitiva dels dos prínceps que tornaven a Herat i que va creuar el Jihun i va arribar al campament de Xah Rukh. També va arribar allí l'amir Xaikh Nur al-Din que havia negociat amb Khalil els termes d'una pau amb Xah Rukh basada en que Khalil podria regnar al nord del Jihun, hauria de retornar els bens privats de Ulugh Beg i Ibrahim Sultan amb els seus tresors i servidors que s'havien quedat a Samarcanda i la princesa Kanikha Begum seria enviada a Balkh amb el príncep Pir Muhammad ibn Jahangir amb una part del tresor de Tamerlà. Xah Rukh va ratificar aquests acords i va tornar a enviar a Nur al-Din a Samarcanda per tancar l'acord (i retornar a Herat al acabar); el propi Xah Rukh va decidir tornar a Herat.

### Sulayman Xah arriba a Khurasan. (abril de 1405)
Sulayman Xah havia estat nomenat per Tamerlà com a governador de Rustumdar, Larijan i Firuzkuh; al saber la mort de Tamerlà va anar a la cort d'Herat i es va posar al servei de Xah Rukh. L'amir Pir Muhammad Istxenkhum, governador de Sari, va agafar el seu lloc, probablement de manera irregular, i va acabar havent de marxar tot seguit; va anar també al campament de Xah Rukh i li va oferir els seus serveis. Sulayman havia arribat al Khurasan amb els cavalls molt cansats i justos de forces i va demanar estar un temps descansant a Andkhud i Xibarghan. Quan va arribar Pir Muhammad Istxenkhum, Sulayman Xah, que li tenia molta hostilitat, i l'amir Xah Malik, que havia optat per passar al servei de Xah Rukh i era igualment enemic de Pir Muhammad, en van parlar malament a Xah Rukh i fou executat.

### Revolta dels sarbadars (maig-juny 1405)
Poc després va esclatar una revolta dels sarbadars dirigida per Khoja Sultan Ali. Els amirs Midrab Bahadur i Said Khoja foren enviats contra ells i Xah Rukh va seguir cap a Herat on va arribar els primers dies de juny del 1405. La primera batalla fou guanyada pels sarbadars, veterans de guerra molts d'ells; Said Khoja volia venjança i amb dos mil homes va avançar cap a Jajerem o Jajarm, que va ocupar després de derrotar els enemics, després sobre Faryumad, la fortalesa de la qual va resistir i per una mediació dels sayyids va perdonar als habitants a canvi d'un tribut; va seguir cap a Mazinan, que va conquerir igualment i finalment va assetjar Sabzawar.

### Intervenció de Pirak Padxah (estiu 1405)
Després de deu dies de setge es va saber que Pir Pirak, kan de Gurgan, estava atacant la província de Juwayn o Juvain. Said Khoja va aixecar el setge per anar a combatre a Pirak; Khoja Sultan Ali, que actuava de conjunt amb Pirak, va sortir de Sabzawar i es va reunir amb Pirak. Els dos exèrcits es van trobar. Said Khoja manava el centre, Midrab Bahadur la dreta i tres amirs (Iuz Bugha, Xaikh Sultan i Abu Bakr) l'esquerra; pel costat de Pirak aquest manava el centre, Khoja Ali la dreta i un cos de soldats del Mazanderan formaven l'ala esquerra. La dreta de Khoja Ali va destrossar l'esquerra dels tres amirs; però la dreta de Midrab Bahadurva fer el mateix amb l'esquerra dels mazanderanis; finalment Pirak va haver d'ordenar la retirada i foren perseguits patint una carnisseria.

### Sultan Husayn s'alia a Sulayman Xah (estiu de 1405)
Sultan Husayn després del seu intent fracassat de prendre el poder a Samarcanda, va fugir i altre cop es va dirigir al Khurasan. Va arribar a Andkhud i Xibarghan i allí va aconseguir atreure a l'amir Sulayman Xah i els dos homes van signar una aliança formal i juramentada. Pir Muhammad ibn Jahangir va demanar a Sulayman Xah d'abandonar aquest partit però Sulayman no en va fer cas i Pir Muhammad va marxar tota la nit i els va sorprendre i derrotar obligant-los a fugir.
Es van dirigir a Herat on foren ben acollits i van tenir el honor de baixar la ma de Xah Rukh que va concedir 10.000 dinars kopeki a Sulayman Xah i el feu de Sarakhs, i estaria al costat dels amirs Midrab Bahadur i Said Khoja en el grup d'amirs principals.

### Execució de Sultan Husayn (estiu del 1405)
Alguns cortesans van alertar a Xah Rukh de la personalitat de Sultan Husayn, que havia desertat a Síria (a Damasc), que havia actuat irresponsablement a la mort de Tamerlà, que havia abandonat la cort de Xah Rukh per anar a la de Khalil i després havia traït a aquest matant a alguns amirs; no era de fiar. Els arguments van convèncer a Xah Rukh que va ordenar a l'amir Anuixirvan Barles la seva execució.

### Enuig de Sulayman Xah (estiu del 1405)
Aquest fet no va agradar a Sulayman Xah que en aquell moment era a Tus, i va meditar una revolta, limitant-se finalment a exigir l'execució dels amirs Xah Malik i Anuixirvan Barles, acusats de l'execució. Xah Rukh es va enfadar molt i va marxar cap a Jam. Allí es va presentar Abd al-Samad, fill de l'amir Saif al-Din Barles i gendre i home de confiança de Sulayman Xah que va elogiar a Sulayman Xah; aquest insistia en veure a Xah Rukh.

### Revolta de Sulayman Xah (estiu del 1405)
Finalment va acabar revoltant-se a la fortalesa de Kalat. Xah Rukh va arribar a la plana de Tus i Mashad on van arribar també alguns amirs que havien acompanyat a Abu Bakr i al seu pare Miran Xah de retorn a Sultaniya i els havien fornit els mitjans per la seva presa del poder. Xah Rukh va enviar a Jahan Malik a parlamentar amb Sulayman Xah però no hi va haver acord i a la tornada de Jahan Malik, el sobirà de Khurasan va enviar contra Kalat a l'amir Midrab Bahadur.

### Moviment kara tàtar. Fills i esposa de Pirak davant Xah Rukh (estiu del 1405)
En aquest moment l'emir turcman dels sanjaris, Kerkes, fill de Tuman Kerkes, va informar que els kara tàtars, establerts per Tamerlà a Transoxiana, havien fugit i havien arribat a la regió de Makhan. Xah Rukh va enviar allí als amirs Said Khoja, Xah Malik i Jahan Malik. En el seu camí Xah Malik va capturar a Sultan Ali i al seu germà Hasan Sultan, fills del kan Pirak Padxah de Gurgan, i a la esposa d'aquest kan, que havien fugit de Samarcanda i es dirigien cap a Astarabad; foren enviats a Xah Rukh que va deixar marxar al primer i a l'esposa per reunir-se amb el seu pare i marit i va guardar a Hasan Sultan com a ostatge.

### Fi de la revolta de Sulayman Xah (agost del 1405)
Quan l'atac a Kalat era imminent, Sulayman Xah va fugir i es va dirigir a Samarcanda. Said Khoja va ser enviat a la fortalesa per fer inventari i destruir-la. Poc després van tornar els amirs que havien combatut als kara tàtars i n'havien fet molts de presoners. Xah Rukh va retornar a Herat l'11 de setembre de 1405.

### Conspiració al Sistan (setembre-octubre del 1405)
Poc després Xah Kutb al-Din des de Sistan informava que els dos xahs de Sistan, Xah Ali de Farah i el seu germà Xah Ghiyath al-Din, planejaven revoltar-se. Xah Rukh hi va enviar a l'amir Hasan Jandar que va apressar als dos germans i els va executar.

### Andkhud i Xibarghan (octubre -novembre del 1405)
A Andkhud i Xibarghan va enviar al príncep Ulugh Beg i l'amir Xah Malik que van organitzar el districte i van capturar a dos agitadors, Isa i Khidr Khoja; el primer fou portat a Xah Rukh a Herat i el segon a Pir Muhammad ibn Jahangir a Balkh.

### Said Khojaamir al-umara(novembre del 1405)
Retornat Said Khoja de Kalat li fou conferit el títol d’amir al-umara amb plena autoritat sobre tots els afers administratius i financers. Jahan Xah fou enviat a Ghur i a Garmsir contra alguns rebels que encara tenien activitat. En aquests dies van arribar a Khurasan com a refugiats els amirs Musa Ka i Nemdek que havien abandonat Coràsmia que havia caiguta en mans del kanat després conegut com a Horda d'Or. Xah Malik estava gelós de l'autoritat conferida a l'amir Said Khoja com amir al-umara i d'acord amb Xah Rukh se'n va anar a servir a Pir Muhammad ibn Jahangir (inicis del 1406)

### Xah Rukh després del hivern (febrer i març de 1406)
Acabat el hivern (finals de febrer de 1406) Xah Rukh va anar al campament d'estiu a Badghis. De camí, a Kizil Ribat, va saber de la derrota de Pir Muhammad ibn Jahangir i Xah Malik (el su amir al que havia enviat a fer costat a Pir Muhammad) contra Khalil Sultan (març). Poc després, a Satraki, van arribar les princeses Rukia Khanika (filla de Kai Khusraw Khuttalani) i Aka Beghi, filla de Pir Muhammad ibn Jahangir i esposa d'Ulugh Beg.

### El pont del Jihun (hivern del 1405)
Mentre Ulugh Beg i l'amir Xah Malik eren al Xibarghan i Andkhud i van construir un pont al Jihun. Correus de Khalil Sultan van fer servir el pont i es va produir un petit enfrontament que va acabar amb la signatura d'un acord de pau

### Campanya del Garmsir (primavera del 1406)
Al Garmsir l'amir Jahan Xah Bahadur havia derrotat el rebel Mudud (al que va obligar a fugir cap un altre província) i va ocupar la fortalesa de Derferschai (on va deixar dos kutwals: els amirs Sigal Ghermsirí i Huixam al-Din Ghurí).

### Revolta de Said Khoja (abril-maig de 1406)
A Said Khoja el poder se li havia pujat al cap i havia començat a conspirar sobretot amb fills de diversos amirs. El 29 d'abril de 1406, de concert diversos amirs liderats per Said Khoja, se'n van anar a Jam, mostrant-se obertament rebel. Xah Rukh va ordenar perseguir-lo i va atrapar al grup a la plana de Navizeh. Els rebel es van agenollar i es van sotmetre i Xah Rukh els va perdonar i tots junts es van dirigir a Pul-Salar; allí una part dels rebels va tornar a revoltar-se i es va dirigir altre cop cap a Jam. Xah Rukh va decidir castigar els rebels. En aquell moment va arribar un missatger informant que en la negociació amb Khalil Sultan aquest no havia complert els seus compromisos; Xah Rukh va cridar a l'amir Midrab Bahadur i va donar un ultimàtum a Said Khoja.

### Segueix la campanya al Garmsir (maig de 1406)
Mentre la situació a Garmsir tornava a complicar-se. El rebel Mudud, després d'un parell de mesos absent, va tornar al Garmsir i va començar a devastar la zona i Xah Rukh, ocupat amb la revolta de Said Khoja, va enviar als amirs Ak Bugha i Tagai Merken.

### Campanya contra Said Khoja (maig-a agost 1406)
Tot seguit va marxar contra Said Khoja (21 de maig) que era a Tus. Said Khoja i el seu germà Yusuf Khoja havien ofert el Khurasan al príncep Iskandar ibn Úmar Xaykh de Yadz. Xah Rukh va arribar a Jam el 4 de juliol. Estant a Kharjerd va rebre un emissari del príncep Muhammad Umar, que havia perdut el poder a l'Azerbaidjan, el qual li anunciava que estava en camí per oferir-li el seu homenatge. Un darrer intent de negociació amb Said Khoja fou inútil. Poc després Said Khoja es retirava cap a Kalat, la fortalesa principal de la zona i havia començat a reformar les defenses. Xah Rukh va anar a Mashad i d'allí a Radekan o Radkan. Khoja Ali Nasr Allah Terschizí, kutwal de la fortalesa de Pejdarud, planejava passar al bàndol de Said Khoja, però Xah Rukh va enviar allí a l'amir Midrab Bahadur i Nasr Allah va fugir. Les tropes acantonades a Merv i Sarakhs, liderades per l'amir Alikeh (kukeltaix o sigui germà de llet, en aquest cas de Xah Rukh), van decidir servir a Xah Rukh i Said Khoja quan ho va saber va decidir fugir cap al Mazanderan; va enviar per davant als amirs Xams al-Din Utx Kara i Abd al-Samad per negociar amb Pirak Padxah, kan de Gurgan. Xah Rukh va incrementar molt les seves forces amb l'arribada dels contingents d'Alikeh; el 5 d'agost va sortir de Radkan i es va dirigir cap al Mazanderan; prop de Kabuixan se li va unir l'amir Xah Malik procedent de Balkh, que demanava tornar al seu servei.

### Els refugiats a Gurgan (agost de 1406)
Es va establir un campament d'estiu a Salmakan i es va enviar un ambaixador de nom Mengli Timur Naiman a Pirak per demanar l'entrega de Said Khoja i els seus. Mentre esperaven es van dedicar a la cacera i va arribar al campament el príncep Muhammad Umar; ja abans Xah Rukh havia facilitat elements com roba adequada, cavalls, cinturons etc... a Umar, coses que li va enviar a Sabzawar en la ruta del príncep; ara que estava prop de Salmakan el príncep demanava l'honor de baixar la ma de Xah Rukh. D'altra banda, aviat va arribar la contesta de Pirak Padxah, que reclamava el reconeixement del seu govern de Gurgan i Mazanderan i decidir sobre la sort dels refugiats a la seva cort i llavors enviaria als refugiats per servir a Xah Rukh. El sobirà del Khurasan va considerar aquestes peticions excessives.

### Conquesta del Mazanderan (setembre de 1406)
El 8 de setembre entrava al Mazanderan i es presentava davant de Tenaseman, on governava Baiazet Jupan, servidor de Pirak. Xah Rukh va descartar l'atac a Tenaseman ja que la clau de la província era Astarabad, i es va dirigir allí. En una escaramussa a Feraskhaneh, algun alts oficials de Pirak foren fets presoners i executats. L'exèrcit khurasaní es va establir a un lloc de la plana d'Astarabad anomenat Siah-Bilav; l'exèrcit del kan, molt nombrós, estava fora de la ciutat i va iniciar l'atac: Pir Pirak al centre, Xams al-Din Utx Kara a l'esquerra i Said Khoja i els seus amirs a la dreta; per part de Xah Rukh a l'esquerra Yusuf Khalil, Jahan Malik i el príncep Muhammad Umar; al centre Ali Tarkhan i a la dreta Ulugh Beg i Xah Malik. La victòria fou per Xah Rukh.
Pirak Padxah va fugir cap al desert fins a Coràsmia. Tot el Gurgan, Astarabad i el Mazanderan oriental van quedar en mans de Xah Rukh. Said Khoja i alguns dels seus van fugir a Siraz; Xams al-Din Utx Kara i Said Huixham (fill de la filla de Said Khoja) es van sotmetre a la clemència del sobirà que els va perdonar. Tots els càrrecs de Said Khoja foren conferits a Jahan Malik. Sayyid Izz al-Din Hazarjeribí, sayyid d'Hazarjerib va enviar regals a Xah Rukh. Tot el Mazanderan es va sotmetre i la khutba es va llegir en nom de Xah Rukh i es va encunyar moneda amb el seu nom i rostre. El gran sadr (alta figura religiosa) Mawlana Jalal al-Din Luft Allah Sadr fou enviat a Sari on va negociar amb el governador de la província Razi al-Din Said Murtaza un tractat pel qual mai desobeiria les ordres de Xah Rukh. Mawlana Sadr al-Din Ibrahim Sadr fou enviat a Hazarjerib que va oferir la completa submissió.

### Muhammad Umar nomenat governador de Mazanderan (octubre de 1406)
Xah Rukh va donar el govern de Mazanderan al príncep Muhammad Umar, incloent Gurgan, Dahistan, Kumis (Damghan) i Astarabad.

### Ulugh Beg rep territoris (novembre de 1406)
A la tornada Xah Rukh va nomenar governador de Tus, Kalat, Abiward, Kabuixan, Yazar, Sabzawar i Nixapur en la persona del príncep Ulugh Beg (Mughith al-Dawla Ulugh Beg). Allí va saber que Musa Ka havia enviat a la seva família a Coràsmia i que ell mateix estava a punt de tornar-hi; Xah Rukh el va fer arrestar i carregar de cadenes i el va portar a Herat amb ell.

### La situació a Herat (desembre de 1406)
Van entrar a la capital el 25 de novembre de 1406. La ciutat patia una escassedat de menjar i els preus s'havien disparat. Xah Rukh va ordenar obrir els graners i vendre un mann de gra a 1 dinar (i no a 3 com s'estava venent).

### Revolta de Ghuristan (març de 1407)
A la mort de Pir Muhammad Ibn Jahangir (3 de març de 1407), l' ixpahbad Ghuri s'havia revoltat i estava assolant diverses contrades amb gent de Ghur i Sistan. L'11 de març Xah Rukh va decidir marxar a la zona i va enviar per endavant als amirs Hasan Jandar i Jahan Malik; però el 20 de març el sobirà ja estava de retorn doncs Ghuri, al saber que hi anava, havia fugit; els dos amirs van netejar la zona de gent dispersa de Ghuri i van retornar poc després.

### Rebel·lió de Muhammad Umar de Mazanderan (març-abril de 1407)
Pir Ali Taz Sulduz, l'assasí de Pir Muhammad, estava governant com a sobirà i sobre un territori immens. Xah Rukh va decidir anar a Balkh i quan s'estava preparant va rebre la noticia de la rebel·lió de Muhammad Umar, el seu nebot al que havia fet governador de Mazanderan i Gurgan. Generós amb els seus havia aconseguit reunir al seu entorn un import nucli de suport; va fer una incursió a Rayy on va agafar nombrosos mongols del quarter d'Abu Bakr, que va enrolar a la força i amb totes aquestes forces va concebre el projecte de conquerir Khurasan; havia estat informat de les discrepàncies entre l'amir Xah Malik i Xah Rukh i va decidir actuar ràpidament i va envair el Khurasan. Xah Malik estava a Tus i va comunicar la invasió a Xah Rukh. Aquest va sortir d'Herat el 6 d'abril de 1407 i es va dirigir al campament de Badghis a Kizil Ribat on se li va unir Midrab Bahadur.

### Derrota de Muhammad Umar (abril de 1407)
Mentre Ali Taz havia penetrat en els dominis dels Arlat però el seu amir Yadgharxah Arlat li havia refusat ajut i s'havia reunit amb Midrab, que en va poder informar al sobirà a Kizil Ribat. Midrab Bahadur fou enviat a acampar a la zona del Murghab mentre l'exèrcit estava preparat per marxar contra Muhammad Umar. En aquell moment va arribar la princesa Khan Zade que portava amb ella al jove príncep Muhammad Juki, cinquè fill de Xah Rukh, cosa que fou considerada un bon presagi. Els va reenviar a Herat i va marxar cap a Jam i es va trobar amb les forces de Muhammad Umar a Berduyah. Pràcticament no hi va haver batalla ja que la columna central de Umar, manada per Jeke Tawaji, es va passar a Xah Rukh i la resta de l'exèrcit es va desbandar (26 d'abril de 1407).

### Xah Rukh torna a Herat. Nova revolta dels ghuris (Juny de 1407)
El 19 o 20 de maig Xah Rukh va arribar a Herat. Però Xah Rukh, abans de poder marxar contra Ali Taz a Balkh, va haver de fer front a una nova revolta dels ghuris, dirigits per Malik Salih ibn Malik Ismail i sota l'autoritat màxima del ixpahbad Muhammad; va enviar contra els agitadors als amirs Xaikh Lukman Barles i Hasan Jandar als que després es van afegir altres i finalment van derrotar els ghuris; Muhammad va fugir i Malik Salih fou fet presoner, portat encadenat a Herat on fou penjat.

### Final de Muhammad Umar (maig del 1407)
Després del combat de Berduyah del 26 d'abril de 1407, Muhammad Umar va fugir cap al desert entre Berduyah i Jam, on fou localitzat per servidors de l'amir Midrab Bahadur; va resultar ferit greu i fou carregat de cadenes i enviat a Xah Rukh que en aquell moment era a Amrudek. Xah Rukh li va concedir una llitera de príncep, i el va enviar cap a Herat assignant-li un metge i un cirurgia. Va morir al arribar a Tuguz Ribat i fou enterrat allí el 12 de maig de 1407.

### Xah Rukh conquesta Balkh a Ali Taz (juny-setembre de 1407)
Finalment Xah Rukh va poder marxar contra Balkh (26 de juny de 1407) i Pir Ali Taz Sulduz va fugir d'aquesta capital. El 30 de juny Xah Rukh va entrar a Balkh. El 5 d'agost un contingent tribal dels Khalam va atacar Khuttalan però fou derrotat per l'amir Hasan Jandar. Els amirs que havien marxat en persecució de Ali Taz, i que no l'havien pogut atrapar, van retornar anunciant que tot i haver fugit estava molt lluny; Sultan Mahmud Khuttalani, fill de Kai Khusraw Khuttalani, beg dels Khuttalani al Khuttalan, va reconèixer l'autoritat de Xah Rukh igual que Khoja Ali Apardi fill d'Oljeitu Apardi, governador de Sali Sarai. Poc després es va saber que Pir Ali Taz estava acampat a Ieke-Olang i foren enviats contra ell els amirs Midrab Bahadur, Tavakul Barles, Xaikh Lukman Barles i Ali Beg Bekavul. Midrab va exercir per un temps el govern de Khuttalan.

### Qaydu rep el poder a Balkh (agost de 1407)
A Balkh, Xah Rukh va restaurar la fortalesa de Hindwan i va donar el govern de la regió a Qaydu, el fill de Pir Muhammad ibn Jahangir, amb els amirs Xams al-Din Utx Kara i Tavakul Barles com els seus amirs principals. L'amir Jahan Malik Kutxin (fill de l'amir Melket Kutxin) quedaria al front d'un contingent a Balkh per assegurar el poder de Qaydu. Tot seguit Xah Rukh va marxar cap a Xibarghan. Va concedir el territori d'Andkhud a l'amir Said Ahmad Tarkhan en feu (syourgal) i va seguir a Herat on va arribar a finals de setembre de 1407.
Mentre Ali Taz havia enfrontat als amirs que el buscaven, i finalment havia hagut de fugir cap al Hindu Kuix (tot i que l'amir Ali Beg Bekavul va morir en la lluita). Els amirs van retornar a Herat on també va anar Jahan Malik una vegada consolidat el poder de Qaydu a Balkh.

### Ofensiva de Pirak (tardor del 1407)
A la tornada de Balkh, Xah Rukh va tenir notícia de que Pirak Padxah, ex kan de Gurgan i Mazanderan, havia reunit les seves tropes i estava assetjant Astarabad on eren kutwals Jamxid Karen i Xams al-Din Ali, que estaven en posició difícil. Xah Rukh va decidir enviar a l'emir Midrab Bahadur a establir el kixlak o quarter de hivern a Garmsir i Sistan, al príncep Abu-l Fatah Ibrahim Sultan el va nomenar governador delegat d'Herat amb l'amir Nemdek com ajudant, i ell mateix va sortir cap al Mazanderan. El 29 de novembre de 1407 va arribar a Ischebertu i es van distribuir les destinacions de cada cos de tropes: Xah Rukh aniria per Jam i Mashad; Hasan Jandar, Firuz Xah i altres amirs anirien per Zawah i Mahoulat. A arribar a Tarak van saber que part de les tropes de Pirak l'havien abandonat. Després van anar arribant contingents de Badghis, Merv, Sarakhs i Makhan. Abu Muslim, fill de Utx Kara, va arribar del Mazanderan i va confirmar que Pirak Padxah havia fugit altre cop però ara al Rustumdar. El seguici reial es va dirigir a Astarabad que ja estava lliure de perill. Astarabad fou fortificada i Abu-l Laith fou nomenat kutwal; la fortalesa de Ischemasan fou reconstruïda i en fou nomenat kutwal Xaikh Sultan.

### Xah Rukh passa el hivern del 1407 al 1408 al Mazanderan (hivern 1407-1408)
El kixlak de hivern fou establert al Mazanderan, prop d'Astarabad, i el sayyid Izz al-Din Hezarjeribí d'Hezarjerib va anar a residir a aquest kixlak temporalment i va rebre en feu (soyurgal) el territori de Damghan. L'administració del Mazanderan passava a dependre del príncep Ulugh Beg i els funcionaris actuarien com a delegats seus. Va llicenciar a les tropes i va tornar al Khurasan entrant a Herat el 15 d'abril de 1408.

### Revolta de Jahan Malik (maig de 1408)
El sahib diwan (cap administratiu) Khoja Ghiyath al-Din havia estat falsificant els ingressos al tresor. Amb la complicitat o no del cap administratiu i financer Jahan Malik, aquest es va veure en la necessitat de revoltar-se amb suport de Hasan Jandar (que era parent seu) i el fill d'aquest Yusuf Khalil, Saadet ibn Timurtaix i un germà; Bahlul ibn Baba Timur, Sultan Baiazet ibn Othman i l'amir Nemdek també hi participaven; el 6 de maig tots ells es van juramentar. La revolta es va anticipar perquè la conspiració va transcendir. L'amir Midrab Bahadur havia arribat del Sistan i un exèrcit havia de marxar a la zona i els conjurats es van unir a aquest exèrcit. Midrab Bahadur va empaitar als rebels que s'hi van enfrontar i el van ferir a la cara havent de ser portat a Herat i els rebels van travessar el riu Karubar. Xah Rukh els va seguir i va acampar a la vora d'aquest riu; les tropes que havien d'anar al Sistan no van tardar a passar al seu costat i els rebels, privats de suport militar, es van desbandar cadascun per un costat: Saadet, el seu germà i Ahmad Ak Bugha foren apressats a Badghis i enviats a Xah Rukh (Saadet fou executat però els altres dos van quedar lliures); Jahan Malik i Nemdek foren apressats a Makhan per l'emir Kerkes, enviats a Herat i foren executats; Hasan Jandar i Yusuf Khalil van poder arribar a Esfahan pel desert de Tabas i foren acollits per Rustem al seu ilak o campament d'estiu a Kendeman (a la pròpia Esfahan hi havia una epidèmia de pesta). Sultan Baiazet fou capturat prop de Jam però va salvar la vida per la intercessió d'Ibrahim Sultan, el fill de Xah Rukh.

### Retorn de Pir Ali Taz (juny de 1408)
Just en aquest temps (vers juny del 1408) Qaydu va alertar a Xah Rukh que Pir Ali Taz Sulduz havia tornat amb un nou exèrcit acompanyat de tropes auxiliars reclutades al Badakhxan. Xah Rukh va enviar immediatament un exèrcit cap a Balkh. Els dos contingents van xocar prop de la ciutat i Ali Taz va fugir; les tropes de Badakhxan es van retirar al seu darrera cap al seu país. Els caps del hazara dels Sulduz van decidir eliminar a Pir Ali, el van agafar i el van decapitar; el seu cap ple de palla fou enviat a Herat. Si bé es diu a la font que Ali Taz fou rescatat per Tamerlà de la categoria d'esclau i elevat a general, això es simbòlic i no és literalment exacte.

### Festa de la circumcisió a Herat (setembre 1408)
A finals de setembre de 1408 va tenir lloc a Herat, al Baghi Shihr (Jardí de la Vila) una gran festa per celebrar la circumcisió de dos fills de Xah Rukh; Baysunkur i Muhammad Juki que van viatjar junts cap a Herat.
A Herat es va presentar Sultan Ali, fill de Pirak Padxah, que va demanar el honor de baixar el tapis del tron. Xah Rukh el va rebre be i després se'l va emportar amb ell a l'expedició que farà a Sistan.

### Xah Rukh cap al Sistan. Conquesta de Farah (tardor de 1408)
La presència del fugitiu Abu Bakr al Sistan no va agradar a Xah Rukh que va decidir anar a la regió. El 29 d'octubre de 1408 Xah Rukh, acompanyat del seu nebot Rustem (ex sobirà d'Esfahan expulsat, que li havia demanat asil i se li havia concedit), va sortir d'Herat cap a Nimruz o Sistan passant per Isfizar i Farah, primera ciutat fora del Khurasan. El governador del districte era Xah Iskandar Nialtegin, havia reforçat molt les defenses de Farah i confiava en aquesta fortalesa i en l'ajut del Sistan davant un eventual atac (injustificat) de Xah Rukh. Les dues partes disposaven de guerrers especialment valents i entrenats; Xah Rukh va ordenar l'atac i després d'un temps de combat cos a cos, els defensors es van retirar a la ciutadella que tenia quatre muralles de defensa; la ciutadella fou assetjada i els miners van començar la tasca; els combats eren diaris i van durar deu dies. Finalment els assetjats van demanar la mediació de l'amir Xah Malik. Es va acordar la rendició a canvi de no haver-hi cap càstig, cosa que Xah Rukh va complir.

### Mort de Pirak Padxah (tardor 1408)
Després d'això es va produir la deserció de Sultan Ali fill de Pirak Padxah, que, sense permís, se'n va anar a Rustumdar on el seu pare acabava de morir. Allí va tenir el suport de l'amir Kayumurz Rustamdarí i també dels antics partidaris i servidors del seu pare i de molts habitants de la zona.

### Submissió de Sistan (hivern de 1408)
Després va seguir endavant i va acampar prop de la vila d'Uk i de la fortalesa de Lasch que va quedar assetjada; va enviar una carta al xah recordant-li que ell mateix els havia restablert el poder però que també sabia castigar quan per exemple dos prínceps es van revoltar segons va denunciar el xah de Farah, lleial a la casa de Gurigan; i que si no es rendien les conseqüències podien ser funestes però la submissió els reforçaria. Xah Nusrat ibn Xah Mahmud, que era a Lasch, va fer algunes sortides però privats d'aigua va haver de demanar la capitulació i els assetjats foren ben tractats. Les fortaleses de Karunk i Kuïn, properes, van capitular en veure que no hi havia represàlies. Llavors es van dirigir cap a Zaranj i al creuar el riu Helmand, on esperaven trobar a Kutb al-Din per sotmetre's, no hi havia ningú. Xah Rukh va fer enderrocar els dics (anomenats Schelek, Scheher i Balagani); es van produir saquejos devastadors i tota mena de destruccions; la gana va aparèixer; la província de Watin va ser igualment assolada. Rustem i l'amir Midrab Bahadur foren enviats a la província de Zareh; considerant Sistan conquerit, Xah Rukh va ordenar tornar al Khurasan. El govern de Uk fou confiat a Jamal Bekem i el de Farah a Xah Iskandar, fill de Xah Ali.

### Tornada a Herat (gener - febrer de 1409)
Van arribar a Herat el 26 de gener de 1409 ja que Xah Rukh no volia estar de viatge durant el Ramadà que començava el dia 27 i durava fins al 25 de febrer. A Herat va rebre ambaixadors de la Xina que portaven les condolences imperials per la mort de Tamerlà. A finals de febrer va designar al seu fill Ibrahim Sultan com a governador delegat d'Herat amb l'amir Jalal al-Din Firuz Xah. El 31 de març de 1409 va sortir cap a Badghis i davant les notícies que arribaven de Transoxiana, es va convocar l'exèrcit que en poc temps es va reunir allí.

### Iskandar rep la protecció de Xah Rukh (febrer de 1409)
Iskandar havia fugit (1408) del seu germa Pir Muhammad i havia entrat a Khurasan on es va amagar anant a parar finalment a Xibarghan, on fou atacat per Qaydu ibn Pir Muhammad, de manera que va fugir errant fins a Andkhud, on governava Said Ahmed Tarkhan que el va acollir i li va retre tots els honors propis d'un príncep Gurigan (la dinastia timúrida es deia Gurigan o Gurgan o Kurgan, que vol dir "gendre" del gran kan). Va informar a Xah Rukh que va ordenar no posar cap obstacle al seu camí ni al dels seus acompanyants o servidors, i a ell de retre-li honors, cuidar-lo, ajudar-lo i guiar-lo.

### Xah Rukh a Transoxiana (abril-maig de 1409)
Els amirs Kodadad Husayni i Xaikh Nur al-Din van cridar a Xah Rukh a Transoxiana; Kodadad no obstant no va esperar la resposta i en una acció per sorpresa va agafar presoner a Khalil Sultan (8 d'abril de 1409). Al matex abril Xah Rukh va tenir coneixement de que Khalil Sultan havia estat fet presoner i es va posar en marxa cap a Transoxiana el 16 d'abril. Havia enviat un delegat, l'amir Kerkes dels sanjaris i Kodadad Husayni el va reenviar a Xah Rukh amb un servidor propi i un de Muhammad Jahangir, portant una carta en la que es posava a les ordres de Xah Rukh. L'1 de maig va travessar el riu Jihun. L'amir Xaikh Nur al-Din que era a Bukharà es va dirigir al seguici imperial però fou atacat per forces de Kodadad Husayni (ara enfrontat a Nur al-Din) i el seu grup fou dispersat. Nomes arribar Xah Rukh va enviar a Kodadad Husayni i als prínceps Amirak Ahmad i Sidi Ahmad (que s'havien presentat a la cort) a conquerir la província d'Hissar (Xadman). Xadi Mulk, l'esposa de Khalil, fou portada a l’ordu per Abd al-Khoja. Aviat Xah Rukh va rebre la notícia de que Kodadad Husayni, frustrat en les seves ambicions, havia carregat de cadenes a Khalil i havia fugit. Xah Rukh va seguir cap a Samarcanda, enviant per endavant a l'amir Ala al-Din Alikeh Kukeltaix i els amins del diwan. Al arribar al Ribat Yam, prop de Samarcanda, ja la població de la capital l'estava esperant. Muhammad Jahangir en qualitat de Khan i amir, i la resta dels amirs, foren autoritzats a baixar la ma del sobirà, ara emperador. El 22 de maig va entrar oficialment a Samarcanda. Xaikh Nur al-Din i Mubaixir Bahadur foren cridats a formar part dels grans amirs.

### Kodadad Husayni a Mogolistan (maig de 1409)
Kodadad Husayni i altres amirs turbulents es van retirar cap al kanat de Mogolistan. A finals de maig de 1409 Xah Rukh va enviar alguns emirs de Transoxiana cap a Khurasan per participar junt amb els amirs que ja hi estaven destinats a la vigilància a la frontera de Sistan i realitzar algunes operacions conjuntes.

### Mort de Kodadad Husayni (juny de 1409)
En un intercanvi de cartes amb Kodadad Husayni aquest va exigir l'empresonament del seu enemic Xaikh Nur al-Din i en tal cas se li uniria. Xah Rukh va trobar inacceptable aquesta petició i va decidir marxar contra l'amir. Es va dirigir a Khujand i va establir el campament a Ura Tepe. Kodadad Husayni havia assegurat que tenia el suport del kan Muhammad Khan de Mogolistan i això es va mostrar cert quan el kan li va enviar en ajuda al seu germà Xam-i Jahan; el mateix kan es va acostar a Taixkent. Sobtadament quan Kodadad Husayni va anar a homenatjar a Xam-i Jahan, aquest, que ja ho havia parlat amb els seus consellers i amirs i havien optat per la pau, el va agafar i el va fer executar. El seu cap fou enviat a l'amir Xah Malik. Els mongols van entrar a territori de Transoxiana sense fer cap saqueig i finalment es van retirar.

### Concessió de feus (estiu del 1409)
Xah Rukh va concedir alguns feus als seus partidaris: a Amirak Ahmad ibn Umar Xaikh li va concedir el soyurgal de Uzkend o Uzjand i el govern d'Andijan i Kaixgar; el príncep Baykara (germà de Amirak Ahmad) l'havia d'ajudar així com també l'amir Midrab Bahadur i l'amir Musa Ka

### Khalil Sultan alliberat (estiu del 1409)
Mentre els custodis de Khalil Sultan s'havien dirigit a la fortalesa d'Alla Kuh on estava el fill de Kodadad Husayni, Abd al-Khalik. Xah Rukh va enviar a Xah Malik i altres amirs contra Alla Kuh amb ordre de capturar a tothom de la fortalesa. Xah Malik es va dirigir a la fortalesa i la van assetjar però Abd al-Khalik i Khalil Sultan van manifestar que no era necessària ja que ells mateixos anirien a la cort de Xah Rukh.

### Khalil a la cort de Xah Rukh (estiu de 1409)
Xaikh Nur al-Din s'havia compromès amb l'emperador a anar a la cort en unes dates determinades que no va complir; es va enviar un emissari a preguntar que passava i va manifestar que havia decidit consagrar la resta de la seva vida al servei de Ulugh Beg. En realitat es va reunir poc després amb Khalil Sultan que venia d'Alla Kuh. Aquest va negociar amb Xah Rukh un tractat. Els negociadors del costat imperial van oferir garanties a Khalil i aquest va decidir anar a la cort; va trobar a Xah Rukh a Arun Ata i va tenir l'honor de baixar-li la ma; fou cobert de distincions.

### Ulugh Beg governador de Transoxiana (tardor de 1409)
Després Xah Rukh va nomenar al seu fill Ulugh Beg com a governador de Transoxiana i el Turkestan. Xah Malik (lakab Ghiyath al-Din) fou nomenat el seu noyan o amir principal.

### Qaydu confirmat com a sobirà de Kabul (tardor de 1409)
Estant al Jihun va concedir a Qaydu ibn Pir Muhammad els governs de Kabul, Gazni i Kandahar fins al riu Sind [probablement un error per Hind, riu Indua] (però sense Balkh i Tukharistan)

### Xadman a Muhammad Jahangir i Tukharistan a Ibrahim Sultan (final de tardor del 1409)
A la tornada a Khurasan va concedir el govern de Hissar Xadman a Muhammad Jahangir. Al seu fill Ibrahim Sultan li va concedir el govern de Balkh i Tukharistan fins a la frontera de Kabul i de Badakhxan. Ibrahim el va anar a rebre el 1 de desembre a Andkhud.

### Sultan Ali, darrer genguiskànida de Gurgan (tardor del 1409)
Sultan Ali, hereu de Gurgan i Mazanderan, sabent que Ulugh Beg, nominal governador de Mazanderan oi Khurasan occidental, estava a Transoxiana, va intentar ocupar Astarabad. Aquesta ciutat hauria d'haver estat la seu del govern de Ulugh Beg, el qual no obstant havia marxat al cap de poc de ser nomenat i havia anat cap a Transoxiana amb el seu pare, deixant al seu front a Abu-l Laith, el kutwal de la fortalesa. Sultan Ali es va presentar davant d'Astarabad; l'exèrcit imperial li va fer front. En la batalla Sultan Ali fou ferit greument i va morir poc després. El seu cap fou enviat a la cort.

### Sayyid d'Amol i Sari (estiu de 1409)
El 1403 Tamerlà havia nomenat governador d'Amol i Sari a Sayyid Ali, fill de Sayyid Kamal al-Din i net de Sayyid Kawan al-Din. A la mort de Tamerlà aquests sayyids havien conservat el lloc. Estant Xah Rukh a Transoxiana, Sayyid Murtaza, germà de Sayyid Ali, amb el suport del sayyid d'Hazarjarib (del qual era el gendre) va reunir un petit exèrcit i va prendre el poder i Sayyid Ali va fugir al Khurasan a demanar asil.
Quan Xah Rukh va tornar, va enviar a l'amir i gran sahib Khoja Xams al-Din Muschrif Semnaní per restablir a Sayyid Ali a Sari. Va enviar un ultimàtum a Murtaza que no va fer cap efecte. Sayyid Ali amb els seus partidaris i algunes tropes aportades per l'amir Khidr Khoja a Astarabad, va intentar un cop de ma i va triomfar. Murtaza va fugir i Ali fou restaurat al govern.

### Xah Rukh i Badakhxan, Coràsmia i Kiptxak (estiu del 1409)
En aquest temps en què Xah Rukh va tornar a Herat, també es va presentar a la cort Niki Xah de Badakhxan. El seu germà havia estat massacrat per ordre de Xah Baha al-Din i ell s'havia hagut de refugiar. Xah Rukh va fer vagues promeses.
També va arribar un ambaixador de Coràsmia enviat per l'emir Aikeh per felicitar a Xah Rukh per la conquesta de Transoxiana. Seguidament va arribar una ambaixada de Daixt-i Kiptxak de l'amir Fulad Khan i també altres del amirs Ideku Bahadur i Isi, del territori dels manguts i uzbeks. A Fulad Khan se li va enviar un ambaixador per demanar una princesa genguiskànida per casar-se amb el príncep Muhammad Juki, que podria ser la filla de Ideku, cap dels manguts.

### Submissió dels turcmans del Dahistan i pau al Sistan (estiu del 1409)
Finalment es van sotmetre els turcmans d'Akrijeh al Dahistan, que havien donat suport a Pirak Padxah liderats per Timur Salar, i Xah Rukh els va autoritzar a viure pacíficament en aquelles contrades.; i es va aconseguir un acord general de pau al Sistan amb la mediació del xeic Zain al-Din Khawafi. Els presoners sistanís foren alliberats.

### Restauració de Merv (primavera-estiu del 1409)
El 30 de març de 1410 Xah Rukh se'n va anar al campament d'estiu (ilak) de Badghis. Allí va ordenar la reconstrucció de l'antiga Merv que havia estat destruïda pels mongols el 1216, o sigui ja feia 194 anys, i va convocar a tots els turcs i perses de les regions veïnes a participar en la reconstrucció.

### Xah Rukh envia a Baykara i a Khalil (tardor i hivern del 1409)
Iskandar de Fars i Esfahan va comunicar a Xah Rukh que la situació al Fars i Esfahan estava estabilitzada i que podia enviar un príncep per governar l'Iraq Ajamita. Xah Rukh va enviar a Mirza Baykara amb autoritat sobre Hamadan, Nihawand, Burudjird i Luristan.
Khalil havia tornat de Samarcanda amb Xah Rukh. Aquest, que ja l'apreciava, el va anar coneixent millor i apreciant mes cada dia; Khalil hi corresponia amb senyals de docilitat i servei. Finalment va decidir retornar-li el patrimoni del seu pare Miran Xah, el Takhi-i-Hulagu, és a dir l'Iraq Ajamita i l'Azerbaidjan, i el va enviar amb diversos generals cap a aquests territoris amb dos mil soldats. En la practica nomes va ocupar Rayy (gairebé despoblada)

### Nur al-Din revoltat a Samarcanda (abril de 1410)
A primers d'abril l'amir Xaikh Nur al-Din es va revoltar al front d'un grup d'homes, a la rodalia de Samarcanda. Ulugh Beg va haver de fugir. Xah Rukh va enviar els seus amirs principals (Midrab Bahadur, Tavakul Barles, Yadkarxah Arlat, Anuixirwan Barles, Muhammad Sufi Tarkhan, Yusuf Khoja i Ajebxir) a Transoxiana, amb ell mateix al capdavant, mentre enviava als amirs Hasan Sufi Tarkhan, Muhammad Beg i Muhammad Khoja a Kumis i Mazanderan. El príncep Muizz al-Din Baysunkur fou designat representant de l'emperador a Herat.
Xah Rukh i els seus amirs van sortir cap a Samarcanda el 18 de maig de 1410. Mentre Nur al-Din intentava sense èxit entrar a Samarcanda, l'emperador va anunciar la propera arribada del príncep. Aleshores el fill de l'amir Kodadad Husayni, Abd al-Khalik, es va retirar (sense permís de Nur al-Din) i va retornar al seu govern, debilitant les forces de Nur al-Din. Nur al-Din va aconseguir atreure al príncep Muhammad Jahangir, governador de Hissar Xadman al seu bàndol, mentre Xah Malik, que derrotat inicialment, s'havia refugiat a les muntanyes, ja havia pogut retornar a Samarcanda. Nur al-Din va tornar a Samarcanda intentant entrar valent-se de la legitimat de Muhammad Jahangir (fill del primer hereu de Tamerlà) però tampoc ho va aconseguir. L'exèrcit de Xah Rukh avançava cap al Jihun, A Tirmidh, l'amir i príncep Genguis Oghlan, Saif al-Din i Abd al-Karim vigilaven el pas del Jihun i estaven preparats per fer front a un atac de Midrab Bahadur i per altre costat Sultan Baiazet era a Kalaf (prop del Jihun) per oposar-se a Ulugh Beg.

### La derrota de Nur al-Din (juliol 1410)
Sultan Baiazet, després de lluitar obstinadament contra Ulugh Beg, quan es van acostar les forces de l'emperador, va abandonar la lluita i va fugir. Genguis Oghlan, Saif al-Din i Abd al-Karim el van seguir poc després. El 30 de juny de 1410 (dissabte i no divendres com diu a la font) l'exèrcit imperial va travessar el riu. Nur al-Din, que estava fora muralles a Samarcanda, va marxar amb les seves forces per enfrontar-lo; per la seva banda Xah Malik també va sortir de Samarcanda per anar a buscar a Nur al-Din; aquest veient que el perseguien, va girar i va enfrontar inesperadament a Xah Malik, al que va derrotar completament; l'exèrcit rebel es va veure incrementat per un moment i reforçat per les armes i els tresors capturats. Xah Malik va tornar a Samarcanda altre cop derrotat i allí es va trobar amb Amirak Ahmad que havia arribat amb 500 homes des del seu govern a Uzkend i van tornar a sortir de Samarcanda, marxant primer a l’ordu (campament) imperial), on van baixar el tapis del tron. Mentre Ulugh Beg va agrupar als Kutjin (o Kutxin) de Kix, un clan fidel, i es va reunir amb el seu pare.
Nur al-Din va disposar les seves forces per presentar batalla prop de Kizil Ribat i del riu Yam. Poc abans de la batalla Nur al-Din va sospitar de l'amir Mubaixir Bahadur i el va fer matar. Part de les forces de Nur al-Din van destacar per la valentia però Amirak Ahmad les va rebutjar finalment; els kutxins també van donar mostres de valor. Nur al-Din, derrotat, va acabar fugint. La batalla es va lliurar el 21 de juliol de 1410. El dia 23 Xah Rukh va entrar a Samarcanda on va visitar la tomba del seu pare. Va enviar a Xah Malik a Otrar amb un fort exèrcit. Les felicitacions per l'èxit van arribar de tot arreu: Xaikh Ibrahim de Derbent i Xirvan; Aideku Bahadur des del país dels uzbeks i del Kiptxak; Sayyid Izz al-Din del principat de Hazarjarib; Sayyid Ali Ka de Sari; l'amir Hasan Kiya de la fortalesa de Firuzkuh; i altres del Garmsir (Ghermsir) i Kandahar.

### Revolta a Kandahar (estiu de 1410)
Pir Muhammad ibn Kutlu, germà de l'amir Tuman Kandahari (Tuman Nikudari) i fill de Kutlu Nikudari, conegut habitualment com a “Perek”, es va revoltar contra Mawdud i el va expulsar del territori. Mawdud i Perek es van dirigir a la cort imperial reclamant un contra l'altra; després d'una investigació, els problemes foren atribuïts a Mawdud i Xah Rukh va conferir el govern a Perek. Mawdud no fou castigat però se li va ordenar restar a la cort per temps indefinit.

### Xah Rukh retorna a Herat (1410)
En algun moment de l'any no especificat, Xah Rukh va tornar a Herat on s'estaven fent diverses construccions: una madrasa, un khanika (monestir) es van acabar aquest any (estaven situades al sud de la madrasa i del monestir principal de la ciutat). La construcció incloïa un minaret i unes muralles i va durar uns dos anys; una biblioteca important fou depositada a l'edificació i se'n va encarregar la direcció a quatre religiosos notables; el xeicat superior del monestir fou per al xaykh-al-Islam Khoja Ala al-Din Ali Txeixti; al nord-est de la ciutat es va construir un gran edifici en el Baghi Sefid (Jardí Blanc). El març del 1411 Xah Rukh es va desplaçar al seu ilak o campament d'estiu marxant a finals del mes cap a Badghis. Va rebre un ambaixador d'Aideku Bahadur, el gran amir dels uzbeks, que desitjava mantenir la pau.

### Submissió de l'Índia (1411)
A primers de maig de 1411 Xah Rukh estava encara a Badghis; durant el mes va arribar Umar Xaikh ibn Pir Muhammad (que tenia uns 13 anys), expulsat de Fars per Iskandar que també va expulsar d'Esfahan a Sultan Ali el jove (7 anys) fill de Rustem, per temor a que reclamessin drets de sobirania. Sultan Ali també fou enviat al Khurasan, on els dos prínceps van arribar i van poder baixar la ma de l'emperador. Allí també uns missatgers van anunciar que el sultà Sayyid Khidr Khan de Delhi i el sobirà de Multan s'havien sotmès a l'emperador i havien encunyar moneda en el seu nom.

### Xaikh Nur al-Din (1411)
Xaikh Nur al-Din s'havia dirigit al Mogolistan i havia obtingut el suport del kan Muhammad Khan que li havia enviat al príncep Xam-i Jahan i s'havien establert a Sairam [probablement un error per Sabran] (1410)
L'amir Xah Malik va fer una expedició al país dels mogols i va obtenir força botí (hivern del 1410) i allí va poder comprovar que Xaikh Nur al-Din estava establert a Sabran i persistia en les seves ambicions. Informat l'emperador li va confirmar que com a governador d'aquella part del país podia actuar com considerés convenient.
El gener del 1411 el gran noyan (comandant en cap) Xah Malik va sortir de Samarcanda i es va dirigir a Sabran de la que Nur al-Din va fugir. Però Xah Malik es va adonar que una vegada retornés amb les seves tropes, Nur al-Din tornaria al lloc. Per això va escriure al governador del districte fronterer [probablement Sairam], que era Abd al-Khalik, el fill de Kodadad Husayni, demanant de preparar una emboscada; Abd al-Khalik, enemic jurat de Nur al-Din va estar d'acord i es va situar al lloc adient quan Nur al-Din tornava a Sabran. Atacat per sorpresa fou derrotat completament i va haver de fugir cap al Mogolistan amb només 30 homes. Abd al-Khalik l'hauria pogut fer presoner però va pensar que si ho feia, Xah Malik no tardaria en arrabassar-li el seu govern i el va deixar fugir, limitant-se a agafar un miler de cavalls com a botí; però al cap de pocs dies es va posar malalt i no va tardar a morir (17 dies després de la victòria). Xah Malik va nomenar al seu lloc a Timur Malik fill de Duldai o Duldaidad (un amir de gran valentia).
Nur al-Din va anar al campament del kan on es van presentar uns enviats de Xah Malik, però a petició de Nur al-Din aquests enviats foren fets presoners. El kan va disposar un cos de 15.000 homes sota el comandament del seu germà Xam-i Jahan, que va fer una incursió a Transoxiana (Mawara al-Nahr). Xah Malik havia retornat a Samarcanda i va demanar instruccions a l'emperador; Ulugh Beg va restar a Samarcanda i Xah Malik va marxar a combatre contra els mogols. Aquests estaven assetjant Sairam, que estava en mans dels homes de Abd al-Khalik. Els mogols van saber que s'acostava i van decidir presentar batalla; però Xah Malik va enviar un grup de sapadors dirigit per Xaistem que es va infiltrar per darrer dels enemics i quan estaven acampats i es creien segur, van fer un atac que va desorganitzar totalment el campament; els atacants es van emportar sis mil cavalls i els mogols es van despedregar. Això va passar a finals de maig o primers de juny del 1411.

### Xah Rukh torna a Herat (1411)
Mentre Xah Rukh va tornar del Badghis a Herat entrant a aquesta ciutat el 22 de juny de 1411. Allí va rebre a un ambaixador de Xaikh Ibrahim de Xirvan, que portava valuosos regals. Poc abans (març) havia declarat substituida la Yasa o llei mongola, per la Xaria amb prohibició del vi a les tavernes, que no es va aconseguir fer obeir.

### Nur al-Din no desisteix (1411)
Nur al-Din veient que els mogols no li resoldrien la situació va intentar forçar la situació. Va escriure als líders de Mogolistan, assenyalant com Xah Malik estava devastant el país. Muhammad Khan va reunir un exèrcit que va entrar a Transoxiana. Ulugh Beg va informar al seu pare que el 31 de juliol de 1411 va preparar l'exèrcit al Baghi Mokhtar (Jardí Elegit) per sortir cap a Transoxiana, però quan va arribar al Murghab fou informat que els mogols ja havien tornat al seu país.
Muhammad Khan havia sortit d'Alanbaji i s'havia dirigit a un lloc entre Yanghi i Sabran on es va reunir amb les forces de Nur al-Din. Van tenir consell entre els amirs i els principals oficials mogols es van decantar en contra de la guerra. Muhammad Khan va enviar una ambaixada a Xah Malik on oferia restablir les bones relacions i renunciava a donar suport a Nur al-Din. Xah Malik va acceptar i va enviar també una ambaixada amb regals pel kan. La pau fou segellada.
Xah Rukh no tenia notícies precises del que estava passant i no sabia si seguir endavant o retirar-se. Va restar uns dies a Olang Txitxetku. Va enviar un amir per informar-se i es va dirigir a Balkh. El 19 de setembre de 1411 va creuar el Jihun i a Kaixka fou rebut per Ulugh Beg i els seus oficials que van tenir l'honor de baixar-li la ma. L'emperador va anar a Samarcanda, va visitar algunes tombes i va acampar a la plana de Canighul.

### Mort de Nur al-Din (1411)
Mentre Xah Malik havia decidit entrar a Mogolistan per anar contra Nur al-Din. Va fer un pont al Sihun. Nur al-Din assabentat, va enviar a Genguis Oghlan per demanar a Xah Malik restaurar l'amistat i la pau. Xah Malik va demanar uns ostatges: la princesa Tuman Agha, el seu germà Xaikh Hasan, el servidor Xankhem i el fill Mahmud Xah. Nur al-Din va negociar amb els amirs Musa Ka i Dawlat Khoja perquè fessin de mediadors per aconseguir la pau amb Xah Malik; després de diverses rondes de negociació, quan ja s'havia establert certa confiança, un servidor de Xah Malik, de nom Pir Padak, es va acostar a Nur al-Din i el va matar. Xah Malik va recompensar a Pir Padak i va posar setge a Sabran que (la font no ho especifica) es va rendir.
Xah Rukh va decidir tornar a Herat i va sortir de Canighul cap a Kungunbez on va rebre l'homenatge del seu nebot Amirak Ahmad. Allí mateix Ulugh Beg va preparar un banquet sumptuós. Xaikh Hasan, el germà de Nur al-Din, va enviar un missatge anunciant la seva submissió i l'emperador li va exigir l'entrega de Tuman Agha. Uns dies després la princesa arribava a Herat on ja estava Xah Rukh. La vila de Kusuyeh li fou entregada com a soyurgal.
Ulugh Beg no estava a gust amb Xah Malik com a gran noyan, i Xah Rukh va cridar al general al Khurasan.

### Mort de Khalil Sultan (1411)
Khalil Sultan era a Rayy i es va posar malalt i en un parell de dies va morir. (12 de novembre de 1411). Gairebé al mateix temps va morir a Mashad la seva mare, Khan Zade que fou enterrada allà mateix. Sobre Khalil alguns historiadors pensen que fou enverinat, però de moment no es pot saber si fou així i en tot cas si fou per ordre de Xah Rukh.

### Mort de Mawdud (1412)
Xah Rukh va anar a Mashad i quan estava de camí, Mawdud Ghermsirí que estava retingut a Herat, i s'havia cansat d'una estada tant llarga sense perspectives, va aprofitar i va marxar cap al Ghermsir (Garmsir). Pel camí, prop de Tersin, es va trobar amb uns caçadors balutxis manats per Timur Ali que van sospitar que anava fugint; Mawdud els va atacar i en va ferir alguns però el fill de Timur Ali li va disparar una fletxa i el va matar. El cap fou enviat a Xah Rukh.

### Ambaixades a Xah Rukh (1412)
En el viatge Xah Rukh va rebre també regals molt valuosos del governador de Fuman, al Gilan, Sayyid Izz al-Din. També van enviar regals Sayyid Ali de Sari i Hasan Kiya de Firuzkuh. Va retornar a Herat l'1 de maig de 1412.
En aquest any 1412 va arribar també una ambaixada de la Xina, de l'emperador Yong Lo de la dinastia Ming. (212).
Malik Kutb al-Din va anar a la cort, va demanar excuses per la seva actitud passada de poca vigilància, i fou confirmat com a governador de Nimruz (nom alternatiu pel Sistan).
El xah Baha al-Din de Badakhxan va enviar un missari a reclamar l'enviament d'un delegat de confiança per recollir el tribut; entre el moment de l'enviament del emissari i el de l'arribada del delegat de confiança (Hamza Katuku) van passar uns mesos en els que Baha al-Din va evolucionar cap a un nacionalisme badakhxanès i finalment va rebutjar l'entrada a Hamza Katuku.(

### Expedició a Badakhxan (1412)
Aquest va retornar i l'emperador va enviar a la zona als amirs Midrab Bahadur, Said Ali Tarkhan i Firuz Xah. Van passar per Balkh, governada pel fill de l'emperador Ibrahim Sultan, i van seguir al sud; després de passar Baghlan van arribar a Ixkemeix. Baha al-Din va fugir cap a les muntanyes. Ibrahim Sultan que s'havia unit a l'expedició es va aturar a Keixem. L'exèrcit victoriós va ocupar la ciutat de Badakhxan i va penetrar cap els districtes de Sagnan, Gand i Bamir (on tradicionalment se situava el naixement del Jihun o Oxus). Es va fer un botí enorme i van retornar a la ciutat de Badakhxan. Xah Mahmud, germà de Baha al-Din, que havia estat a la cort de Xah Rukh anteriorment, fou nomenat xah governador

### Embaràs de l'esposa d'Ulugh Beg (1412)
La esposa d'Ulugh Beg, que vivia a Samarcanda, estava embarassada i abans d'arribar el moment, Xah Rukh la va fer portar a Herat amb una llitera règia. Se li va assignar com a residència el Jardí de Zagan (Baghi Zagan). El 27 d'agost de 1412 va néixer una filla, Beghi Khanzada i l'1 de setembre es va celebrar un banquet.

### Submissió de Coràsmia (1412 i 1413)
El 1412 Xah Rukh va enviar dos contingents a Coràsmia: Alikeh Kukeltaix i Elies Khoja, amb un exèrcit; i Musa Ka amb 5000 homes des de Transoxiana. Els dos exèrcits es van reunir ja en territori de Coràsmia. A Urganj tenia el comandament Mubarak Xah, fill d'Adiku, amb Bijek com a cap de l'administració (emiri-diwan) i Sader com a cadi. Els amirs i notables es van reunir i hi va haver criteris divergents sobre que calia fer, però Adiku va optar per proposar la pau. Mentre Alikeh i Elies s'havien dirigit a un altre punt del país (que la font no identifica) i havia matat i fet presoners a molts habitants; els partidaris de la guerra es van reforçar i van fer un atac sorpresa a les forces imperials, que al no estar preparades foren dispersades; els combats van durar tot el dia i part de la nit fins a l'arribada de Adiku i de l'amir i príncep Genguis Oghlan. Les tropes imperials van abandonar el lloc perseguits pels corasmis que van saquejar els seus campaments. Quan l'emperador ho va saber va decidir enviar a Xah Malik i a Said Ali Tarkhan.
Mubarak Xah va reprendre als habitants que havien participat a les lluites i alguns foren empresonats; això el va fer esdevenir impopular; d'altra banda Xah Rukh va fer el mateix amb els seus amirs i amb els que havien maltractat a la població de Coràsmia, i a alguns els va fer tallar el nas i les orelles; això va capgirar a l'opinió pública a favor de l'emperador. Mubarak Xah va fugir i es va reunir amb el seu pare. Les forces imperials de Xah Malik i Said Ali Tarkhan es van presentar davant la ciutat i els notables d'aquesta van sortir i es van rendir. Els dos amirs van poder tornar a Khurasan si bé Xah Malik va restar uns dies per organitzar el govern i l'administració del territori i dictar algunes normes suposadament justes
L'abril del 1413 Xah Malik va retornar a Herat on fou rebut amb honors per Xah Rukh que poc després el va nomenar governador de Coràsmia, funcions en les que va restar fins a la seva mort.

### Enllaç de la filla de Xah Rukh (1413)
Durant el 1413 Xah Rukh va decidir casar a una de les seves filles a algun príncep de rang i es va fixar amb el jove Muhammad Jahangir, fill de Muhammad Sultan, net de Jahangir i besnet de Tamerlà, nascut vers el 1396. L'enllaç es va fer als Jardins de Zagan el 20 de setembre de 1413.

### Expedició de Xah Rukh a l'Azerbaidjan (1413)
El 22 d'octubre de 1413 Xah Rukh tenia concentrat un exèrcit amb el que estava disposat a sortir cap a l'Azerbaidjan. Aquest dia va sortir d'Herat i es va dirigir com a primera etapa a Nixapur. Allí va comunicar els seus plans a Iskandar de Fars, Esfahan, part de l'Iraq Ajamita i sobirà nominal de Kirman. La idea era passar el hivern al Mazanderan i a la primavera marxar contra Kara Yusuf. Efectivament va arribar a Mazanderan on fou rebut per diversos líders: Izz al-Din de Hazarjerib, Hasan Kiya de Firuzkuh, Sayyid Ali d'Amol i Sari i els diversos prínceps de Gilan.
Es va establir el kixlak i allí va saber que Iskandar no respectava gairebé l'obligació de fer la khutba i encunyar moneda en nom de Xah Rukh; d'altra banda Iskandar sospitava que l'expedició tenia per objecte conquerir Fars i l'Iraq Ajamita mes que no pas l'Azerbaidjan. Un enviat d'Iskandar a mes a mes, va posar excuses per participar en la campanya. Xah Rukh va transigir, va autoritzar que hi participés l'amir que ell designés i amb els soldats que considerés convenients; aquesta tolerància de Xah Rukh encara van alertar mes a Iskandar que es va declarar en rebel·lia fent la khutba en nom propi i encunyant monedes amb el seu nom. La frontera amb Khurasan fou tancada i s'hi van enviar tropes de cavalleria; tropes d'Esfahan enviades a Semnan van saquejar Sufiabad; un altre contingent va entrar al Kuhistan, però els habitants, advertits de la seva arribada, els van atacar i els van fer fugir. Iskandar era un mestre en vanitat, satisfet dels tresors que posseïa i de tenir el tron i la corona, es dedicava als plaers a vegades amb nois o noies menors, es dedicava al joc i bevia vi i altres licors en abundància. Per tancar les possibles entrades va lliurar a les flames el districte de Rayy. Va enviar a l'amir Kafi Islam amb valuosos regals (cavalls, robes d'honor -khilah- i or) pels amirs de Sistan, Kandahar i Ghermsir per incitar-los a la rebel·lió amb la promesa de concessió de terres en soyurgal una vegada la victòria es produís. En el camí Kafi Islam fou reconegut al caravanserrall d'Exteran per un servidor del daroga de Tabas, que va informar al seu senyor i aquest a Soyurgatmix, fill de Xah Rukh que havia quedat a Herat com a governador delegat. Aquest va alertar a Malik Kutb al-Din al Sistan amb ordre de fer detenir a Kafi Islam i portar-lo a Herat. Així es va fer i des de la capital fou enviat a l’ordu de Xah Rukh.

### Kara Yusuf es retira de l'Iraq Ajamita (1413)
Kara Yusuf després de devastar les províncies de Kazwin i Sultaniya va arribar a Hamadan on va saber que Iskandar de Fars s'acostava amb la pretensió de conquerir l'Iraq Ajamita [diu Azerbaidjan a la font], havent entrat per la ruta de Luristan arribant al territori de Nihawand, on Kara Yusuf va decidir sortir al seu encontre. En aquest moment Kara Yusuf es va posar malalt i la malaltia es va anar agreujant; també molts soldats van patir malalties i, per tant, els kara koyunlu van haver de retirar-se. Iskandar el va acusar de fugir. Kara Yusuf va seguir la retirada arribant a la fortalesa de Kaverd i finalment va retornar a Tabriz on va entrar el 16 de setembre de 1413.

### Nou governador del Khurasan (1414)
A meitat d'abril de 1414 Xah Rukh va designar governador del Khurasan al seu fill Ghiyath al-Din Baysunghur (o Baysonghor). Aquest príncep va sortir del kixlak del Mazanderan i es va dirigir al Khurasan arribant a Herat el 4 de maig de 1414.

### Conflicte a Mazanderan (1414)
Xah Rukh va escoltar crítiques sobre els seus actes que hauria fet Sayyid Ali Kiya de Sari i Amol i en concret que Xah Rukh es rodejava dels seus germans i parents hostils que intentaven que conferís el govern a un altre. Cridat a la cort el sayyid va donar excuses poc convincents. Va decidir enviar a aquest govern als amirs Midrab Bahadur i Elies Khoja amb una carta en la que el comminava a mostrar submissió: Ali Kiya no va dubtar i va oferir immediatament mostres de submissió i va enviar a la cort al seu fill amb alguns presents. Xah Rukh li va atorgar un perdó complet

### Ulugh Beg i Amirak Ahmad (1414)
Ulugh Beg va cridar a la seva cort a Samarcanda al príncep Amirak Ahmad que era a Andijan; aquest va témer alguna cosa i va refusar anar-hi. Ulugh Beg va enviar a l'amir Baiazet Perwanji que va voler convèncer a Ahmad sense èxit; únicament va prometre enviar el seu fill a fer l'homenatge, cosa que tampoc va complir. Ulugh Beg va decidir anar a Andijan. Ahmad va fortificar les places de la província i es va retirar a les muntanyes. Ulugh Beg va assetjar Akhsi, la fortalesa principal, que esperava poder resistir però no va aguantar l'atac i fou ocupada pels atacants que ja havien devastat tot l'entorn. Com a nou kutwal fou designat Bayende Bekul. Després va anar a les muntanyes a buscar a Amirak Ahmad però els accessos eren difícils; va arribar a Andijan on va establir com a governadors a Musa Ka i Muhammad Taban i va tornar a Samarcanda. Poc després Amirak Ahmad va baixar de les muntanyes i es va dirigir a Andijan amb ajut d'un exèrcit auxiliar d'uns pocs milers d'homes que li havia deixat el kan de Mogolistan. Musa Ka, Muhammad Taban i l'amir Ali Kutxin van sortir de la ciutat i per presentar batallai van acampar a la rodalia d'Ux; no tenien notícies de l'enemic i no van prendre precaucions i Amirak Ahmed es va aprofitar d'aquest fet i va fer un atrac sorpresa; els tres principals caps enemics van morir junt amb alguns altres; les forces foren derrotades. L'amir Rustem, fill del general Sulayman Xah, es va retirar cap a Andijan on poc després va arribar Amirak Ahmad, que es va trobar amb mes resistència de l'esperada; els mogols, una vegada obtingut el botí, es van retirar i Rustem i altres amirs van poder conservar Andijan per Ulugh Beg.

### Xah Rukh a Rayy (1414)
El 5 d'abril de 1414 Xah Rukh va enviar el seu fill Baysunghur a Herat per actuar com a regent (tenia 17 anys) i el 14 d'abril de 1414 va sortir del seu kixlak de Mazanderan i es va dirigir a Rayy, via Damghan. Bistam Jagir, cap turcman senyor de Sultaniya, li va escriure des de la seva capital i es va posar a les seves ordres. Xah Rukh va rebre la comunicació amb satisfacció però va suggerir enviar com a ostatge al fill o al germà. Al arribar a Khuwar alguns desertors de Iskandar van informar que aquest havia sortit d'Esfahan per assetjar Sawah on governava Nasr Allah Sahrai, el qual va demanar ajut a l'emperador i va sol·licitar l'enviament d'un daroga, cosa a la que es va accedir i es va nomenar un dels servidors de la cort. Un contingent fou enviat a Sawah

### Iskandar contra Sawah (1414)
Iskandar va enviar als amirs Yusuf Khalil, Jelban Xah Barles, Abd Allah Perwanji i Saad Allah, a assetjar Sawah. El governant local Nasr Allah Sahrai va demanar ajut a Xah Rukh que va enviar deu mil cavallers manats pels amirs Hasan Sufi Tarkhan, Said Ali Tarkhan, Dawlat Khoja Irak i Txeharxenbeh. Els amirs d'Iskandar van decidir no enfrontar a les tropes imperials i com que no es refiaven de Yusuf Khalil que havia participat en la rebel·lió de Jahan Malik i després havia fugit a Siraz, el van detenir i empresonar i es van unir als amirs del emperador. Quan Xah Rukh ho va saber es va alegrar d'obtenir una victòria sense sang; des de Rayy l'emperador va anar a Xahriyar, fou rebut amb honors pel fill d'Abd Allah Perwanji i poc després va arribar Nasr Allah Sahrai de Sawah a fer homenatge. Seguidament van arribar els amirs Hasan Sufi, Said Ali i alguns altres portant a Yusuf Khalil encadenat. Yusuf va demanar clemència i Xah Rukh el va perdonar de totes les seves faltes. Abd Allah Perwanji va ser nomenat governador de Qom. Yusuf Hajji, que era el visir de la ciutat, fou nomenat kutwal de la fortalesa. Xah Rukh es va desplaçar a Sawah on es va dedicar a la cacera per uns dies.

### Penetració de Xah Rukh a l'Iraq Ajamita; setge d'Esfahan (1414)
Xah Rukh va arribar a Jira i a Ferahan. Els amirs Hasan Sufi i Elies Khoja van assetjar la fortalesa d'Ikan, que amb un reforç oportú de l'emperador van acabar conquerint. D'allí van passar a Kurkan on es van presentar tres notables d'Esfahan, ben rebuts per Xah Rukh. Les forces d'aquest van avançar fins al Baghi Rustem (El Jardí de Rustem) als afores de la ciutat. Molts habitants van anar a posar-se al servei de l'emperador. Xaikh Muhammad, un parent de l'amir Abas Bahadur, també va abandonar la ciutat i va anar a la cort i el va seguir Xaikh Ali Kazak que va portar 300 cavallers; també alguns nòmades es van unir al emperador a Ateixgah però va caldre un enfrontament de les forces dels dos costats en el que el príncep Baykara, germà d'Iskandar, que s'adonava de les injustícies del seu germà, va combatre amb valentia. Després del xoc dels dos exèrcits els soldats d'Esfahan es van dispersar cap als poblets veïns i foren perseguits i aniquilats. Després d'aquesta primera derrota parcial, Iskandar va tenir consell amb els seus oficials i es va decidir sortir d'Esfahan amb tot l'exèrcit; l'exèrcit imperial els va presentar batalla. Iskandar va intuir que perdria el combat; els soldats van començar a fugir i els imperials els van perseguir i en va matar molts. Iskandar va estar a punt de caure presoner però va poder tornar a Esfahan on va quedar assetjat.
Xah Rukh va establir el setge d'Esfahan. Van arribar els amirs Xaikh Derdi i Baiazet, fills de Bistam Jagir, procedent un de Xahriyar i l'altra de Sultaniya, i es van presentar a la cort on foren molt ben acollits. Una sortida de 300 cavallers per la porta de Berangar fou combatuda per Elies Khoja (que va quedar ferit) i rebutjada. El setge es va fer mes intens i estricte el 12 de juny de 1414.

### Submissió de Fars (1414)
A Siraz els kalui (bazarís) i els kelanters (notables del diwan) van aconseguir l'adhesió del daroga local Xaikh Muhammad Sarik per sotmetre's a Xah Rukh. No dubtaven que l'emperador conqueriria Esfahan i que després marxaria a Siraz i se'ls consideraria enemics per lo que en cas d'avançar-se podrien reclamar haver actuat amb la lleialtat deguda al poder suprem. Els fills d'Iskandar i els fills dels amirs Abd al-Samad, Xaikh Yesaul, Yusuf Kurji i Daran (els de mes confiança d'Iskandar) foren arrestats; immediatament es va encunyar moneda amb el nom de l'emperador i es va llegir la khutba en el seu nom i es van enviar regals a la cort.
Bekneh Bakhsxi i Luft Allah Baba Timur foren designats respectivament administrador de finances i governador de Fars. Els amirs Hasan Sufi i Jelban Xah Barles foren enviats des del campament d'Esfahan a buscar als fills d'Iskandar i els fills dels amirs.

### Setge d'Esfahan (1414)
Sultan Xah Txehreh gaudia de la confiança d'Iskandar i tenia el comandament d'una torre de les principals d'Esfahan. Uns servidors seus el van assassinar i van fugir al campament imperial. Progressivament les forces d'Esfahan disminuïen i les dels assaltants anaven creixent. Les sortides dels homes de Iskandar eren freqüents però no aconseguien res. El setge va durar 70 dies. Baysunkur va tornar a Herat procedent del kixlaq de Mazanderan (25 d'abril de 1414)

### Durant la conquesta (1414)
Mentre durava el setge d'Esfahan, Xah Rukh va saber de la mort de Musa Ka, Muhammad Taban i Ali Kutxin que havien caigut en la lluita contra Amirak Ahmad a Transoxiana; també va saber que l'amir Jelhan Xah Barles havia estat executat a Siraz per ordre de Luft Allah Baba Timur, sota acusació de preparar una revolta; Xah Rukh va destituir immediatament a Luft Allah i també a Bekneh Bakhsxi i va nomenar governador únic a l'amir Said Ali Tarkhan amb l'encàrrec de investigar les causes de l'execució sumaria de Jelhan Xah. Igualment va rebre una delegació des de Xuixtar de la princesa regent Dendi Sultan, neta del sultà jalayírida Uways I, la qual declarava la seva submissió a Xah Rukh.
Mentre es feia el setge, Xah Rukh havia enviat a Abd Allah Perwanji i a Ali Dervix a Kaixan; la ciutat es va sotmetre i el districte es va organitzar.
Finalment va saber que Iskandar, penedit de la seva conducta, havia fet encunyar moneda a Esfahan amb el nom de l'emperador i que la khutba s'estava fent al seu nom. Vas enviar un delegat a la ciutat (Mawlana Ghiyath al-Din Semnaní) per oferir la pau però Iskandar, per causes incertes, la va rebutjar; Xah Rukh va considerar que la seva oferta s'havia interpretat com a debilitat i va decidir utilitzar la força. Uns dies després Iskandar va enviar a l'amir Tavakul Karkara, un dels seus amirs de primer rang, conegut com a pietós i savi, i a l'amir Muhammad Beg, amb alguns cavalls de regal per Xah Rukh, demanant l'aixecament del setge després de lo qual aniria a la cort imperial. Xah Rukh el va convidar a anar sense temor o si no volia podria anar a Yadz o Hamadan i tindria pas lliure; però Iskandar no va acceptar.
L'emperador va enviar a l'amir Sultan Baiazet Barles i a l'amir Jakmak Xami a conquerir Abarkuh.

### Conquesta d'Esfahan (1414)
El 28 d'agost de 1414 Esfahan fou conquerida a l'assalt després de combatre tot el dia fins a la nit; Iskandar i els seus es van retirar a la ciutadella. L'amir Abd al-Samad va fugir i es va presentar a l'emperador. Quan Iskandar ho va saber va fugir precipitadament. Al matí l'exèrcit victoriós va començar el saqueig en que va aconseguir un botí enorme. Xah Rukh va enviar tropes a perseguir a Iskandar. Fou localitzat i fet presoner i portat davant del emperador que el va interrogar sense rebre cap resposta. L'emperador el va confiar al seu germà Rustem amb la recomanació de respectar els deures fraternals. No obstant, estant presoner, Iskandar fou cegat amb una agulla de ferro calenta als seus ulls; aquesta tortura va estar a punt de causar-li la mort però va sobreviure.

### Organització de la regió (1414)
L'emperador es va ocupar d'organitzar la regió: va fer una aportació pels pobres (abans destinada als pelegrins), va establir un govern regular, va garantir l'ordre i la seguretat de les rutes i va retornar a bona part de l'exèrcit cap al Khurasan juntament amb la part del botí que li pertocava. El govern general de Fars i l'Irak Ajamita es consolidava en mans de Xah Rukh i el govern d'Esfahan fou confiat al príncep Rustem, que ja havia estat governant del territori i que havia servit a Xah Rukh a Transoxiana, Khurasan i Mazanderan i a mes havia donat mostres de valor en diversos combats. També va dictar un perdó general, una mena d'amnistia. El jove Baykara, que havia destacat als combats i al qual l'emperador tenia molt d'afecte, va rebre en feu (soyurgal) els governs que ja tenia d'Hamadan, les fortaleses de Burudjird i Nihawand i l'alta autoritat sobre Luristan (a més de diversos consells sobre la manera de governar amb justícia)
Després va confiar el govern de Rayy al príncep Adygel (Ijel) fill de Miran Xah, i el de Qom al príncep Sad Vaccas. Finalment va sortir en direcció a Siraz deixant el govern general de l'Iraq Ajamita al seu propi fill Ibrahim Sultan.

### Xah Rukh a Siraz (1414)
A Siraz va rebre els governants de Xulistan, Luristan i diversos amirs i generals. Als caps de la ciutat que s'havien sotmès primer, els va donar mostres de la seva consideració especial. El gran noyan, l'amir Midrab Bahadur va rebre el govern general de la província amb un cos militar de mil cavallers. El seu comandament s'estenia a l'oest fins al Khuzestan, i a l'est fins a Hurmuz. Malauradament Midrab Bahadur va agafar una malaltia greu que en poques setmanes li va causar la mort. Per substituir-lo, l'emperador va designar al seu propi fill Ibrahim Sultan, el governador d'Esfahan i l'Iraq Ajamita.

### Xah Rukh a Yadz i Kuhistan (1414)
Xah Rukh va sortir de Siraz i es va dirigir a Yadz. No s'esmenta cap activitat especial en aquesta ciutat ni tampoc després al Kuhistan, on diu que va travessar el desert. Va retornar a Herat el 16 d'octubre de 1414 on fou rebut pel seu fill el príncep Baysunkur que era el seu delegat durant la seva absència. Allí van anar a homenatjar-lo diversos amirs entre els quals el més destacat fou Bistam Jagir, que tenia el seu ilak (campament d'estiu) a Sultaniya) i el seu kixlak (campament d'hivern) a Ardebil, estenent la seva influència des de Gilan fins a l'Arran i Mughan. També va rebre l'homenatge de Tadj al-Dawla, germà de l'amir Kayamurz Rustamdarí de Rustamdar; de Nasr Allah Sahrai de Sawah, de Xah Ways fill de Sultan Tawaji de Gazni [Ghiznin a la font]

### Relacions exteriors (1414)
Kara Yusuf va enviar un emissari per declarar la seva "amistat i devoció" per Xah Rukh. El sayyid Abd al-Khef (germà del sayyid Latif) va arribar de la Meca amb una carta per l'emperador

### Govern del Mazanderan a Baysunkur (1414)
També el seu fill Ulugh Beg, que governava Mawara al-Nahr, va venir a Herat per retre homenatge al seu pare. Va arribar a Herat el 4 de desembre de 1414. Al seu germà Baysunkur li va confiar el govern de les viles de Tus, Mashad, Abiward, Salmakan, Jermakan, Kabuixan, Nisa, Yazer, Astarabad, Xemasan, Kebudjamah, les fortaleses i dependències de Gurgan i tot el Mazanderan. Tenia 17 anys.

### Xah Rukh a Sarakhs (1415)
El 6 de març de 1415 Xah Rukh va sortir d'Herat i va anar a Sarakhs on va visitar diverses tombes de xeics (considerats sants). D'allí va anar a Mehnah on va visitar un únic lloc de pelegrinatge. Va caçar al desert de Khaveran. Ulugh Beg va retornar a Samarcanda igual que altres que l'havien visitat com Bistam Jagir, Tadj al-Dawla Rustamdarí i altres. A la segona meitat de març, Baysunkur va anar al seu govern, va fer una visita extensa però finalment va retornar a Herat. Xah Rukh pel seu costat se'n va anar al seu ilak de Badghis.

### Govern de Balkh (1414)
El 1414 Balkh i Tukharistan, que pertanyien a Ibrahim Sultan (nomenat pel govern de Fars), van passar probablement a Soyurgatmix ja que l'esposa de Xah Rukh, Malikat Agha, que va passar la major part de la seva vida junt amb el seu fill Soyurghatmish, fou enterrada a la seva mort a una madrasa construida per ella a Balkh d'acord a Samarqandı, Matlaq, 751.

### Activitat al Khurasan (1415)
A finals de març els amirs que estaven en la província de Coràsmia van anar a la cort per confirmar que l'administració sota Xah Malik funcionava i estava consolidada. A l'abril Xah Malik va arribar a la cort imperial. En aquest mes es van produir inundacions al Khurasan i es van esfondrar alguns edificis i els canals es van desbordar. Al maig es va saber que feia poc havia mort Dendi Sultan [en aquesta ocasió la font l'anomena Sultan Dandi] a Xuixtar. L'amir Tavakul Barles fou enviat a Fars per ajudar a Ibrahim Sultan. El 21 de maig de 1415 Xah Rukh va retornar a Herat arribant als jardins de Zagan. Fou llavors o poc abans (dins del mateix any) quan l'emperador va ordenar construir una poderosa ciutadella a Herat a tocar de la muralla nord de la ciutat sobre la que ja existia d'època kart, anomenada castell d'Ikhtiyar al-Din que havia estat mantinguda per Tamerlà quan va ordenar destruir les muralles i va ordenar deixar un espai buit entre torre i muralles. La torre era de rajoles crues i es va reconstruir en pedres, cal, ciment i rajoles cuites, esdevenint la fortalesa mes notable de l'imperi. El seu acabament està datat vers el juliol de 1415.

### Amirak Ahmad (1414)
Amirak Ahmad, no poden recuperar Andijan va decidir marxar a Kaixgar i demanar ajut a Muhammad Khan, per fugir de la còlera de Ulugh Beg. Xah Rukh va escriure a Amirak, explicant que considerava tot el que havia passat com instigat per mala gent i que si no ho havia resolt era perquè estava a l'Irak Ajamita, però que esperava que el seu fill Ulugh Beg ho reconsideraria; en tot cas li perdonava totes les faltes.

### Ambaixador de Kara Yusuf (1415)
A la segona quinzena d'abril de 1415, Kara Yusuf va designar ambaixador a un cortesà molt proper a ell anomenat Merdan Xah, considerat un gran orador. Arribat a la cort de Xah Rukh va poder baixar el tapis del tron. Després va demanar a l'emperador la concessió de Sultaniya a canvi de la fidelitat a l'emperador. Xah Rukh va contestar que podria acreditar la fidelitat enviant al fill com a ostatge i que si ho feia li concediria Sultaniya.

### Mort d'Adygel (1415)
A l'abril va morir d'una malaltia perillosa el jove (15 anys) Adygel (Adigel, Aiyal, Adijal, Ijel, Aighel....) al que s'havia concedit el govern de Rayy i que pràcticament només havia estat dedicat als plaers. En lloc seu fou nomenat el príncep Ilengher o Alamghir, fill d'Abu Bakr ibn Miran Xah. A les fronteres de la província foren enviats els amirs Yusuf Khoja, Kiya Xiorin i Ajab Xirin. L'amir Elies Khoja amb nombroses tropes va anar al Mazanderan.

### Kara Yusuf ataca Sultaniya (1415)
Kara Yusuf es va posar en marxa per atacar Sultaniya. Xah Rukh va enviar als amirs Ibrahim i Jahan Xah amb 20 batallons (kosxhun) amb la ordre de reunir-se a Elies Khoja i anar a Rayy i allí concertar-se amb altres amirs i finalment combatre a Kara Yusuf si aquests continuava avançant.

### Revolta de Sad Vaccas (1415)
Bistam Jagir va deixar al seu fill al front de Sultaniya i es va retirar a Qom, amb el príncep Sad Vaccas. Aquest ho va considerar una traïció i el va fer detenir i va demanar instruccions a Xah Rukh. Aquest va ordenar l'alliberament de Bistam, ordre que va portar un tavachi anomenat Ardexir. Sad Vaccas i diversos consellers van encaixar malament aquesta desautorització. Sad Vaccas va sortir de Qom amb el seu presoner i 300 homes i es va dirigir al camp de Kara Yusuf. El seu ogrok o campament de Qom va quedar sota el comandament de Kotluk Khoja.
Sad Vaccas fou molt ben rebut per Kara Yusuf que esperava aprofitar-se del príncep per conquerir l'Iraq Ajamita. Bistam fou alliberat i va rebre distincions. Sad Vaccas (Saad Wakas) va demanar asil a Kara Yusuf i aquest li va donar va enviar a Qom a Akhi Fereji, fill de Bistam, per anar a buscar a les esposes del príncep i portar-les al ogrok. Una vegada a Qom, la princesa Agha Beghi, filla de Miran Xah i esposa principal de Sad Vaccas, va considerar que les esposes no havien d'anar amb els turcmans i va armar als servidors i quan Akhi Feriji i els seus homes van arribar, els van atacar i els van massacrar així com a Timur Xaikh, Kotluk Khoja i Xaikh Ali Zendeh considerats els instigadors de la defecció del príncep. Els seus caps foren enviats a l'emperador junt amb un relat dels fets. Xah Rukh va dir que si les dones actuessin totes així serien superiors als homes.

### Mort d'Iskandar (1415)
Els districtes de Qom, Kaixan i fins Hamadan estaven agitats. El príncep Rustem havia fer cegar a Iskandar o almenys ho havia tolerat. Xah Rukh ho va desautoritzar i va fer conduir al príncep cec a la seu de govern de Baykara que estava situada probablement a Hamadan o a Nihawand. Però Iskandar volia venjança i feia tot el possible per promoure l'agitació, i tot i ser cec era molt hàbil i enginyós en intrigues. I la defecció de Sad Vaccas li va semblar una ocasió oportuna. Va alertar al seu germà petit que allà on eren estaven en perill davant els turcmans i que si els atacaven no podrien fugir. Baykara, que no era de moltes llums, es va deixar seduir per un projecte polític consistent en anar a Siraz i apoderar-se d'aquesta capital. Iskandar i Baykara van sortir cap a Siraz, però un servidor de Iskandar, Murad Tilbet, va desertar i es va dirigir a Esfahan on va revelar els plans a Rustem. Aquest va enviar un contingent per tallar la ruta i va trobar a les forces dels dos germans a Jerbadekan, les van atacar i Iskandar va caure presoner i fou enviat a Esfahan i portat davant de Rustem. Baykara sense el seu germà, no va saber que fer i no va ni seguir endavant ni tornar endarrere, restant uns quants dies aturat a Kendeman. Ibrahim Sultan, ja assabentat, va reunir consells dels amirs, i va ordenar empresonar a tots els antics servidors d'Iskandar que eren a Siraz i els va enviar al Khurasan sota la vigilància d'un guardià.
Però aquests homes entre els quals hi havia Sunej Khoja, Ardewan i Mezid Baixlik, quan eren a un lloc anomenat Khan Habeix (entre Abarkuh i Maixad-Maderi), van matar el seu custodi i van fugir a Kendeman i es van reunir amb Baykara al que van reprotxar la seva inactivitat i el van instigar a seguir la marxa. Baykara els va escoltar i va reprendre la marxa cap a Siraz. Ibrahim Sultan ja havia fet tots els preparatius i va sortir a l'encontre dels seus rivals; els dos exèrcits es van trobar a la rodalia de Baiza; alguns dels oficials de Ibrahim com Xaikh Txehereh, Masud Xah i Xul entre d'altres, es van passar a Baykara al que també donava suport la població. Ibrahim va haver de retirar-se; va passar breument per Siraz a la nit per emportar-se a la seva mare Tuti Agha i part del tresor i l'endemà estava a Abarkuh. El 17 de juny de 1415 Baykara va arribar a Siraz a la porta de Ixtakhar; els sayyids, els cadis, els notables i els kuloi, com que estaven sense sobirà, van sortir a demanar a Baykara que entrés a la ciutat.
Quan Rustem va saber que Baykara ja era a Siraz i estava al front del govern del Fars, va fer matar el seu germà Iskandar, com verdader instigador dels fets

### Combatent a la revolta de Baykara (1415)
Xah Rukh va enviar a l'amir Jalal al-Din Firuz Xah amb forces d'elit, amb ordres de reunir-se amb Ibrahim Sultan i conjuntament posar fi a la situació. A l'amir Ghiyath al-Din Xah Malik el va enviar a Rayy per reunir-se amb les tropes de la regió. L'amir Xaikh Lukman Barles va rebre l'encàrrec de reagrupar tropes disseminades a les províncies de Khuttalan, de Kunduz i Bakelan (Baghlan) i districtes veïns. El 2 de setembre de 1415 Xah Rukh va sortir d'Herat. Pel camí es va arrestar a un espia de Kara Yusuf del qual va obtenir informació sobre les estat de les províncies. També en el camí un correu de Ulugh Beg va informar que Muhammad Khan de Mogolistan havia mort i l'havia succeït el seu net Khidr Khoja Oghlan Nakxi Jahan fill de Xam-i Jahan.
Xah Rukh estava a Nixapur i d'allí va passar a Bistam; allí l'amir Ala al-Din Alikeh Kukeltaix li va enviar a Sayyid Ali Kiya de Sari i Amol per retre homenatge, retornant tot seguit per reunir forces per l'emperador. Hasan Kiya de Firuzkuh també es va presentar. L'amir Masum, germà de Bistam, va venir des de Ardebil informant que Kara Yusuf estava prop de Tabriz. Una ordre imperial va ordenar a tots els amirs reunits a Rayy d'agafar el camí de Siraz. Un correu va anar a Abarkuh per ordenar a Firuz Xah d'anar a Koixkizerd o Kasri Zerd (Castell Groc) per trobar-se amb Ibrahim Sultan i allí reunir-se amb els diversos amirs que anàvem cap allí per marxar junts cap a Siraz.

### Rendició de Baykara (1415)
Quan Baykara va saber que l'exèrcit imperial s'acostava va començar a dubtar. Estava persuadit de que no seria atacat i que els rumors d'un atac nomes eren per espantar-lo. Però poc després Ibrahim Sultan va aparèixer a la rodalia de Siraz i Baykara es va tancar a la ciutat. L'exèrcit imperial va passar per Qom i Kaixan i va arribar a Esfahan el 4 de novembre de 1415 i a Siraz el 15 de novembre de 1415; un campament es va establir a la plana de Maidani Saadet. Baykara va enviar un correu a Baysunkur demanant-li intercedir per ell; aquest príncep en va parlar al seu pare i li va oferir la submissió de Baykara que aniria personalment a la cort; Xah Rukh va acceptar. El 17 de novembre a la nit Baykara va sortir de Siraz i es va presentar al campament imperial, on se li va concedir l'honor de baixar la ma de l'emperador; fou perdonat; només dos a tres persones foren executades. Baykara fou enviar a Kandahar i Ghermsir com a convidat de Qaydu ibn Pir Muhammad.

### Xah Rukh a Siraz (1415)
Xah Rukh va entrar a Siraz poc després. Els amirs Yadgharxah Arlat i Anuixirwan Barles amb l'ala dreta de l'exèrcit van anar a Kalahi Sefid (Castell Blanc) i Xulistan. Xah Malik amb els deu mil homes de l'ala esquerra va anar a Xabankara i el príncep Rustem va anar a Esfahan. L'emperador va estar un temps a Siraz ordenant l'administració i impartint justícia. Els amirs de Xulistan i Luristan van anar a la cort a retre homenatge. L'amir Kerkin va sortir de la província de Lar i el districte de Deriabar [la paraula vol dir “marítim” i segurament es refereix a la zona costera de Fars) i va fer un regal molt valuós a Xah Rukh.
Xah Rukh va enviar una carta afectuosa a Sultan Uways II, el sultà jalayírida que governava al sud de l'Iraq Arabí. No va sortir de Siraz fins passat el mes de Ramadà. Els governs foren confirmats o reorganitzats: Elies Khoja fou confirmat com a governador de Qom, Kaixan, Rayy i Rustamdar fins a Gilan. Després va visitar algunes tombes entre elles la de Sidi Daud a Kazerun, però tornant a Siraz al cap de poc. Ibrahim Sultan va recuperar el govern de Fars

### Conflicte amb el Kirman (1415-1416)
L'amir de Kirman, Sultan Uways, tot i que nominalment l'obeïa, no havia acudit a la convocatòria de Xah Rukh les dues o tres vegades que se l'havia cridat. L'emperador li va dirigir una nova carta en termes sèvers, en què li deia que si persistia en desobeir el consideraria rebel. El emissari que la va portar es va adonar que l'amir no tenia cap intenció d'obeir; va transmetre les excuses donades, que no eren molt bones, i Xah Rukh va decidir castigar el governador. La mare i alguns servidor de l'amir que havien anat a la cort per prestar l'homenatge en nom de l'amir, foren arrestats i seguidament va sortir cap a Kirman des de Siraz on es trobava.
Va arribar a Sirjan on va rebre la visita del xaykh al-Islam Shams al-Din Bumi, nadiu de Kirman, que fou rebut amb la màxima distinció,; Bumi es va comprometre a aconseguir que Sultan Uways anés a Herat però demanava prohibir els saquejos i retirar-se al Khurasan. L'emperador va prohibir el saqueig i va cridar als contingents enviats a Jiraft i el Ghermsirat (Garmsirat) i agafant la via del desert es va dirigir a Khurasan passant pel Kuhistan. El 24 de març de 1416 tornava a Herat.

### Intent de rebel·lió de Amirak Ahmad i Alamghir (1416)
Amirak Ahmad havia rebut la carta de Xah Rukh i va decidir presentar-se a Herat. Ho va fer justament quan aquest tornava del Kirman. Xah Rukh l'havia perdonat i no fou perseguit. Allí es va ajuntar amb Alamghir (que tenia 20 anys, uns 10 menys que Amirak) i els dos homes es passaven el dia bevent vi. Van idear un pla per aspirar a la sobirania, però el pla va arribar a orelles de l'emperador.

### Intent de rebel·lió de Baykara (1416)
Baykara, asilat a Kandahar, es va aliar amb grups d'homes turbulents i va planejar un atac contra Qaydu. Aquest assabentat el va fer detenir i va fer matar tots els sediciosos deixant només a Baykara carregat de cadenes, a disposició de Xah Rukh.
Eren moltes rebel·lions protagonitzades per prínceps, i alguna d'elles podia acabar malament o destruir l'estat. La raó d'estat aconsellava eliminar els prínceps per evitar futures rebel·lions i per servir d'exemple, però Xah Rukh, que els tenia afecte, va decidir enviar a Amirak a la Meca i a Baykara a l'Índia (al lloc que elegís). Alamghir seria embarcat a la mar i aniria allà on la fortuna el portés. A tots se'ls van assignar servidors fidels i es va eliminar el perill sense fer córrer la sang

### Major poder per Baysunkur (1416)
Xah Rukh va ordenar que el príncep Baysunkur prengués part en els consells que decidien els afers de govern. També se li va conferir autoritat per resoldre totes les reclamacions ocupant la posició d’amir-i diwan en algun moment entre febrer de 1417 i febrer de 1418, tenint uns 19 anys.

### Sultan Uways de Kirman (1416)
El sayyid Shams al-Din Bumi va retornar de Kirman anunciant que no havia pogut convèncer a Sultan Uways d'anar a la cort d'Herat. Xah Rukh va convocar a les tropes: els principals amirs foren Jahan Xah Barles, Hasan Sufi Tarkhan, Yadgharxah Arlat, Alikeh Kukeltaix, Firman Xaikh, Kiya Xirin i Musa; també van arribar diversos amirs de Mawara al-Nahr, l'amir Xah Kutb al-Din de Sistan, l'amir Xah Iskandar de Farah, diversos amirs de Nimruz/Sistan, i alguns amirs de Fars i l'Iraq Ajamita. En total quaranta mil cavallers
que van arribar prop de la ciutat de Kerman vers el 10 de juny de 1416. Sultan Uways va sortir de la ciutat per presentar batalla però finalment va tornar a entrar a la vista de l'exèrcit al que s'enfrontava. Durant dies es van produir enfrontaments i això va durar 70 dies; els habitants de la ciutat estaven ja molt malament, sense queviures, la ciutat destruïda en part i amb molts morts, malalts i ferits. Sultan Uways va demanar negociacions en les que bàsicament pretenia salvar la vida a canvi de sotmetre's posteriorment. Xah Rukh va acceptar perdonar-li la vida però li va exigir l'entrega d'un ostatge que fou l'amir Xaikh Hasan
Les tropes de l'emperador es van retirar i Xah Rukh va retornar a Herat. Xaikh Hasan fou portat a Herat a finals de setembre de 1416 i va tenir el honor de baixar els peus del monarca. Es va pactar que Sultan Uways aniria a la cort i que seria tractat generosament i Xaikh Hasan va poder tornar a Kirman.

### Ulugh Beg a Khujand (1416)
Ulugh Beg va establir el seu campament a la vora del riu de Khujand enfront de la vila de Xahrúkhia, el 26 de març de 1416. A Coràsmia al mateix temps, Jabar Berdi havia fet fugir a Genguis Oghlan i havia sotmès als uzbeks. Ulugh Beg va retornar aleshores cap a Samarcanda on va arribar a primers de maig de 1416. El mes de maig va morir l'amir Hamza Tarkhan (germa de la reina Gawhar Shad) i els seus dos germans Muhammad Sufi i Said Ahmad van anar a Mawara al-Nahr a la cerimònia d'enterrament i foren acollits per Ulugh Beg (enemic de la família), podent retornar després.

### Xaikh Ali Tagai (1416)
Amirak Ahmad quan va tornar a Herat va deixar a Kaixgar com a lloctinent a Xaikh Ali Tagai; aquest el 1416 va enviar el seu fill a Samarcanda i va demanar el perdó a Ulugh Beg i a canvi oferia lliurar la província de Kaixgar si li enviava algú de confiança. Ulugh Beg va enviar a Sadik Ali i a Tekrit. Tagai va entregar la plaça i va anar a Samarcanda on fou molt ben acollit.

### Xah Rukh i Mogolistan (1416)
Quan Xah Rukh va tornar a Herat procedent de Siraz (via Kirman) va rebre ambaixadors dels nou kan de Mogolistan Nakhxin Jahan, fill de Xam-i Jahan, que van demanar continuar amb l'amistat entre els dos estats.
També va rebre als fills de Khoja Lak que havien fugit del país dels uzbeks, els quals van informar que el territori de la horda dels uzbeks era teatre de conflictes.

### Qaydu (1416)
Quan Qaydu va rebre com a soyurgal les regions de Kabul, Gazni i Kandahar, Xah Rukh li va assignar un amir de confiança, Bahlul Barles, que actuava com a supervisor general. Però com que pocs mesos després Bahlul va donar suport a la revolta de Xaikh Nur al-Din, quan aquest fou derrotat, fou cridat a la cort; finalment fou perdonat i el va retornar al costat de Qaydu perquè ja sota Tamerlà era molt addicte a Pir Muhammad ibn Jahangir, el pare de Qaydu. Allí fou nomenat amir al-umara i va tenir tant de poder que se li va pujar al cap; va conspirar per eliminar a Qaydu i posar al tron a son germà Tenjer o Sanjar. Qaydu va tenir coneixement del complot es va posar fora de l'abast dels conspiradors, informant seguidament a l'emperador. Aquest va enviar a l'amir Anuixirwan Barles i alguns membres del clan Kutxin o Kujin, amb 10.000 cavallers; molts dels conjurats en veure que arribava un exèrcit imperial van abandonar la conspiració. Qaydu, que disposava de poques tropes, ara es va veure al front d'un gran exèrcit amb el que va marxar contra els rebels que es van dispersar i la majoria va fugir. Qaydu va anar aleshores a la cort a agrair l'ajut de Xah Rukh. Bahlul i un altre amir, Hasan Aktaji, confiant en la clemència de l'emperador, van anar a la cort on van confessar la seva culpa i van aconseguir ser perdonats.

### Ambaixada de Delhi (1416)
Una ambaixada procedent del sultà Sayyid Khidr Khan de Delhi va arribar a Herat i es va acordar que la khutba al sultanat es feria en nom de Xah Rukh i en segon lloc de Sayyid Khidr Khan.

### Conflicte al Badakhxan (1417)
Després de la revolta de Xah Baha al-Din les tropes imperials havien posat al tron al seu germà Xah Mahmud. Baha al-Din es va acabar refugiant a Mogolistan, però aviat va retornar i se'n va anar a Herat on va exposar al emperador el desorganitzat que estava Badakhxan des que ell no hi era. El 21 de maig de 1417 va arribar a Herat Xah Nikixah de Badakhxan per presentar una queixa contra els seus germans i parents.
Xah Rukh va designar al seu fill Soyurgatmix el govern i administració del país; a l'agost del 1417 el príncep es va traslladar a Badakhxan amb un contingent militar i aviat va restablir la tranquil·litat. Poc després hi va anar l'amir Sultan Ahmad Helal enviat per Xah Rukh. L'emperador també va autoritzar a Baha al-Din el retorn al país per residir allí 
El 25 de juny de 1417 [dimecres i no dijous com diu la font] va néixer a Herat Rukn al-Din Ala al-Dawla Abd Allah, fill de Baysunkur

### Exaccions fiscals (1417)
Baysunkur exercia moltes de les funcions de govern, mentre que l'amir sayyid Fakhr al-Din Ahmad estava al front de l'administració on igualment disposava d'amplis poders. El 1407 Khoja Ghiyath al-Din Salar Semnaní (aleshores gran visir) li va posar una multa i el va destituir i substituir durant un any com a cap de l'administració, però ell mateix fou denunciat per malversació i trobat culpable sent empresonat (i va morir poc després) i Fakhr al-Din va recuperar el lloc de sahib diwan (visir cap de l'administració) i va actuar de manera venjativa contra els que l'havien denunciat i després contra tothom, extorquint tot el que podia. Va adquirir molta riquesa i es va tornar orgullós i ambiciós. Mai cap visir ni amir havia adquirit tanta riquesa.
Baysunkur aviat va veure el comportament de Fakhr al-Din i va demanar a Xah Rukh que nomenés algú per compartir l'autoritat administrativa i fou designat el gran sahib (gran visir) Nizam al-Din Pir Ahmad, fill de Khoja Daud, un home eloqüent i experimentat que va limitar l'actuació de Fakhr al-Din, que estava molt contrariat; a mesura que el seu col·lega anava coneixent els seus secrets, es va alarmar mes. Un amir desgraciat per Fakhr al-Din, Ali Xahkani es va comprometre a aportar proves contra el sahib diwan per l'apropiació de dos-cents tumans. Per una qüestió d'inventari es va sol·licitar de diversos personatges la reposició temporal al tresor públic d'algunes quantitats que havien disposat que havien estat en realitat per Fakhr al-Din; els afectats van traslladar la petició al sahib diwan que els va donar llargues; un d'aquests homes era Khoja Pir Ali, fill de Khoja Pir Muhammad Baiazet, al corrent de molts dels secrets de Fakhr al-Din; molest amb aquest per que no li retornava els diners que havia de reposar, va amenaçar amb revelar-ho tot. En aquest moment l'emperador, que estava al corrent de tot, va cridar a les dues parts i va ordenar una investigació; Pir Ali va revelar que la suma disposada del tresor l'havia entregat a Fakhr al-Din, cosa que aquest va negar; però els altres deutors que es trobaven en la mateix situació també van acusar Fakhr al-Din. L'emperador va ordenar verificar les operacions del acusat; alguns disposaven de rebuts i Fakhr al-Din va pensar que era millor retornar les quantitats però ja el seu joc havia quedat al descobert; fou empresonat i obligat a tornar 200 tumans kopeki, per lo que se li va donar un any de termini. Fakhr va suplicar a Baysunkur i va al·legar al seu favor ser descendent del Profeta però aquest va respondre que Mahoma no ho hauria aprovat i que una ascendència il·lustre no justificava actes culpables. Fakhr va demanar aleshores la intercessió de la princesa Ghawhar Xad Agha, la mare de Baysunkur, que va induir al príncep a alliberar a Fakhr però no el va lliurar del pagament. Va poder retornar al seu càrrec i va recaure en les practiques anteriors però va caure malalt afectat de diverses malalties alhora i va acabar morint el juny o juliol de 1417. A inicis del any següent fou nomenat sahib diwan Ghiyath al-Din Pir Ahmad.

### Creuament de ambaixades xineses (1417)
L'ambaixada xines que estava al país va assistir a un banquet de comiat a la darrera setmana de maig de 1417; van rebre alguns regals per a ells i per l'emperador, retornant seguidament cap a la Xina acompanyat per Ardexir Tawaji. El mateix mes va arribar una segona ambaixada xinesa formada per 4 ambaixadors i 300 cavallers d'escorta, portant valuosos regals. Una tercera ambaixada va arribar el 1419.
Una nova ambaixada xinesa amb Ardexir Tawaji de retorn, va arribar a Samarcanda el 31 d'agost de 1419, seguint després cap al Khurasan el 31 d'octubre de 1419. El 18 de setembre de 1420 van retornar uns enviats a la Xina, Abuka i Pulad Timur. Una nova ambaixada xinesa va arribar vers el febrer de 1421. Algun dels ambaixadors va arribar fins a Siraz i un altre fins a Coràsmia, on fou rebut per Xah Malik que va designar a l'amir Ardewan per anar a la Xina. En aquest any Ulugh Beg va rebre ambaixadors del Tibet. El 7 de setembre de 1422 van arribar altres ambaixadors xinesos.

### Nomenament al Kirman (1417)
- article principal: Amir Ghunaxirin

Amir Ghunashirin fou nomenat governador al Kirman on la situació economica es desastrosa.

### Mort del visir (estiu del 1417)
- Article principal: Fakhr al-Din Ahmad

Al no poder pagar el deute el visir Fakhr al-Din es va posar malalt de diverses malalties i va morir.

### Deposició de Qaydu (maig de 1417-1418)
Qaydu va tenir un gest de deslleialtat: hi havia agitació entre els hazares i Xah Rukh va decidir anar a la zona (maig) i passar el hivern a Kandahar; va cridar a Qaydu per controlar-lo de prop. Qaydu no hi va anar i va evacuar Kabul. Finalment, amb negociacions, va anar a Herat, però al cap de pocs mesos va fugir per reunir-se amb els seus partidaris. Baysunkur fou enviat a perseguir-lo (agost de 1418) i el va atrapar a Sabz, sent deposat i empresonat. Kabul i Gazni son cedits a Soyurgatmix de Balkh. No s'esmenten mes governadors de Balkh per lo que és possible que governés als dos llocs

### Governador de Yadz (1420)
El 1420 el governador de Yadz, Muhammad Dervix (oncle matern de Xah Rukh) fou subsituit per l'amir Jalal al-Din Xaqmaq Xami. El nou governador fou patró de la producció de llibres i de l'arquitectura fins a la mort de Xah Rukh governant quasi sempre (excepte un any) Yadz.

### Campanya de l'Azerbaidjan (estiu, tardor 1420)
El qara qoyunlu Kara Yusuf havia conquerit Azerbaidjan el 1408 i havia matat a Mihran Xah (germà de Xah Rukh) incorporant Sultaniyya, Qazvín i Hamadan als seus dominis; després aquestes places havien retornat a Xah-Rukh (1414) però els kara koyunlu les va ocupar altre cop (amb Tarom i Saveh) el 1419.
El 21 d'agost de 1420 Xah Rukh va iniciar la guerra contra ells sortint d'Herat; contingents addicionals que s'anirien unint pel camí. La major part dels soldats eren txagatais (mongols i turcomongols) i tajiks o sigui els natius de Transoxiana, però hi havia gent procedent de totes les parts del regne. Els governadors provincials van enviar contingents i molts d'ells van dirigir aquests contingents i van participar directament a la campanya. L'avantguarda de l'exèrcit fou encarregada a Baysunkur (28 de setembre de 1420). Tambe el príncep Muhammad Txuqi va dirigir tropes.
El governador de Kara Yusuf a Kazwin va fugir i la ciutat es va sotmetre. Sultaniya en canvi va ser defensada per Jahanshah ibn Kara Yusuf. Xah Rukh va dirigir l'atac a Sultaniya. El 13 de novembre de 1420 Kara Yusuf va morir sobtadament quan era prop de l'Awjan el que deixava en posició favorable a Xah Rukh; se sabia que estava malalt però no s'esperava el desenllaç. L'exèrcit de Xah Rukh encara era lluny i inicialment es va intentar amagar la notícia, però el pànic es va apoderar dels oficials. El cos de Kara Yusuf fou abandonat allà mateix on havia mort, i fins i tot el tron va quedar dins de la seva tenda. parents i generals del beg van veure la oportunitat d'enriquir-se, van saquejar el que van poder i van fugir; les seves robes foren saquejades per un nebot, les orelles tallades per agafar les arrecades i el cos deixat nu a terra; un nebot es va emportar el tresor i el cos de l'emir fou abandonat. Van passar mes de dos dies fins que un sayyid del seguici va anar a recollir el cos i preparar-lo per l'enterrament i els nobles van acordar el seu enterrament; el sayyid era Muhammad Kamjani, que amb alguns companys de Tabriz va transportar el cos pel funeral a Ardjish. La notícia de la mort es va saber al camp de Xah Rukh el dia 17 de novembre de 1420. Dins de Sultaniya alguns amirs de Jahanxah van passar aleshores al camp de Xah Rukh que va poder ocupar la ciutat sense cap dificultat. Xah Rukh va oferir el govern de l'Azerbaidjan a diversos governats i a fills de Kara Yusuf. Cap dels fills del difunt estava a punt per agafar el comandament (Xah Muhammad o Mehmed era a Bagdad, Iskandar ibn Kara Yusuf a Kirkuk, Ispand a Abd al-Jawz o Adil Jawaz, Jahanxah ibn Kara Yusuf a Sultaniyya, i Abu Said en algun lloc de l'Azerbaidjan). Tots van refusar a mes, principalment, per temor del fill Iskandar. Xah Rukh va decidir nomenar a Ali Beg Aq Qoyunlu (que no va poder sostenir-se gaire temps). Les forces kara koyunlu es van dispersar.
Al seu fill Baysunkur l'havia enviat a ocupar Tabriz on va arribar la tercera setmana de novembre de 1420 entrant el 17 de novembre de 1420 poc abans de saber la mort de Kara Yusuf; Xah-Rukh va entrar a la ciutat el dia 21 quan ja coneixia la mort de Kara Yusuf; els defensors ja havien fugit. Va fer llegir la khutba al seu nom encunyant monedes. Va nomenar governador de Tabriz a l'amir Ala al-Din Alikeh Kukeltaix (des de novembre de 1420) ajudat per Ghiyath al-Din Baysunkur Mirza i Khwaja Kutb al-Din Muhammad Mushrif Simnani (Alikeh va revocar algunes taxes imposades per Kara Yusuf i es va dedicar a ordenar els afers religiosos) i se'n va anar a passar el hiovern al lloc tradicional de Tamerlà.
Va passar l'hivern al Karabagh on va rebre les ambaixades dels governants veïns com Khalil Allah ibn Amir Shaykh Ibrahim Shirvanxah que havia succeït al seu pare el 1417, o Sayyid o Sidi Ahmad ibn Said Ali de Xaki que hi va anar en persona acompanyat del seu germà Amir Manushihr. El 22 de desembre Baysunkur va portar a l'amir presoner Baba Hajji d'Hamadan a Xah Rukh des de la regió de Gavrud. Xah Rukh es va quedar molts ostatges de poders locals i amb els competitius fills de Jahanxah.
Va sortir del Karabagh el 24 de març de 1421 i va passar la primavera i estiu controlant la resistència de grups kara koyunlu a les muntanyes d'Armènia a la vora del llac Van. Altres governants van seguir visitant al sultà per aportar la seva submissió i lleialtat, entre els quals Ali ibn Kara Osman i els kelantars dels aq qoyunlu.

### Victòria de Alazgird o Alashkert (1421)
El juliol de 1421 dos fills de Kara Yusuf, Ispand i Iskandar ibn Kara Yusuf, que havien reagrupat grups lleials als kara koyunlu, després d'ofertes de pau que foren rebutjades, es van enfrontar a Xah-Rukh en una forta batalla a Kuruk Kurkak o Qurüq Qürqäq (prop d'Alashkert); després de tres dies els kara koyunlu foren derrotats i Xah Rukh va entrar a Tabriz altre cop a la meitat d'agost, retornant poc després cap al Khurasan on va arribar el 17 d'octubre de 1421. Iskandar ibn Kara Yusuf va romandre a les fronteres de l'Azerbaidjan i Xah Rukh es va acontentar d'un reconeixement nominal de la seva sobirania sobre Azerbaidjan i la devolució de Kazwin i Sultaniyya i altres ciutats de l'Iraq Ajamita; un any després va establir una guarnició a Sultaniyya i va reconèixer com a governador al qara qoyunlu Ali ibn Kara Yusuf.
Xah Rukh va anar després tranquil·lament a les pastures d'hivern tradicionals de Tamerlà al Karabagh on va arribar el 14 de desembre de 1420 satisfet d'haver-se estalviat una batalla sagnant si bé segurament era conscient que el potencial dels kara koyunlu no queda afectat. Molts senyors locals que havien estat sota sobirania de Tamerlà el van anar a veure a Karabagh per portar-li regals o oferir obediència entre els quals els governants de Xirvan, Xaki, Geòrgia i els Aq Qoyunlu del Diyarbakr. Fins i tot de territoris llunyans van arribar ambaixadors. La filla del seu difunt nebot d'Abu Bakr fou casada amb Khalil Allah de Xirvan.
Al seu fill Baysunkur l'havia enviat a ocupar Tabriz on va arribar el 17 de novembre de 1420 i hi va entrar sense lluita el dia 21 després de conèixer la mort de Kara Yusuf i quan els defensors ja havien fugit. El 22 de desembre va portar a l'amir presoner Baba Hajji d'Hamadan a Tamerlà des de la regió de Gavrud. Xah Rukh es va quedar molts ostatges de poders locals i amb els competitius fills de Jahanxah.
A la primavera els líders locals tornaven a aspirar a la independència i els fills de Kara Yusuf es reorganitzaven per recuperar el poder. La primavera del 1421 (més tard del 24 de març) Xah Rukh va fer campanya contra Yar Ahmad Qaraman que havia saquejat zones de Bardaa i Ganja. Després de perseguir-lo el va assetjar a la fortalesa d'Isfarzan a Geòrgia i el va capturar. Després va haver d'enfrontar les forces que havien reunit Ispan (o Isfand) i Iskandar ibn Kara Yusuf, lliurant batalla a Alaixgird (Malazgird) a finals de juliol de 1421 en la que les forces de Xah Rukh van aconseguir la victòria.
Xah Rukh no volia seguir la guerra. Va passar ràpidament de Tabriz a Sultaniya i d'allí a Kazwin, Damghan, Nixapur i Herat on va arribar el 17 d'octubre de 1421. Xah Rukh havia aconseguit restaurar la supremacia timúrida a l'Azerbaidjan i ara era reconegut en les mateixes fronteres que ho havia estat Tamerlà. A mesura que la seva autoritat creixia l'oposició nimbava.

### Després de l'expedició (1421-1427)
Els anys que van seguir la primera expedició a l'Azerbaidjan foren de pau i tranquil·litat, es podria dir que l'època de mes pau de tot el regnat entre els agitats primers anys i la disbauxa final. Fins al 1427 pràcticament les fronteres no foren amenaçades seriosament: a finals d'estiu del 1422 un amir d'Iskandar va assolar la regió de Sultaniya però fou enfrontat pel governador Elies Khoja i derrotat amb moltes pèrdues. Xah Ruykh va enviar tropes de reforç
Xah Rukh va romandre generalment a Herat, anant algunes temporades de cacera a Sarakhs i de visita a Mashad. El seu fill Ulugh Beg va fer campanya contra Mogolistan i els jòtxides i el segon fill Ibrahim Sultan a Pèrsia occidental (Khuzistan) i del sud. Després del 1426/1427 els uzbeks van derrotar al nord Ulugh Beg i un germà més petit de nom Kutb al-Din Muhammad Txuqi i llavors el primer va renunciar a fer més campanyes en persona.

### Khuzestan i Kaixgar (1422, 1423)
Igualment l'expansió fou limitada: Ibrahim Sultan va iniciar unes campanyes al Khuzestan que foren victorioses (1425) i Ulugh Beg va fer alguna expedició contra els mogols que van portar a l'establiment d'un governador a Kaixgar (1423)

### Moviment del mahdí (1424)
Un seguidor del venerat líder religiós del Khuttalan Xaikh Ishaq Khuttalani, anomenat Muhammad Nurbakhsh, es va proclamar mahdí; els deixebles del xeic van provocar disturbis. Foren tallats ràpidament executant al vell xeic. Muhammad Nurbakhsh va poder escapar després de ser renyat severament, i va anar exiliat a l'Iran central.

### Mort de Rustem (1424/1425)
El 1424 o començaments del 1425 va morir Rustem d'Esfahan. El seu amir Pir Hajji va posar al front del govern a un fill, però aquest va morir poc després i llavors va proclamar a un germà.

### Mort de Soyurghatmish ibn Xah Rukh (1426)
El 17 de novembre de 1426 va morir Soyurghatmish ibn Xah Rukh, governador de Kabul i Gazni, quan només tenia 28 anys. Va deixar fills i un d'ells, Sultan Masud Mirza, va ocupar el seu lloc en el govern.

### Canvis a Esfahan (1426/1427)
Firuz Xah va deposar el príncep fill de Rustem que havia estat posat al front del govern per l'amir Pir Hajji i va designar com a governador al seu germà Khwandshah.

### Intent de regicidi (1427)
El 22 de gener de 1427 a la sortida de la pregaria de la mesquita en la pregaria del divendres, Xah Rukh va patir un intent d'assassinat per un membre de la secta hurufiya el fundador de la qual havia mostrat ambicions polítiques i havia estat executat per Miran Xah. La data cal agafar-la amb cura ja que el 22 de gener del 1427 no era divendres. Xah Rukh només va resultar ferit (no greu). Va ordenar una investigació i nomrosos simpatitzants de la secta i gent no relacionada amb ella foren executats o exiliats. Fou un desafiament molt important al prestigi del sultà i va voler recuperar qualsevol popularitat perduda el mes ràpid possible per lo qual va fer suprimir diverses taxes i es va procedir a una important distribució d'almoines 

### Conflicte amb Ulugh Beg (1427)
El 1426 un antic pretendent al tron de la Horda d'Or, Baraq, al que Ulugh Beg havia protegit anteriorment en el seu intent de agafar el poder, va presentar reclamació a la segió de Signaq i va squejar tota la regió. Ulugh Beg va voler marxar contra ell immediatament, però Xah Rukh li va prohibir marxar sol contra Baraq, i va decidir enviar-hi al seu fill Muhammad Txuqi o Juki, germà d'Ulugh Beg. L'exèrcit conjunt fou no obstant derrotat (febrer del 1427) i va retornar a Samarcanda en desordre . Xah Rukh, quan es va recuperar de la ferida rebuda, va anar a Samarcanda i va deposar Ulugh Beg del govern. Finalment li va retornar al cap de poc temps però el fet mostrava l'empipament que tenia el sultà amb el seus fills. Ulugh Beg va decidir que no tornaria a dirigir cap mes expedició militar.
Muhammad Txuqi fou enviat deprés d'això a pacificar Sistan i Garmsir (data incerta)

### Segona campanya de l'Azerbaidjan (1428-1429)
El 1428, Iskandar Qaraqoyunlu va saquejar territoris timúrides i entre 1428 i 1429 va aconseguir conquerir algunes ciutats com Sultaniyya, Zandjan, Qazwin i Abhar que formaven part dels dominis de Xah Rukh. Xah Rukh no ho va acceptar i va decidir iniciar un altre campanya al front d'un exèrcit. Va sortir d'Herat amb el seu fill Ulugh Beg el 10 d'abril de 1429 i va arribar a Tabriz el 30 de juny de 1429, i el 17 de setembre de 1429 va enfrontar a Iskandar a Salmas; al primer dia Iskandar va acabar amb avantatge, però el segon dia (18 de setembre de 1429) fou derrotat i va fugir a Asia Menor sent perseguit fins Erzerum per Kutb al-Din Muhammad Txuqi (o Juki), fill de Xah-Rukh, al que va aconseguir eludir. Xah-Rukh va donar el govern de l'Azerbaidjan amb seu a Tabriz a Abu Said, un altre fill de Kara Yusuf, que acceptava ser lleial als timúrides. També aquesta vegada Xah Rukh va tornar aviat cap a Herat. Encara que Abu Saqid només va poder aguantar un any el poder
la rivalitat entre els kara koyunlu va permetre als timúrides uns anys mes de pau. Els amirs principals de Xah Rukh havien anat morint i els seus successors, quan tenien edat suficient, eren joves i menys experimentats. El grup de amirs principals es va anar reduint i fins i tot quan passava a un fill aquest tenia menys poder del que havia tingut el pare. Encara es va poder parar el cop el 1429 però en els anys següents cada cop era mes difícil i el poder dels veïns estava en creixemente: els de l'estepa, els uzbeks, i els de Pèrsia, els kara koyunlu.

### Govern de Khuttalan (1430)
El govern de Khuttalan es concedit al fill Muhammad Txuqi o Juki, que tenia 28 anys. Era el seu primer govern

### Revolta hurúfida a Esfahan (1431/1432)
El 1431/132 es va produir una revolta a Esfahan on governava Khwandshah, germà de Firuz Xah. Segurament tenia relació amb el moviment hurúfida. Dos fills de l'amir Burhan al-Din Abd al-Samad, que estava estacional allí però estava absent, foren capturats pels revoltats i executats, Quan va tornar, l'amir va executar al assassins. No se sap la importància que hi va tenir el moviment hurúfida en la revolta però es segur que tenia simpatitzants a la zona ja que el fundador, Fadl Allah Astarabadi, havia estat uns anys predicant a la zona i va interpretar els somnis d'alguns notables de la ciutat, en concret de Afdal al-Din i Sadr al-Din, membres de la prestigiosa família Turka. Durant molts anys de la primera meitat del segle xv el savi més conegut de la ciutat fou Sain al-Din Ali Turka, fill d'Afdal al-Din, el qual en els seus escrits, afavoria les doctrines hurúfides. Havia caigut en desgracia després del 1427 quan es va produir l'intent de regicidi de Xah Rukh i tota la família havia patit represàlies

### Inici dels atacs uzbeks (1431)
El 1431 els uzbeks, organitzats ara sota Abu l-Khayr Khan, van començar a atacar la frontera a la zona de Coràsmia. Xah Rukh va haver d'enviar un exèrcit al Mazanderan per protegir la frontera (1434).

### Mort de Baysunkur (1433)
El 20 de desembre de 1433 va morir Ghiytah al-Din Baysunkur; deixava tres fills. Baysunghur dirigia una part de l'administració del diwan central i a mes tenia el governt del Mazanderan que en els anys següents seria estratègic per controlar una invasió dels uzbeks.

### Tercera campanya a l'Azerbaijan (1434-1436)
El 1431 Iskandar havia tornat a l'Azerbaidjan i va ocupar Tabriz matant el seu germà Abu Said. El 1434 Iskandar ibn Kara Yusuf va atacar a Khalil Allah Shirvanxah de Xirvan que va demanar ajut a Xah Rukh. Xah Rukh va preparar la tercera invasió o companya i va sortir d'Herat el 5 de novembre de 1434, passant l'hivern a Rayy des d'on va passar a Tabriz; els kara koyunluque van optar per no presentar batallai es van retirar; els timúrides van ocupar Tabriz el 27 de juliol de 1435 sense lluita. Iskandar i els seus amirs havien fugit i Kutb al-Din Muhammad Txuqi, fill de Xah-Rukh, enviat a buscar-lo, no en va poder trobar ni rastre. Un altre germà d'Iskandar, Jahanxah ibn Kara Yusuf, va abandonar al seu germà i es va presentar a Xah-Rukh i se li va sotmetre i el va seguir Amirzada Xah Ali ibn Amirzada Xah Muhammad ibn Amir Kara Yusuf. Djahanxah fou nomenat a Tabriz i va llegir la khutba en nom del sultà timúrida, en el nom del qual també es van encunyar monedes. Amir Khwaja Yusuf, governador de Sultaniyya, Abhar, Qazwin i Zandjan fou atacat i capturat poc després per Iskandar mentre els mogols també van passar a l'ofensiva i el 1435 es van apoderar de Kashghar, i els uzbeks d'Abu l-Khayr assolaven Transoxiana.

### Plaga que afecta el Khurasan (1435)
Bàsicament el 1435 es va produir una devastadora plaga que va afectar el Khurasan (província mongola) i especialment a Herat i que va matar a un nombre molt important de persones, incloent molts religiosos (ulama)

### Pèrdua del nord (1435)
El 1435 els timúrides van perdre la part nord de Coràsmia davant els uzbeks que van seguir saquejant les zones corasmies a la part sud. Desde allí es podia fàcilment anar fins al Khurasan sense obstacles naturals ni fortaleses. Xah Rukh va haver d'enviar cada any contingents militars importants al Gurgan que era la ruta natural d'entrada per les incursions que vinguessin de Coràsmia. El 1436 es va enviar el primer exèrcit.

### Mort d'Ibrahim Sultan (1435)
El 3 de maig de 1435 va morir Ibrahim Sultan, governador de Fars que era el cor de les possessions timúrides a Pèrsia. Deixava un fill de dos anys Abd Allah i el poder va passar al seu visir o atabeg Xaikh Muhibb al-Din Abu l-Khayr ibn Muhammad Jazari (Muhammad Jazari era un famós erudit persa) que justament hauria quedat sol després de compartir el poder amb un visir de la família Simnani que va morir el 1433/1434.
El visir Xaikh Muhibb al-Din Abu l-Khayr aviat va començar a abusar del poder, abusos que van créixer amb el temps.

### Pèrdua de Kaixgar (1435)
També entre 1432 i 1435 els mogols van començar a obtenir avantatges en la disputa permanent pels Turkestan a la frontera oriental. El 1435 van recuperar la regió de Kaixgar. Xan Rukh s'acostava als 60 anys i els amirs mes destacats havien mort. L'estat s'havia debilitat.

### Mort d'alguns amirs (1437 a 1439)
El 1437/1438 van morir dos importants amirs: Xaykh Lukman Barles i Yadgarshah Arlat. El primer va deixar el seu lloc a un fill però el segon no sabem si en tenia perquè no es torna a esmentar la familia Yadgarshah en la resta del regnat. El 29 de juliol de 1439 va morir l'amir Farman Xaykh, que apareix esmentat diverses vegades en posicions de confiança i fou governador delegat d'Herat durant la tercera campanya a l'Azerbaidjan (1434-1436). El cercle d'amirs principals s'havia estrenyut mes i mes i ara pràcticament només quedaven dos gran amirs: Alikeh Kukeltaix (que potser no tenia 80 anys però en tot cas ja passava dels 60) i Jalal al-Din Firuz Xah. El seu poder va arribar a ser tant ampli que va provocar queixes i ressentiments; eren el símbol del poder dels anirs i controlaven l'accés al sultà.

### Mort d'Alikeh (1440)
Alikeh Kukeltaix va morir el 14 d'octubre de 1440 i el va substituir el seu fill Xaikh Abu l-Fadl, que va tenir una influència notablement menor. Alikeh deixava sol a l'altra emir principal Jalal al-Din Firuz Xah que va passar a dirigir l'exèrcit i l'administració.
Poc després Xah Rukh va intentar una vegada mes prohibir el vi. Com a exemple la pròpia casa de Muhammad Txuqi i la del seu fill Ala al-Dawla foren buidades de les abundants reserves de vi 

### Atac al Mazanderan, Fergana i nord de Transoxiana (1441)
El 1441 els uzbeks van atacar el Mazanderan procedents de Coràsmia. Les forces timúrides a la província foren derrotades i l'amir Yusuf Khalil (ara Hajji Yusuf Khalil) va morir en la lluita en forma heroica. Al mateix temps els mogols estaven saquejant la regió d'Andijan i els uzbeks la frontera nord de Transoxiana.

### Topada amb els Muixaixes (1440/1441)
Khuzestan ja portava bastants anys sota control timúrida i normalment depenia de la província de Fars. En els darrers anys entre les tribus del Baix Irak s'havia propagat la secta dels muixaixes (Muixa'ixa). El 1440 o 1441 van fer una incursió de saqueig a Huwayza i el visir governador Shaykh Muhibb al-Din va reunir un contingent i va marxar contra ells però va patir una severa derrota i el seu exèrcit, desbandat, es va haver de retirar cap a Xuixtar. Per agreujar la situació del visir governador va seguir una campanya del governador kara koyunlu de Bagdad que va expulsar els muixaixes fora de Khuzestan. El governador kara koyunlu de Bagdad era un vassall de Xah Rukh però va fer la campanya sense autorització i no obstant la seva acció fou ben rebuda per la cort. Aquesta derrota va afectar greument al prestigi de Muhibb al-Din, segurament el suficient per decidir als amirs i notables a tirar endavant una queixa contra ell. Com que no sabem les dates en que es van produir inundacions al Fars que van comportar destruccions i disturbis no podem saber si això també hi va contribuir.

### Queixes al Fars i Esfahan (1441)
L'excesiva concentració de poder en mans de Muhibb al-Din Abu l-Khayr ibn Muhammad Jazari al Fars, va provocar la queixa a Xah Rukh de la major part dels altres alts funcionaris que quedaven marginats, que van escriure a Xah Rukh protestant contra el monopoli de l'administració que exercia el visir.
A Esfahan sabem que el príncep Jalal al-Din ibn Rustem va causar alguns disturbis però no s'expliquen les causes que no serien alienes a la pèrdua del poder de la casa de Rustem a la regió d'Esfahan.

### Conflicte amb Rustamdar (1441)
Malik Gayumarth ibn Bisutun governava Rustamdar des de temps de Tamerlà. El 1404 havia estat deposat i havia fugit a Fars, però després de la mort del gran emir va recuperar el poder. Durant anys va donar suport als enemics de Xah Rukh, però quan aquest es va apoderar de Fars i després d'Esfahan (1414-1415) s'hi va sotmetre i fins al 1441 havia estat en general un vassall leial aportant tropes a les campanyes de l'Azerbaidjan (251)
El seu territori estava entre el Tabaristan i el Gilan, un territori poc accessible. No tenia opositors que poguessin disputar-li el tron i podia participar en les intrigues contra els caps veíns. El 1441 dos germans que governaven a Lahijan i a Ranikuh, al Gilan, es van enfrontar, i un d'ells va cridar en ajut a Malik Gayumarth i li va enviar les claus de diverses fortaleses. La lluita va durar algun temps i provocant la intervenció de poders de fora, incloent el governador de Sultaniyya i Kazwin.
Samarqandı diu que Gayumarth va enviar tropes expertes en lluita de muntanya contra Rayy; el Tarikh-i kabır de Jafari, atribueix l'inici de les hostilitats a Yusuf Khwaja, que va intentar ocupar diverses fortaleses de Rustamdar que estaven en poder de Gayumarthumarth; i el Tarikh-i Tabaristan relata de manera confosa els fets però diu que Gayumarth va saquejar una àmplia regió que incloia Rayy, Bistam i Simnan.

### Escandols cortesans (1441)
El juliol de 1441 va esclatar un escandol seriós que va obligar a la intervenció de Xah Rukh, amb relació a les queixes sobre les taxes a Jam, responsabilitat de Jalal al-Din Firuz Xah que va ordenar una investigació; aquesta havia trobar al segon visir Ali Xaqani culpable de les irregularitats, el que va comportar la seva destitució del càrrecr, contra la voluntat del màxim funcionari del dıwan, el primer visir Pir Ahmad Khwafi, que després d'uns desacords inicials, havia establert una bona relació amb el seu visir subordinat i s'oposava a la excessiva supervisió de Firuz Xah sobre els afers del diwan. Pir Ahmad Khwafi va estar uns dies sense anar a la feina com a protesta, però va acabar deposant la seva actitud per no molestar a Xah Rukh, i la finesa del nou segon visir, que tot i poder donar ordres amb el seu segell, va enviar cadascuna d'elles a Pir Ahmad per confirmar-les amb el seu propi segell, va acabar posant fi a la tensió.
El mateix any les preferències de la reina Gawhar Shad pel seu net Alap al-Dawla ibn Baysunghur sobre altres descendents va ser tant escandalosa que els nets que eren a Samarcanda, enrabietats, per mitjà d'Abd al-Latif, van anar a queixar-se a Xah Rukh a Herat. Abd al-Latif va acusar la reina de no prestar atenció a cap mes príncep que a Ala al-Dawla; Xah Rukh va haver de advertir a la reina severament i la va acusar de separar a la seva família. Gawhar Shad va optar per apartar-se per un temps marxant de la cort, viatjant curiosament a Samarcanda, on Ulugh Beg la va rebre be.

### Desastres naturals (1441/1442)
L'any 845 (1441/1442) va estar marcat per pluges torrencials que van provocar inundacions a diversos punts de Pèrsia, especialment al Fars i regions properes com Abarkuh, Yazd, fins i tot Esfahan i alguns punts de l'Iraq Ajamita. Fars a mes a mes, tenia un govern poc encertat i es van produir disturbis

### Canvis al Fars (1442) i a Yadz (1442/1443)
Xah Rukh va decidir cessar al visir Muhibb al-Din Abu l-Khayr ibn Muhammad Jazari i va nomenar un altre amir per dirigir la província (el governador no va canviar, era Abdallah ibn Ibrahim Sultan que ara tenia uns 9 anys). Però aquest amir va esdevenir un tirà; no obstant va morir al cap de pocs mesos i Xah Rukh va designar aleshores a Muizz al-Din Malik Simnani, que abans havia estat de visir a Siraz. Shaykh Muhibb al-Din mentre, no s'estava quiet; va subornar a costa de diners o regals a diversos notables locals i es va valdre de influències per ser cridat a la cort, on va arribar amb regals magnífics. Un bon nombre d'amirs i notables demanaven a Xah Rukh la seva reposició com a visir al diwan del Fars i que pogués recaptar les taxes locales pagant una renda de 1.100 tumens a l'any. De moment va tornar a Siraz però al cap de poc obtindrà el que havia demanat.
Possiblement al produir-se el canvi al Fars (o poc després) es va produir un canvi també a Yadz. El governador Jalal al-Din Xaqmaq Xami, que ocupava el càrrec des de 1420, fou també substituït per un personatge de nom Hamza Xuhra. Xaqmaq es esmentat a la cort de Xah Rukh el 1446.

### Guerra amb Gayumarth (1442)
La lluita al Gilan va portar a l'enfrontament de Malik Gayumarth ibn Bisutun amb el governador Yusuf Khwaja que segurament donava suport a l'altra part enfrontada. Yusuf Khwaja havia succeit no feia molt al seu germà Khwaja o Khoja Yusuf. La lluita devia ser complicada i Yusuf Khwaja va demanar ajut a Xah Rukh que va enviar un contingent en ajut. Una batalla es va lliurar en un territori difícil per els timúrides, que ban patir una humiliant derrota en la que l'amir en cap timúrida va resultar mort. Yusuf Khwaja ja era gran (mes de 60 anys, portsre uns 70) i no va estar a la batalla; és possible que ja estigués malalt doncs va morir poc després

### Mort de Yusuf Khoja (1442)
La província de l'Iraq Ajamita, és a dir la regió entre Sultaniyya i Qom, amb seu a Rayy, havia estat governada per Khoja Yusuf ibn Xaikh Ali Bahadur, un home ja gran, i a la seva mort el va substituir el seu germa Yusuf Khoja (o Khwaja segons la forma persa) ibn Xaykh Ali Bahadur, que també era gran (me de 60 anys) i no va exercir un lideratge potent. Algunes regions de la ciutat havien retornat als timúrides feia pocs anys (el 1435) i Sultaniya estava a la frontera amb els kara koyunlu que si bé ara eren aliats, hi havien dets diversos atacs. Qom i Sawah estaven estretament connectades entre elles i a vegades també amb Esfahan; la zona de la mar Càspia incloia les províncies de Tarom (Daylam), Gilan, Rustamdar i Tabaristan (Mazanderan occidental), els senyors locals de la qual presentaven diversos problemes pel governador i els timúrides mes d'una vegada van haver de intervenir el que deixava les ciutats de la frontera, especialment Kazwin i Rayy, exposades a les activitats dels potentats en cas de problemes (Kazwin pels senyors de Daylam i Gilan, Rayy pels de Rustamdar i Tabaristan). El 1442 el governador Yusuf Khoja moria de mort natural, deixant un buit difícil d'omplir en el alt comandament i en el lideratge provincial.
Xah Rukh, en saber de la derrota, va reunir l'exèrcit de les províncies orientals i hi va anar amb els seus principals amirs. Malik Gayumarth va demanar la pau i com era habitual, fou perdonat. En tot això havia mort el governador i Xah Rukh va decidir substituir-lo per un mes potent, un príncep, elegint a Sultan Muhammad ibn Bausunghur al que es va assignar un exèrcit que incloia als amirs de l'anterior governador amb dos parents propers de Firuz Xah. La regió sobre la que Sultan Muhammad va rebre autoritat foren Sultaniyya, Qazwin, Rayy i Qom, un territori al costat de la província governada abans pel seu pare i que havia estat heretat per Ala al-Dawla. Samarkandi diu que la elecció de Sultan Muhammad es va fer per consell de Xaikh Baha al-Din Umar i de Firuz Xah, però el Tarikh-i jadid-i Yazd ho atribueix als amirs en forma general i genèrica. El cert es que el príncep utilitzarà la posició per intentar crear un poder independent

### Govern de Sultan Muhammad (1442)
Sultan Muhammad des que fou nomenat va intentar exercir la seva autoritat sense limitacions, per la força si calia. Tenia 25 anys i encara no havia tingut mai un govern provincial hi havia estat sempre amb el seu pare Baysunghur fins després de la mort d'aquest el 20 de desembre de 1433 i després va viure a Herat on se l'esmenta més per beure en abundància que per cap altra cosa (252). El seu germà Ala al-Dawla va heretar el govern patern i ell i el seu germà Abu l-Qasim només van heretar un terç del patrimoni personal patern. Els qui en parlen el defineixen com valent, lleial i generós, amb l'adequada consideració cap als homes d'església i els savis; però també violent quan estava borratxo; un passatge molt característic és aquell de Samarkandi que explica com es va orinar a la cara («a les barbes») d'un servidor; Khwandamir diu que perseguia a alguns servidors que l'havien servit molt de temps, amb una espasa

### Xah Rukh intenta frenar a Firuz Xah i Pir Ahmad Khwafi (1443)
Sembla que el 1443 era evident que Firuz Xah abusava de la seva posició i degué ser aleshores quan Xah Rukh va decidir tallar-ho, segons diu l'historiador Samarqandı. En aquest moment hi havia endarrerits molts pagaments de taxes a l'Iraq Ajamita, especialment d'Esfahan, que estava governada per la família de Firuz Xah, i no havia enviat taxes a Herat des de feia uns anys. Xah Rukh va enviar a l'amir Xah Mahmud, per investigar els afers de l'Iraq Ajamita i forçar els pagaments deguts. Amb tota probabilitat el moviment tenia com a destinataria a Firuz Xah tot i que no es dirigia contra ell directament. Al mateix temps o poc després, Xah Rukh va ordenar la investigació sobre irregularitats en les taxes administrades a traves de Balkh, que estaven sota supervisió de Firuz Xah, i va enviar a fer la investigació a Muhammad Juki, enemic de Firuz Shah.
Després de la investigació que es va fer sobre les taxes a l'Iraq Ajamita, un grup important de notables locals foren cridats a Herat per establir el pagament del deute. No foren els únics, però altres notables d'altres ciutats van resoldre la qüestió i van poder tornar a les seves ciutats a finals de 1443 o principis de 1444. No fou el cas dels notables d'Esfahan amb els que no hi havia manera d'arribar a un acord.

### Retorn al Fars de Muhibb al-Din (1443)
Muhibb al-Din Abu l-Khayr ibn Muhammad Jazari va retornar al diwan del Fars probablement el 1443. Els abusos de la seva anterior etapa es van reproduir. No sabem durant quan de temps, però si que vers el 1446 ja havia estat deposat altre cop i a la mort de Xah Rukh estava a la presó a Herat.

### Govern de Qom (1443)
Immediatament Sultan Muhammad va fer reconèixer la seva autoritat i els poders locals pel seu costat també van fer el reconeixement de manera ràpida. La seva residència es va establir a Qom. No hi ha acord a les fonts en el territori que se li va assignar ja que va rebre delegacions de algun lloc que amb seguretat no formava part del seu governada: Kaixan, Kazwin, Sari, Esfahan, Natanz, Firuzkuh, Sultaniyya, Tarom i Azerbaidjan. Els regals no foren ingressats al tresor sinó que foren repartits per guanyar suports. Segons Samarqandı, el seu govern incloïa Qom, Rayy i Nihawand fins a Bagdad; segons el Tarıkh-i kabır, originalment va rebre Qom, Sultaniyya, Hamadan, Kazwin i Rayy, i al final del conflicte amb Gayumarth si va afegir el Rustamdar com a dependència. Abu Bakr Tihrani Isfahani anomena més citats però sembla que inclou la de dos períodes diferents; Kaixan i Natanz sembla que van formar part del seu govern aviat però moltes fonts les situen en el govern del seu germà Ala al-Dawla com a terres heretades del pare i que per tant no havien passat a Suilatn Muhammad el 1442/1443.
Sultan Muhammad va intentar reclutar gent notable per estar al seu servei. Va fer cridar de Yadz al famós erudit i historiador Sharaf al-Din Ali Yazdi (autor del Zafaranama); quan Sharaf al-Din va intentar excusar-se, Muhammad va enviar una cadena de camells, una llitera i diners en efectiu per al viatge.
Xah Rukh fou informat de tot això el 1443 o començament del 1444 a través de Shah Mahmud Yasawul, que havia visitat a Sultan Muhammad durant la seva missió per forçar el pagament de taxes endarrerides a Esfahan i altres llocs; Yasawul va informar que el príncep estava adquirint molt de poder

### Decisions de Xah Rukh sobre Qom i Yadz (1443/1444)
Després dels informes de Yasawul, Xah Rukh no s'ho va pensar gaire temps i decidir restaurar a Jalal al-Din Xaqmaq Xami com a governador de Yadz enviant-lo a fortificar la ciutat; també va ordenar preparar la defensa de Siraz i d'Abarkuh; i finalment va bestreure Kazwin i Sultaniya del govern de Sultan Muhammad segons afirma Abu Bakr Tihrani Isfahani (que diu que li va deixar nomes Rayy i Qom), versió mes consistent que la de Samarkandi que assegura que li va retirar tot el govern i li va deixar només les rendes de Kazwin i Sultaniyya, ja que no gaire després trobem al príncep en poder de Qom. La defensa de Kazwin davant un eventual atac de Muhammad Sultan fou encarregada al governant de Gilan, Sayyid Nasir Kar Kiya ja que segurament esperava una ràtzia en revenja, que no es va produir.

### Malaltia de Xah Rukh (1444)
El març de 1444 Xah Rukh es va posar molt malalt; per la seva edat (avançada en aquella època) no s'esperava que es recuperés i les lluites es van desfermar. Quan la malaltia va transcendir hi va haver disturbis arreu del regne. Gawhar Shad va forçar a Jalal al-Din Firuz Xah a donar-li suport en la seva elecció de successor en la persona de Ala al-Dawla, i Firuz Xah va jurar obediència (bayqat) a aquest príncep, molestant a la resta de prínceps. Xah Ruk no obstant es va recuperar (juny de 1444) i la investigació en marxa al diwan va prosseguir i va trobar proves de seriosos problemes.

### Irregularitats de Firuz Xah (1444)
Firuz Xah havia seguit acumulant poder a costa de les vacants que es produïen entre prínceps i amirs i de l'envelliment de Xah Rukh que per la seva edat deixava d'atendre algunes qüestions.
Segons els historiadors efectivament hauria abusar de la seva posició i després de les investigacions, l'any 1344 hi havia prou evidència de les irregularitats que havia acumulat; la investigació afectava de ple l'àrea de responsabilitat de Firuz Xah i l'escàndol va esclatar quan, ja recuperat Xah Rukh, el príncep Muhammad Juki va tornar a Herat, procedent de Balkh, i va fer públics els resultats de la investigació. Ara a mes a mes el príncep era encara mes hòstil a Firuz Xah pel jurament de fidelitat que havia fet a favor d'Ala al-Dawla sota pressió de Garwhar Shad. La investigació havia demostrat corrupció d'amirs que eren responsables davant de Firuz Xah
Firuz Xah no fou capaç de suportar la seva deshonra, es va absentar de la cort i al cap de poc es va posar malalt i es va morir; però poc després Muhammad Txuqi el seguia a la tomba (1445).
Firuz Xah fou substituir com a cap del amir-i diwan per l'amir Sultan Xah Barles.
Segurament Esfahan no havia pagat taxes durant anys per la influència de Firuz Xah, el germà del qual Mamudxah era actualment governador. Però ara Firuz Xah havia mort; el governador Mamudxah estava seriosament malalt, la família no tenia relleu. El visir Khwaja Pir Ahmad Khwafi era ara qui determinava les taxes que s'havien de satisfer al diwan i aquest tenia una vella rivalitat amb l'amir mort, el que segurament va agreujar les dificultats dels notables per arribar a un acord. Per aconseguir la llibertat els notables van decidir assumir el deute personalment i després recaptar-lo al tornar a la ciutat; però quan això finalment es va produir i van intentar recaptar la suma que havien compromés, no ho van aconseguir. La perspectiva era haver de pagar personalment. Mahmudxah, d'uns 70 anys i malalt no era un líder per trobar sortida a la situació.

### Sultan Mahommad aprofita la malaltia (1444)
La malaltia de Xah Rukh va durar del març al juny del 1444, i durant aquest temps no va poder prendre decisions. Sultan Muhammad va aprofitar aquests mesos per ampliar el seu poder. Va escriure per demanar la presència de la seva germana, Payanda Sultan, que estava casada amb el governador de Yazd, Jalal al-Din Xaqmaq Xami. Payanda hi va anar acompanyada del mateix Xaqmaq al que va intentar arrossegar a la seva causa.

### Mes corrupció (1444/1445)
L'afer de Firuz Xah havia obert el camí per destapar altres casos. Després de mort Firuz Xah es va saber un altre abus: un cert nombre d'oficials de la tresoreria a la fortalesa d'Ikhtiyar al-Din a Herat, s'havien apropat de importants quantitats. La investigació d'aquest afer va descobrir altres diversos casos de fraus. L'administració de Xah Rukh havia esdevingut àmpliament corrupta i els mes alts escalons van patir un cop important.

### Notícies de Sultan Muhammad (1445-1446)
A principis deL 1445 Sultan Muhammad va decidir posar a prova la lleialtat de dos dels seus nous subordinats. Va partir cap a Firuzkuh. Gayumarth immediatament li va enviar un ambaixador a retre homenatge i li va portar regals. Després Sultan Muhammad va continuar cap a Hamadan, enviant al seu emir Saqadat ibn Khawandshah a parlar amb Hajji Husayn ibn Baba Hajji, el senyor d'Hamadan. Quan Hajji Husayn va detenir Saqadat i es va negar a mostrar la submissió adequada, el sultà Muhammad el va atacar i el va derrotar, i quan Hajji Husayn va intentar retirar-se cap al darrere de les muralles de la ciutat, la població local es va autorganitzar amb fletxes i pedres i li van impedir l'entrada. Va caure presoner de Sultan Muhammad que el va entregar als fills d'un home (un parent) al que havia matat. La fermesa de Sultan Muhammad va incitar a altres caps locals a sotmetre's.
Aquesta victòria va fer augmentar el seu prestigi a nivell local i va rebre enviats i tributs de diverses regions occidentals: Hamadan, Nihawand, Burudjird i Khurramabad. Després d'haver enfrontat amb èxit amb Hajji Husayn, es va tornar a tornar cap a Gayumarth, que aquesta vegada va resistir. El sultà Muhammad va obtenir una victòria, va recollir algunes riqueses, va enviar un exèrcit a Sultaniyya i després va tornar a Qom. Va comunicar les seves victòries a Xah Rukh i aquest li va reprotxar haver matat a un vassall la família del qual havia servit molt i molt be als Gurigan (Timúrides) i li va dir que l'havia d'haver enviat a Herat o al menys consultar-ho.
Diversos altres esdeveniments importants es van produir el 1445. El germà de Firuz Shah, Mahmud Shah, governador d'Esfahan, etava greument malalt i el seu nebot Saqadat va obtenir el permís per deixar el servei del sultà Muhammad temporalment per anar a visitar-lo i assistir-lo durant la malaltia. Quan el seu oncle va morir, Saqadat va aprofitar l'oportunitat i, sense demanar permís a Sultan Muhammad, va escriure a Shahrukh sol·licitant el govern de la ciutat, que Xah Rukh li va concedir
Mentre els notables d'Esfahan, després de mesos intentant-ho, no havien aconseguit recaptar suficient per pagar el deute de taxes endarrerides i van apel·lar a la mediació de Sultan Muhammad. Com que la tensió entre aquest i Xah Rukh a aquestes altures ja era coneguda per tothom, la crida a Sultan Muhammad s'entenia com una invitació al príncep per ocupar la ciutat.

### Rebel·lio de Sultan Muhammad (1446)
Sultan Muhammad va aprofitar la situació: va enviar robes d'honor i paraules encoratjadores i finalment marxant ell mateix en persona a la ciutat a finals d'abril de 1446. El governador Saqadat, que havia estat deslleial a Sultan Muhammad, va fugir a la seva arribada; al menys un notable de la ciutat va fugir amb ell el que indicaria que la decisió de convidar al príncep va tenir una certa oposició segurament minoritaria. Sultan Muhammad va entrar a Esfahan el 2 de maig de 1446, va declarar una amnistia de taxes ipagades i va organitzar una festa. Va erigir tendes i pabellons i va portar músics i cantants, oferint nombrosos regals (especialment robes d'honor) a notables, membres del consell, cadis, ulemes, xeics i sàyyids, i tothom qui tenia alguna influència. Shah Ala al-Din Naqib, un dels caps dels partidaris de la seva vinguda, va rebre el govern de la regió i dos dels homes que havien estat retinguts a Herat i havien garantit les taxes personalment, Khwaja Mahmud Haydar i Amir Ahmad Chupan o Coban, foren nomenats visirs. Sultan Muhammad entrava en rebel·lió oberta.
Xah Rukh va tenir notícies de l'activitat de Sultan Muhammad tant al nord de la Pèrsia occidental com ara a Esfahan. Tant el príncep com la població eren conscients de la debilitat del sultà i de l'estat i buscaven els seus propis interessos.

### Suport a Sultan Muhammad (1446)
Sultan Muhammad va actuar obertament i va enviar missatgers convidant a oferir-li lleialtat a governants i governadors rebent una resposta àmplia
A mes de Qom, Sultaniyya, Kazwin, Rayy, Kaixan, Yazd, Natanz, Ardistan i Abarkuh li van donar suport. Es van enviar delegats amb regals. Yazd va donar una bona recepció al delegat de Sultan Muhammad; el governador interí Shams al-Din Muhammad que exercia el govern en nom del seu pare Xaqmaq, absent a Herat, d'acord amb els notables locals, va decidir acceptar al príncep, i Shams al-Din Muhammad i el cadi de Yazd, Mawlana Majd al-Din Fadl Allah, van anar a Qom. Sultan Muhammad també va enviar un missatger a Kirman que igualment va tenir èxit en ser reconegut pel seu governador Hajji Muhammad ibn Ghunashirin. Fins i tot dos fills de Kara Yusuf kara koyunlu es van unir a Sultan Muhammad amb el seus seguidors. Així Sultan Muhammad va poder reunir entre totes les forces uns efectius de 30.000 homes. Només Fars va refusar reconèixer a Sultan Muhammad i fins i tot es va preparar per combatre'l quan les forces del rebel es van presentar davant de Siraz; la governava Abd Allah ibn Sultan Ibrahim que ara tenia uns 13 anys, però el poder real, Shaykh Muhibb al-Din Abu l-Khayr, havia estat empresonat per segona vegada probablement no feia gaire temps i encara no devia tenir successor. A la vora hi havia la província d'Ala al-Dawla ibn Baysunghur però ja quedava una mica distant del nucli de l'Iraq Ajamita i Ala al-Dawla s'ocupava mes dels afers de la cort d'Herat que dels afers provincials
Sultan Muhammad va aconseguir el suport de molts iranians incloent alguns historiadors; els tres principals historiados del Fars, Jafar ibn Muhammad al-Husayni Jafari (autor del Tarikh-i Yazd i el Tarıkh-i kabır), Ahmad ibn Husayn ibn Katib (autor del Tarikh-i jadid-i Yazd, i Taj al-Din Hasan ibn Shihab Yazdi (autor del Jami-i tawarikh-i hasani) li van donar algun tipus de suport; també un altre historiador important, Abu Bakr Tihrani Isfahani, amb forts llaços amb els notables d'Esfahan; això dona diversos punts de vista de la seva actuació. El historiador Abd al-Razzaq Samarqandı en canvi va servir a altres prínceps, en concret a Abd al-Latif ibn Ulugh Beg, Abu l-Qasim Babur ibn Baysunghur, Abd Allah ibn Ibrahim Sultan i a Abu Said.

### Reacció de Xah Rukh (1446)
Xah Rukh va reaccionar contra el seu net. No és clar si va ser una decisió pròpia o induida per Gawhar Shad, però en tot cas el desafiament no es podia deixar passar. Com en altres ocasions Xah Rukh estava en disposició de posar fi a la revolta. A l'anunci de la seva sortida d'Herat, les forces de Sultan Muhammad van abandonar el setge de Siraz, va deixar marxar a tots els que no es volien quedar i es va dirigir cap al Luristan. Entre els participants a l'expedició de Siraz hi havia diversos notables que havien estat a Herat retinguts per Xah Rukh, i alguns d'ells van caure en mans de les forces de Xah Rukh que avançaven cap allí que foren portats a Sawah; uns foren executats (contra el que era habitual) i altres empresonats; els executats eren els que havien signat la carta en que es posaven com a garants personals del deute incloent alguns que eren respectats religiosos. Els executats foren el cadi Imam al-Din Fadl Allah, el eu nebot Mawlana Abd al-Rahman, el cap dels sayyids Husayni de la ciutat, Shah Alap al-Din Muhammad Naqib, i Ahmad Chupan (tots els quals havien estat retinguts a Herrat) a mes de Khwaja Afdal al-Din Turka, nebot de Sain al-Din Ali Turka. El historiador Sharaf al-Din Ali Yazdi, que suposadament hauria assegurat que Xah Rukh no actuaria contra Sultan Muhammad, fou interrogat per Xah Rukh, però fou alliberat sota custòdia d' Abd al-Latif. La població d'Esfahan no fou objecte de represàlies i encara els va eximir de taxes per encoratjar l'agricultura.

### Hivern a Rayy (1446-1447)
Xah Ruk va passar el hivern a Rayy, amb una bona salut al menys en aparença

### Mort de Xah Rukh (1447)
Durant la celebració del Nawruz, el 13 de març de 1447, va morir sobtadament. Tenia complerts els 70 anys i no havia fet cap disposició per la seva successió; segurament i havia pensat però no s'havia decidit potser a causa de les morts dels seus fills que havia eliminat els candidats mes factibles; en tot cas els seus parents si que hi havien pensat.
Al campament i a la població es va anunciar que el sultà tenia mal de queixal però la veritat va transcendir i a la nit es va saber la veritat. Era impossible retornar el cosa a Herat sense conflicte i la confusió fou immediata quan es van començar a produir saquejos, suposadament de soldats comuns que arrabassaven millors equipaments a altres soldats i finalment saquejant els subministraments de l'exèrcit abans de dirigir-se a les seves regions d'origen.

### Actuació de Gawhar Shad i Abd al-Latif (1447)
Gawhar Shad, que probablement sabia l'estat de salut exacte del sultà, ja havia previst aquest moment i tenia planejada la seva actuació. El primer que va fer fou comunicar la mort a Ala al-Dawla. A Abd al-Latif, que era al campament, li va encomanar informar a Ulugh Beg i posar ordre al campament de l'exèrcit, cosa que va comportar algunes execucions. Gawhar Shad va romandre amb el cadàver durant tres dies; al tercer dia va marxar junt amb Abd al-Latif i el seguici cap a Herat. Abd al-Latif no obstant tenia la seva pròpia agenda i estava ressentit. Al cap d'uns dies va decidir empresonar a Gawhar Shad (que era la seva avia) i saquejar les seves pertinences i les dels seus familiars, els anomenats "amirs Tarkhan" (tots eren descendents del fidel de Tamerlà Ghiyath al-Din Tarkhan). El cadàver, la reina Gawhar Shad, els grans visirs i Abd al-Latif, van continuar movent-se cap a l'est en direcció a Herat. A Damghan, els daruga es van negar a obrir les portes. Com que el campament reial no podia continuar sense descans i subministraments, Abd al-Latif va assaltar la ciutat i la va saquejar.

### Successió
Ni les tradicions turcomongols ni les tradicions islàmiques disposaven de regles permanents per la successió; sovint la malaltia o la mort d'un governant portava a una lluita pel poder. En el cas de Xah Rukh la lluita pel poder es presentava entre Ulugh Beg i Baysunghur, els candidats de les dues principals línies dels fills grans de Gawhar Shad (que no obstant no era la mare biologica) en els que ben segur havien ja pensat l'emperador i sobretot la reina; aquestes línies de fills eren: 
Ulugh Beg, nascut el març de 1394, l'únic fill viu i el primogènit, ja de certa edat (53 anys). Ulugh Beg no sortia gairebé mai de la seva província (excepte per curts viatges a Herat) i encara que governava Transoxiana (la principal província de l'imperi) no dirigia una expedició militar des de feia 20 anys (des de 1427) i feia front a depredacions dels uzbeks des de feia anys, però tenia dos fills joves: Abd al-Latif, de 20 o menys anys, criat per Gawhar Shad (i amb ambicions de poder), i Abd al-Aziz, d'uns 18 o 17 anys que just començava a participar en afers militars i administratius.
Baysunghur, nascut el 1397, que havia tingut el favor del pare i altres parents, havia mort abans que Xah Rukh però deixava tres fills que tenien entre 20 i 30 anys, edat optima per competir pel tron: el gran, Ala al-Dawla, nascut el juny/juliol de 1417 d'una concubina però criat a la cort per Gawhar Shad que li mostrava gran favoritisme (que creava ressentiments); el segon, Sultan Muhammad, nascut el 1418, fill d'una concubina i criat fora de la cort; i el petit Abu l-Qasim Babur, nascut el 7 de juliol de 1422, també fill d'una concubina i igualment criat fora de la cort.
Un altre fill, considerat fill de Gawhar Shad, Muhammad Juki, nascut el 27 d'abril de 1402, era més jove que els seus germans (va morir el 1445 amb 43 anys, al moment que el seu germà Ulugh Beg en tenia 51 i Baysunghur n'haguera tingut 48) però aparentment tenia un estatus mes baix; els seus germans des del 13 o 14 anys ja havien exercit governs provincials mentre que a ell se li va conferir un govern provincial menor només als 27 o 28 anys i encara que va participar en algunes campanyes del pare, en general havia restat a la cort d'Herat on s'encarregava de resoldre problemes especialment amb relació a Transoxiana i Turquestan.

Deixava dos fills (dos altres fills, Soyurgatmix i Ali, havien mort joves): Muhammad Qasim, nascut el 1422; i Abu Bakr nascut el 1427; cap dels dos consta com criat per Gawhar Shad. És possible que Xah Rukh hagués afavorit la successió de Muhammad Txuqi recordant que ell, tot i ser l'únic fill viu de Tamerlà, havia estat repetidament preterit a la successió derl gran amir, i l'historiador Samakandi diu que Gawhar Shad l'havia allunyat obstinadament de les posicions de poder; en tot cas la seva mort el 1445, dos anys abans que el pare, va posar fi a aquesta disputa. Encara que algún historiador esmenta que el govern del pare es va repartir entre els seus dos fills, de fet només s'esmenta a Aba Bakr governant Khuttalan (amb Arhanq i Sali Sarai), i no es torna a parlar de Muhammad Qasim

## Visirs de Xah Rukh
- Article principal: Visirs de Xah Rukh

- 1 Fakhr al-Din Ahmad 1405-1407
- 2 Ali Xaqani 1405-1407

-
- 3 Sayyid Zain al-Abidin 1407
- 4 Ghiyath al-Din Salar Simnani 1407

-
- 5 Ghiyath al-Din Salar Simnani 1407-1408
- 6 Shams al-Din Muhammad Simnani 1407-1408

-
- 7 Fakhr al-Din Ahmad 1408-1410
- 8 Shams al-Din Muhammad Tahir (incert) 1408-1410

-
- 9 Sayyid Zain al-Abidin 1410
- 10 Shams al-Din Muhammad Tahir (incert) 1410

-
- 11 Fakhr al-Din Ahmad 1410-1416
- 12 Ali Xaqani 1410-1416

-
- 13 Fakhr al-Din Ahmad 1416-1417 (en suspensió)
- 14 Ahmad Daud 1416-1417 (de facto visir principal)

-
- 15 Nizam al-Din Ahmad Daud 1417-1418
- 16 Ali Xaqani 1416-1418 (segon visir)

-
- 17 Ghiyath al-din Pir Ahmad Khwafi 1418-1424
- 18a Ahmad ibn Daud Kalar 1418-1424
- 18b Sayyid Ali Marwi 1418-?
- 18c Muizz al-Din Malik Husayn ibn Izz al-Din Muhammad Balicha Simnani 1418-?

-
- 19 Nizam al-Din Ahmad Daud 1424-1425
- 20 ?

-
- 21 Ghiyath al-din Pir Ahmad Khwafi 1425-1434
- 22 Nizam al-Din Ahmad Daud 1425-1434

-
- 23 Ghiyath al-din Pir Ahmad Khwafi 1434-1435
- 24 Sayyidi Ahmad Shirazi 1434-1435

-
- 25 Ghiyath al-din Pir Ahmad Khwafi 1435-1441
- 26 Ali Xaqani 1435-1441

-
- 27 Ghiyath al-din Pir Ahmad Khwafi 1441 → 1447
- 28 Shams al-Din Ali Simnani 1441→1447 (Shams al-Din Ali Balicha)

## Família

### Esposes
- Gawhar Xad, filla de Ghiyath al-Din Tarkhan
- Malikat Agha, filla de Khidr Khoja Txagatai, vídua d'Umar Xaikh
- Tuti Agha, una dama mongola Narin
- Aq Sultan Agha, filla de Txarkas ibn Timan Iltxigidai
- Mihr Nigar Agha, una dama Uzbeca Bisut
- La'l Takin Agha

### Fills
- Ulugh Beg (1394 - 1449), fill de Gawhar Xad Begum, virrei de Transoxiana, successor.
- Ibrahim Sultan (1394 - 1435), Virrei de Fars.
- Ghiyath al-Din Baysonghor (1397 - 1433), fill de Gawhar Xad Begum.
- Soyurgatmix Mirza (1399 - 1426), fill de Malikat Agha, virrei de Kabul, Gazni i India.
- Muhàmmad Txuqi Mirza o Muhammad Juki (1402 - 1444), fill de Gawhar Xad Begum, virrei de Garmsir i Khuttal.

### Filles
- Maryam Sultan Agha (+ 1441), filla de Gawhar Xad Begum, casada a Muhammad Jahangir Mirza, fill de Muhammad Sultan ibn Jahangir
- Qutlugh Turkan Agha, filla de Gawhar Xad Begum
- Qutlugh Sultan Agha, filla de Tuti Agha
- Taghay Turkan Agha, filla de Tuti Agha
- Sa'adat Sultan Agha, filla de Gawhar Xad Begum
- Payanda Sultan Agha, filla d'Aq Sultan Agha, casada a Yahya Mirza, fill de Muhammad Sultan ibn Jahangir

## Atlas de mapes històrics

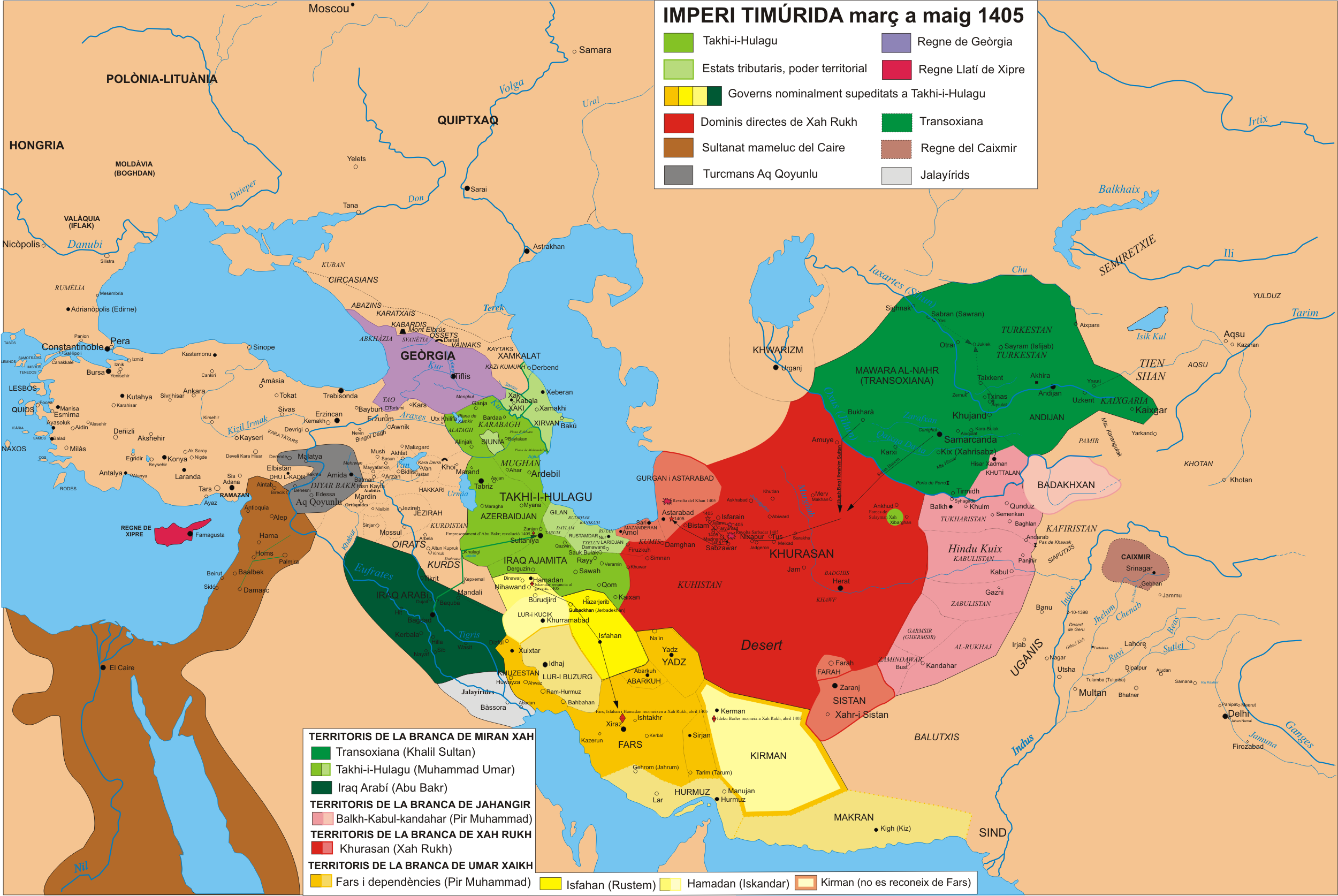
març a maig de 1405
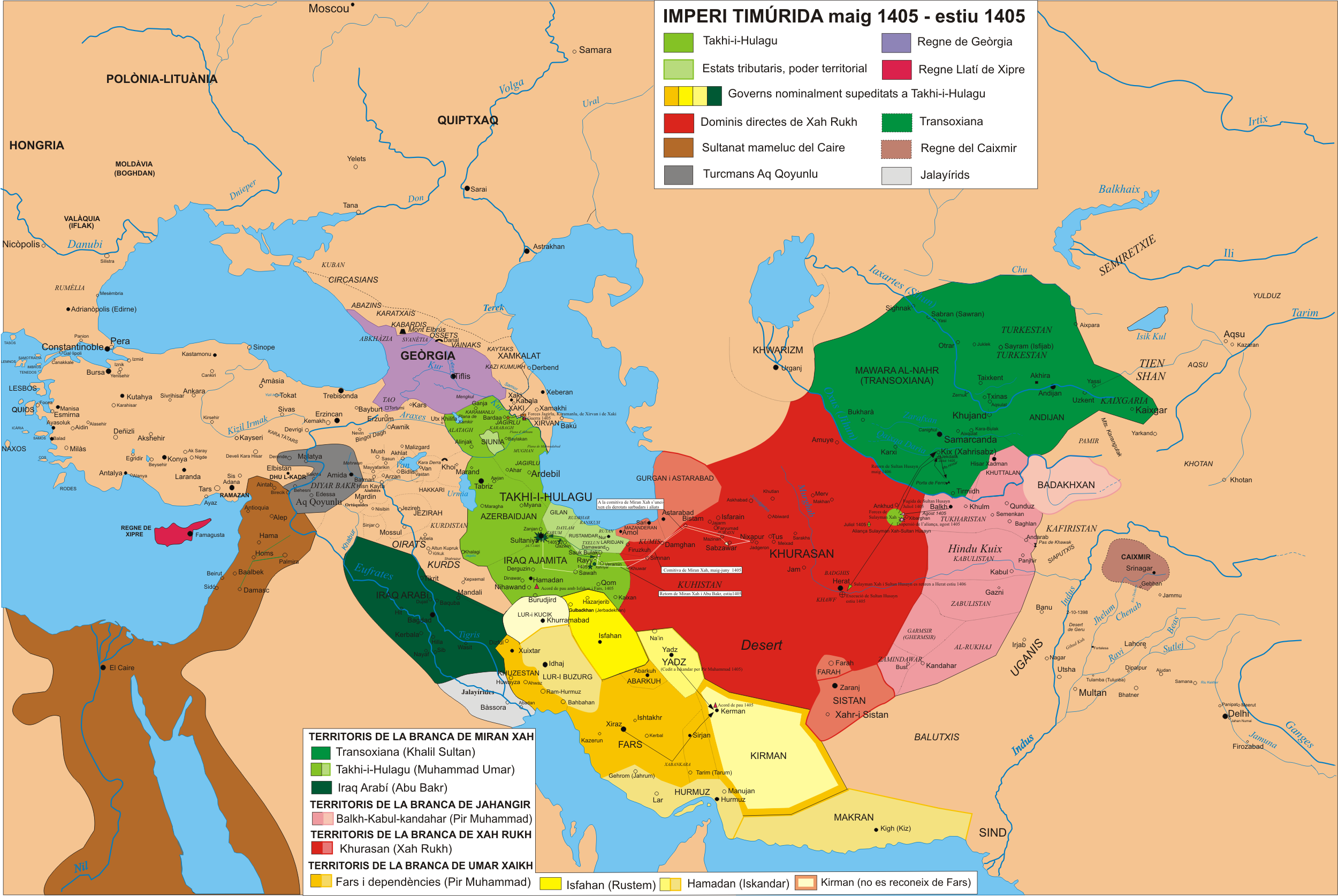
maig a estiu de 1405
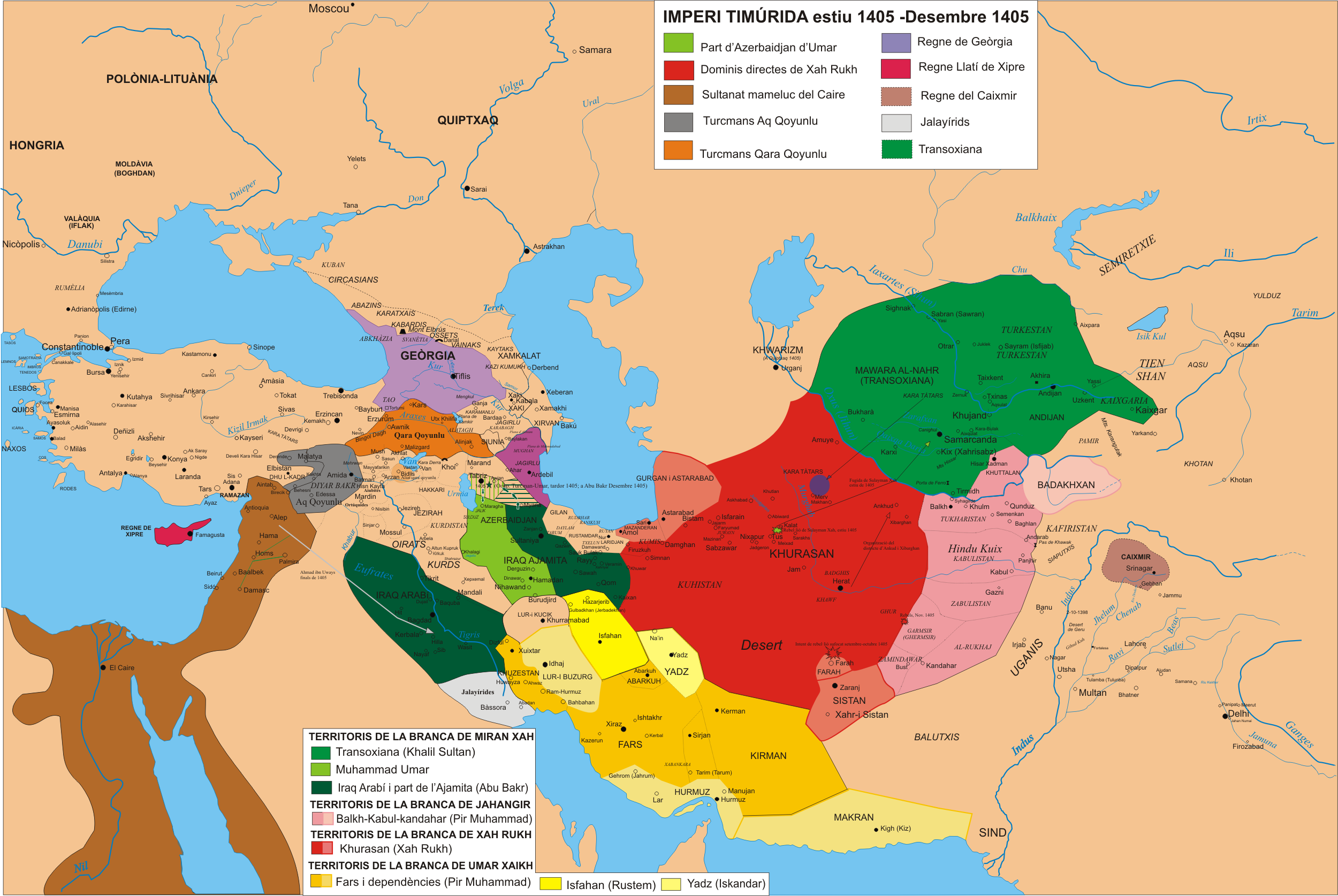
estiu a desembre de 1405
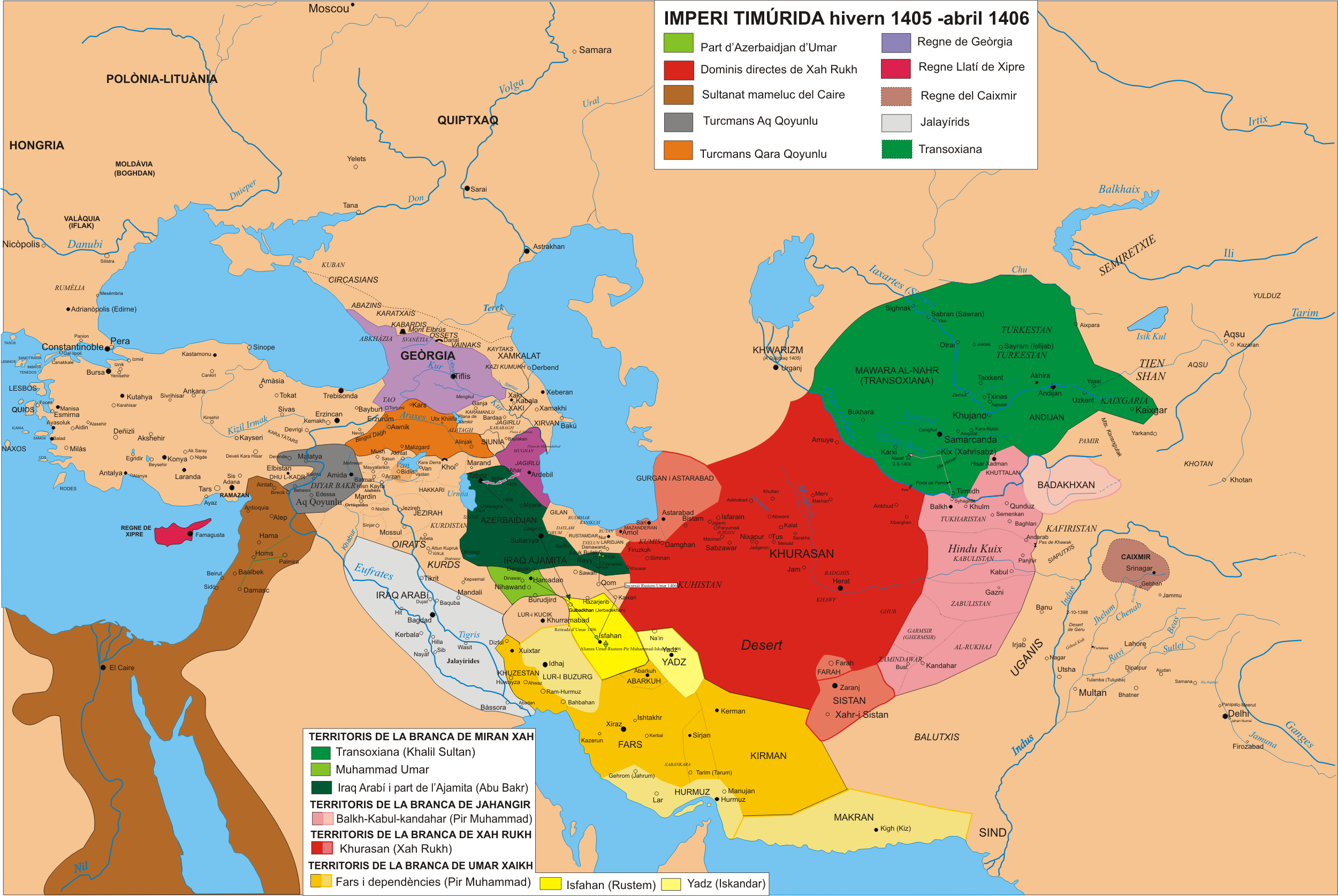
1405 a 1406
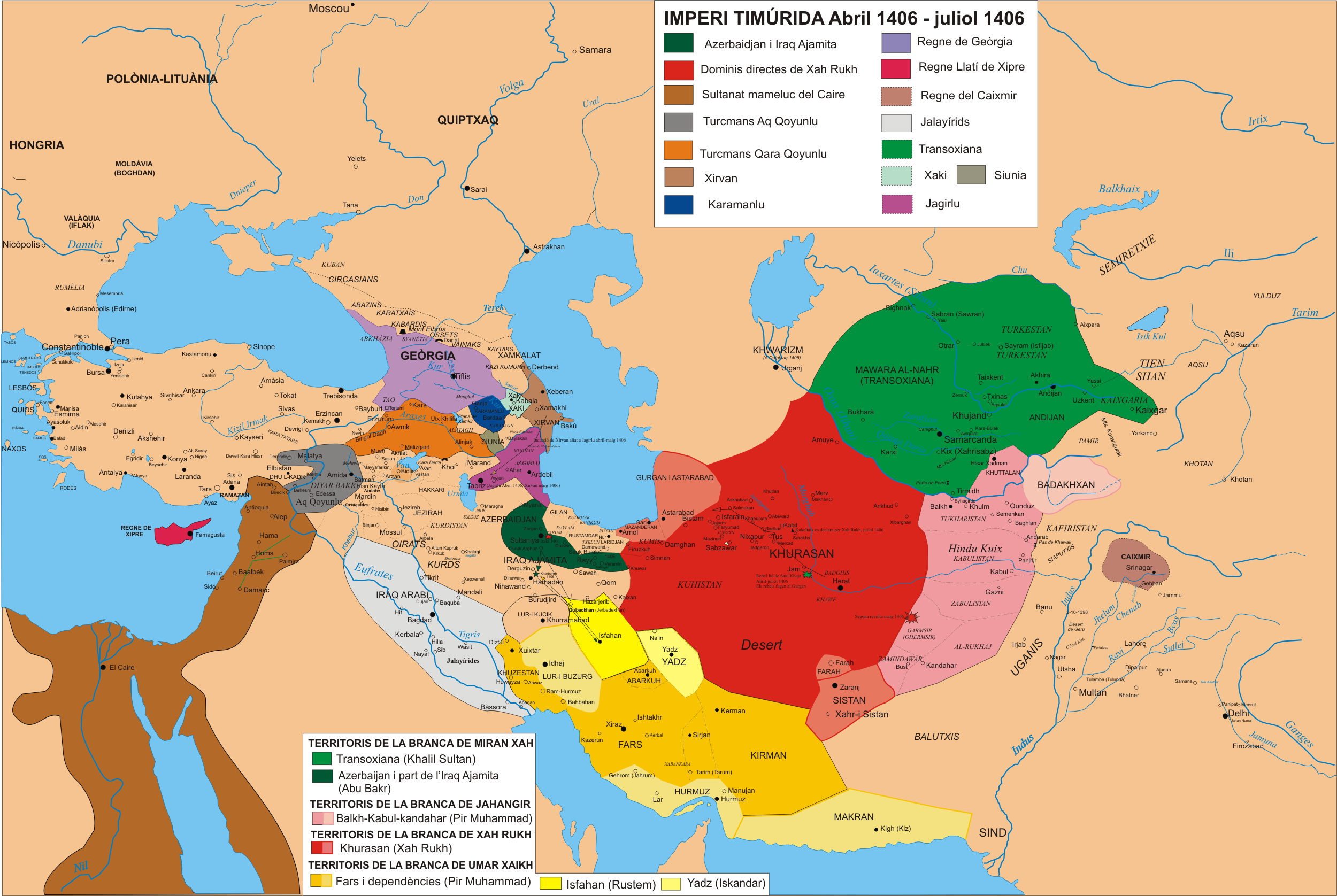
abril a juliol de 1406
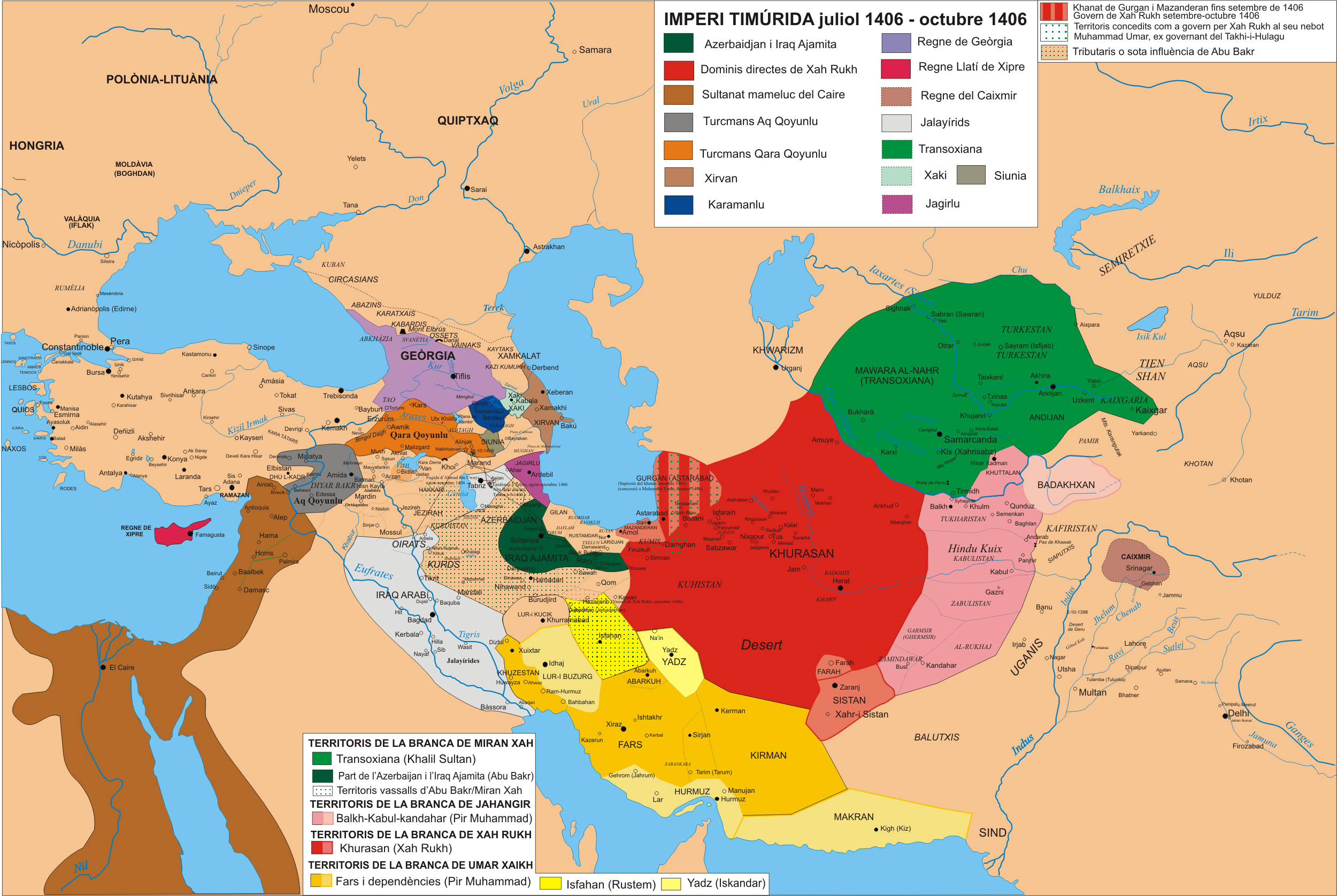
juliol a octubre de 1406
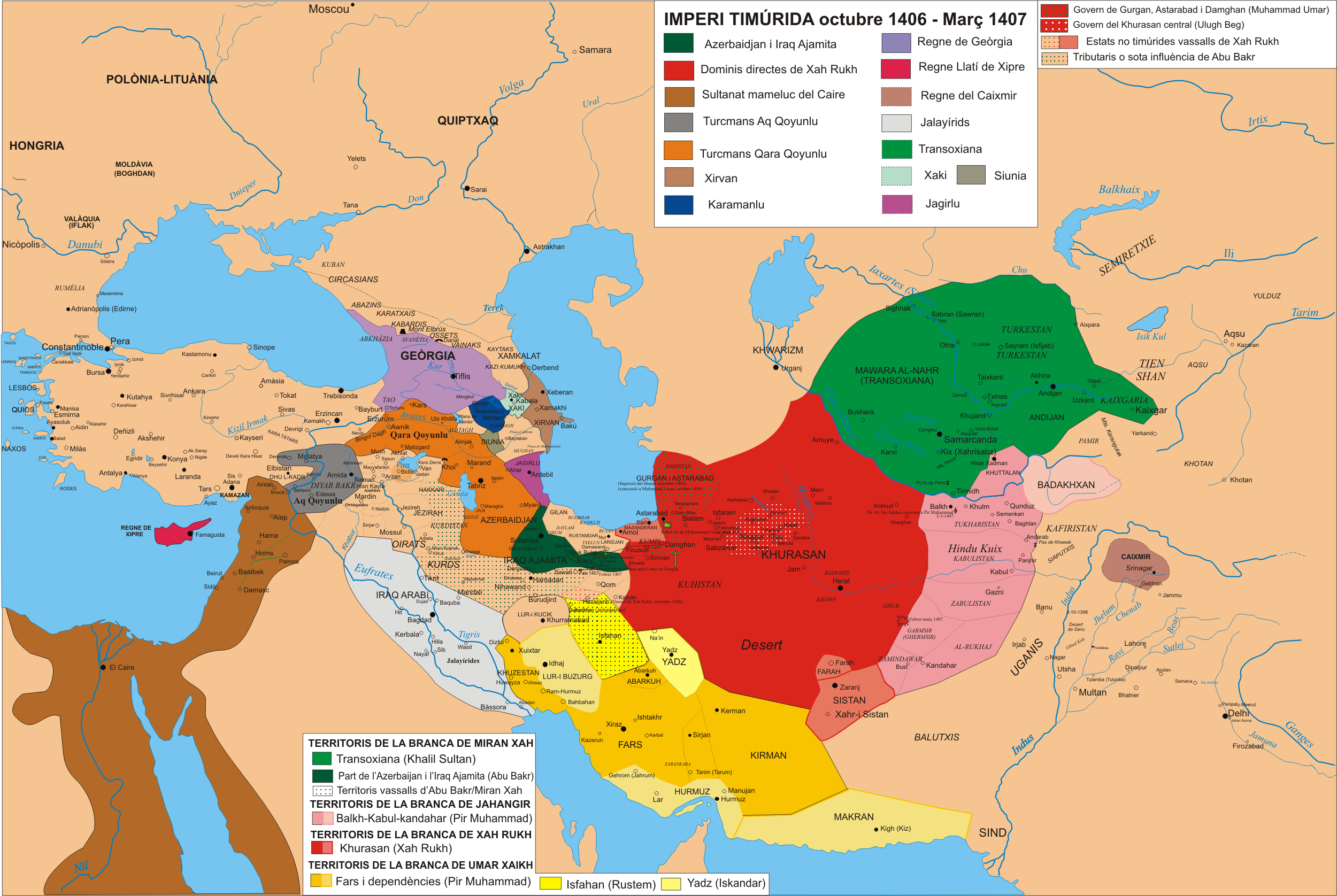
1406 a 1407
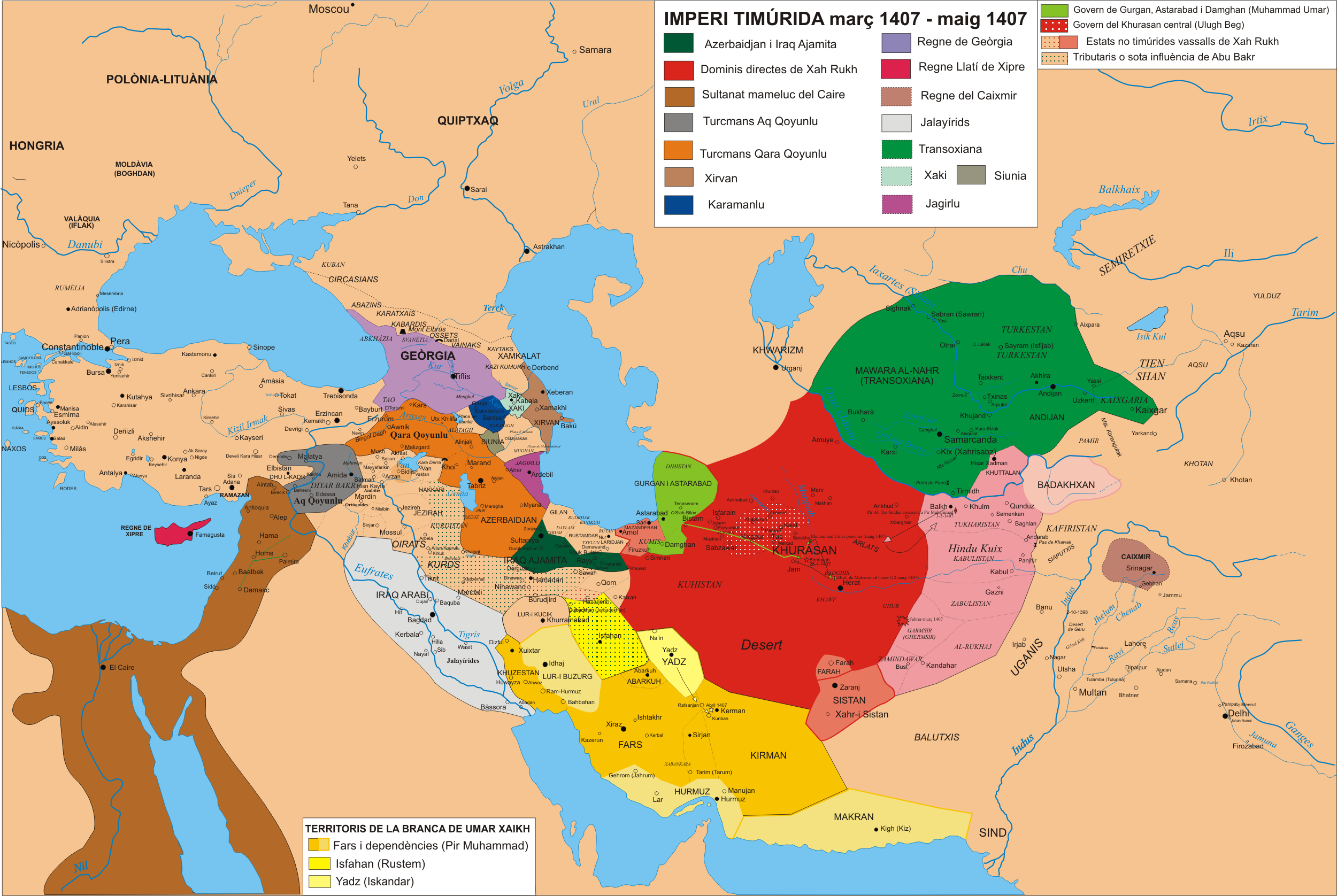
març a maig de 1407
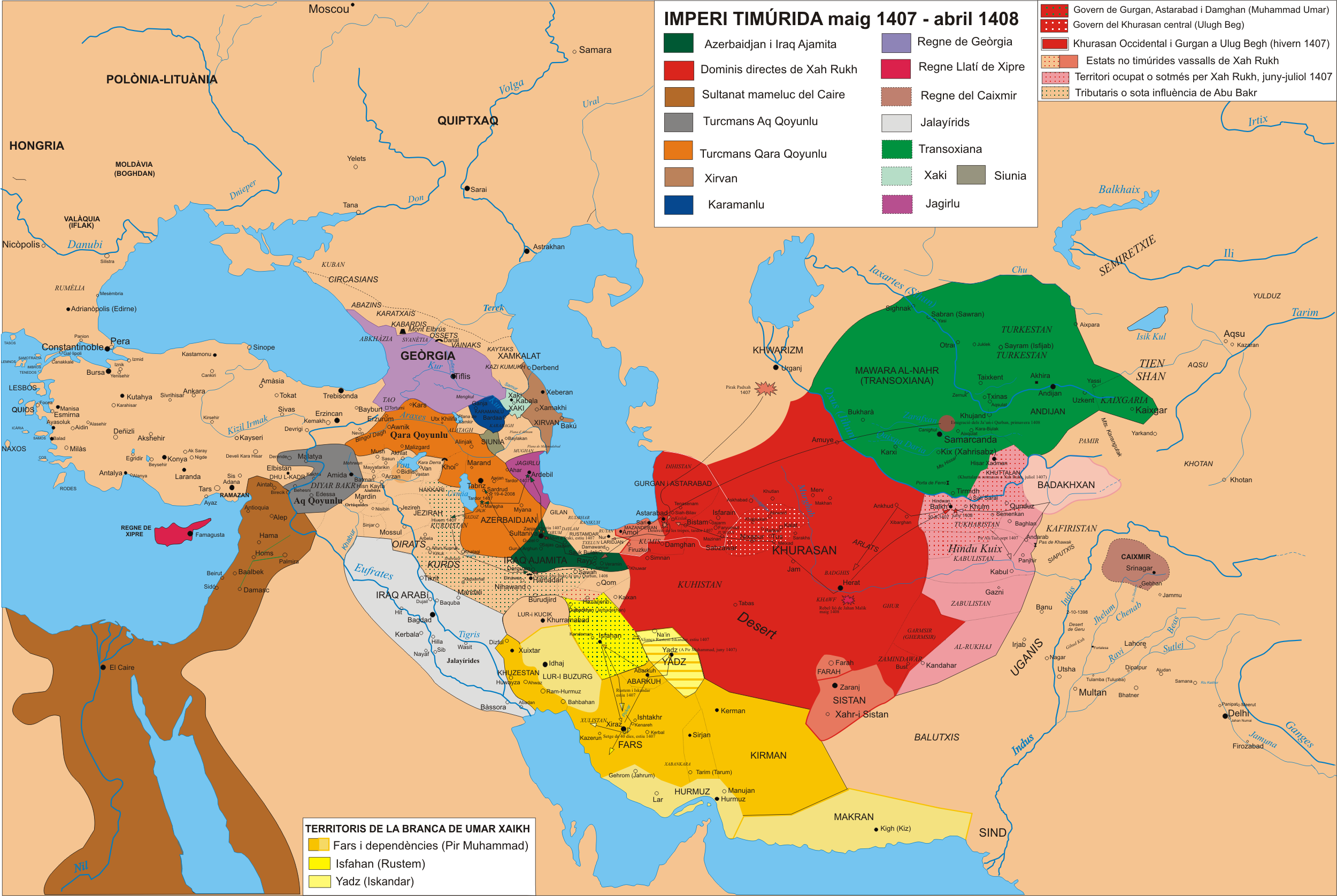
1407 a 1408
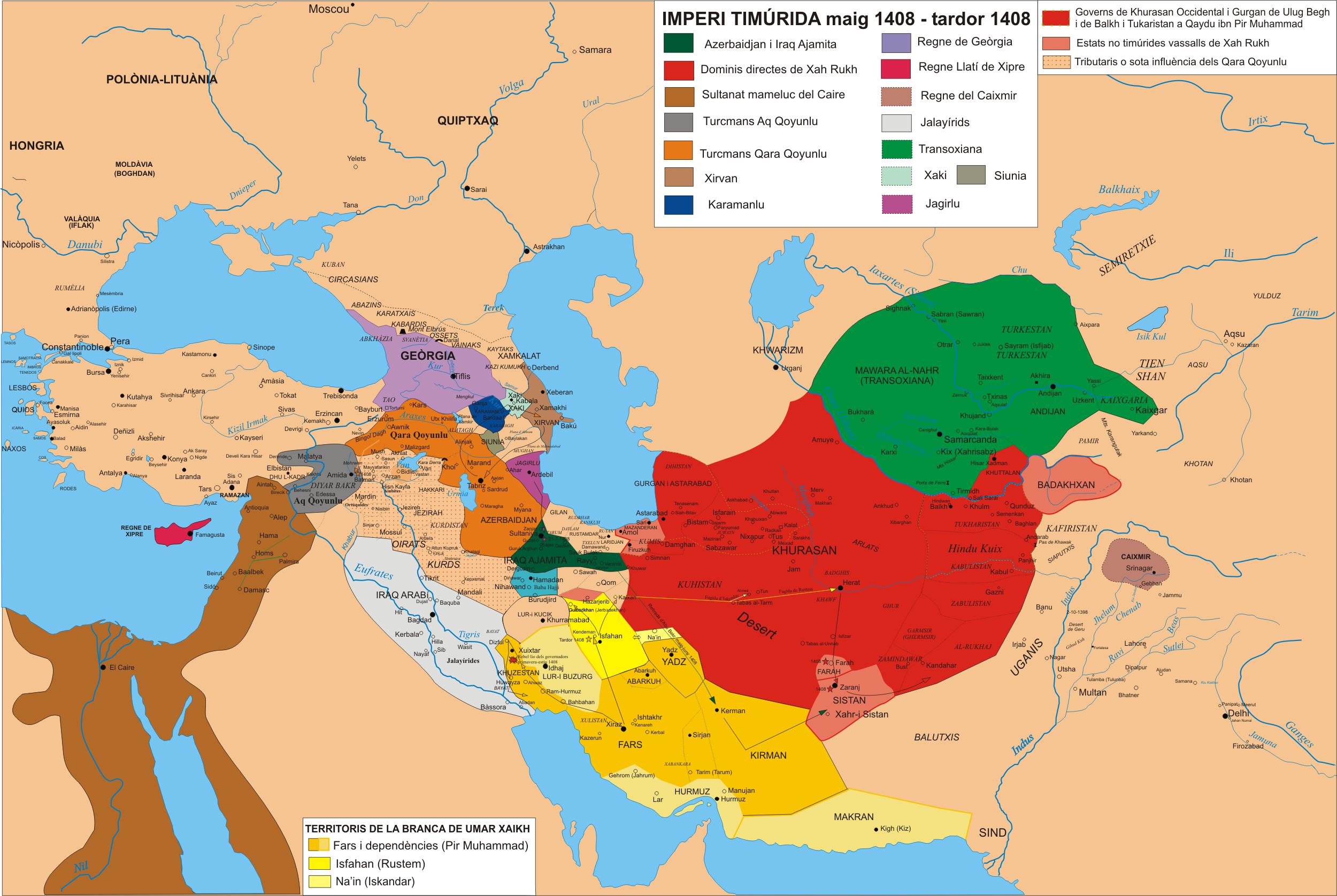
maig a tardor del 1408
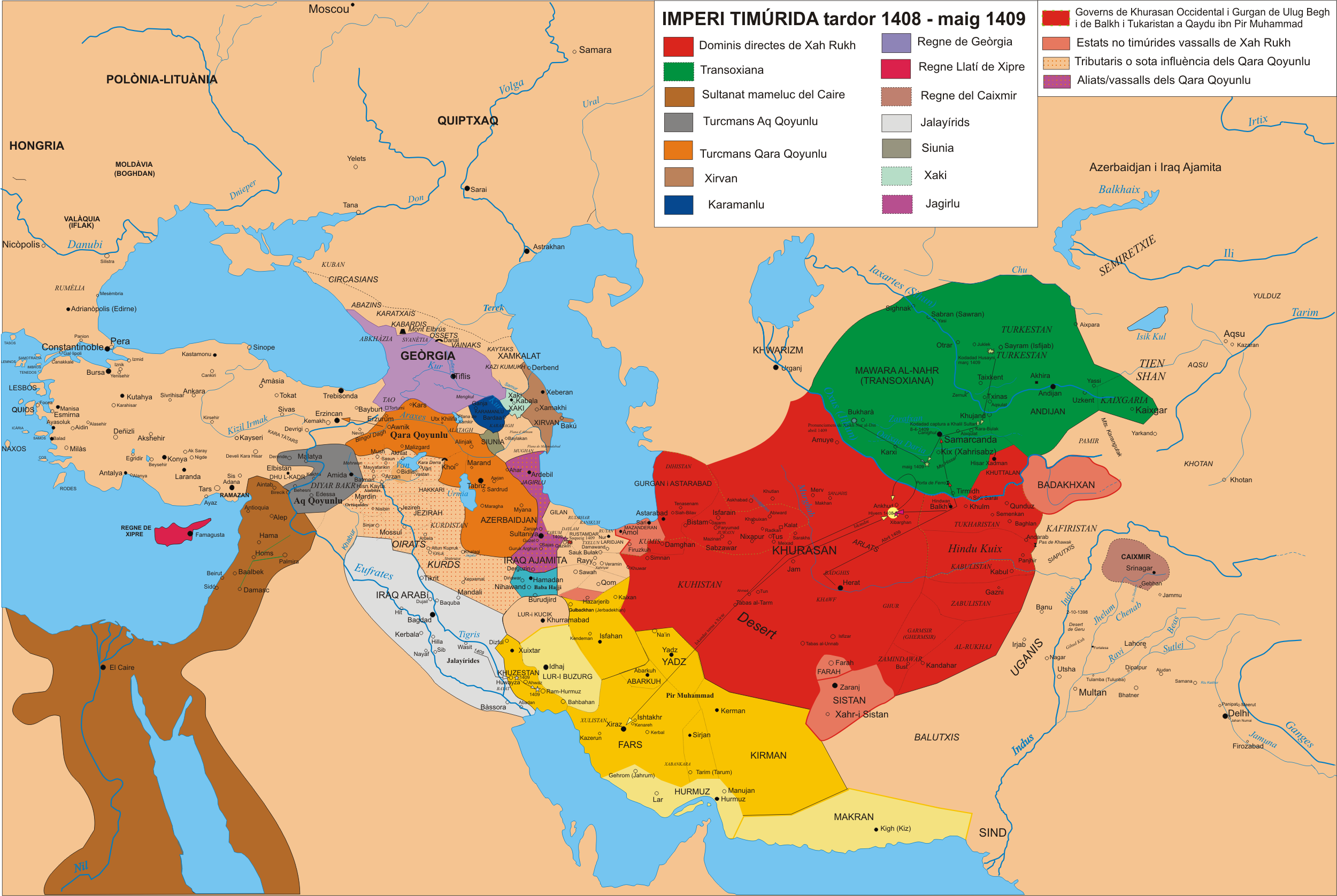
1408 a 1409
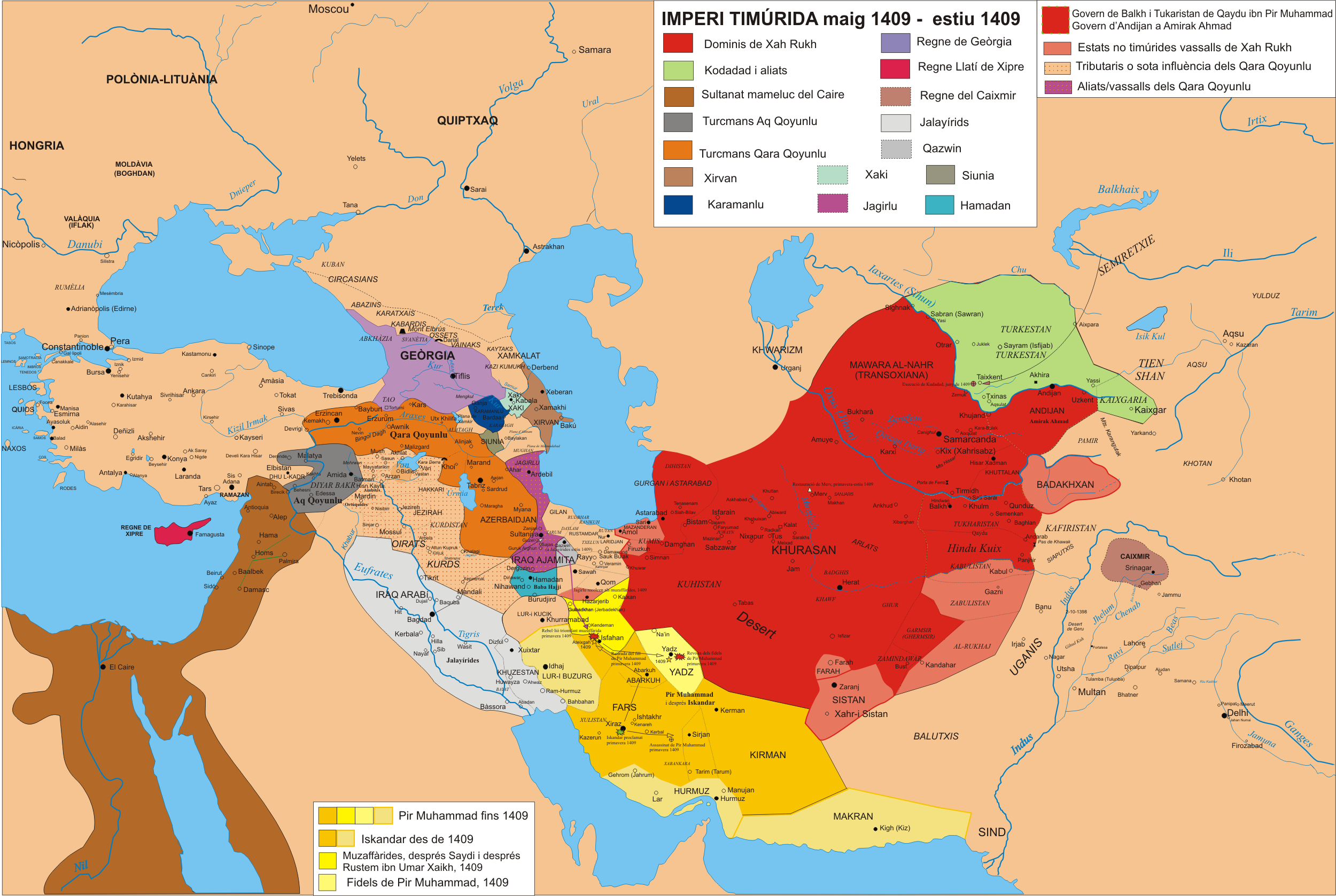
maig a estiu de 1409
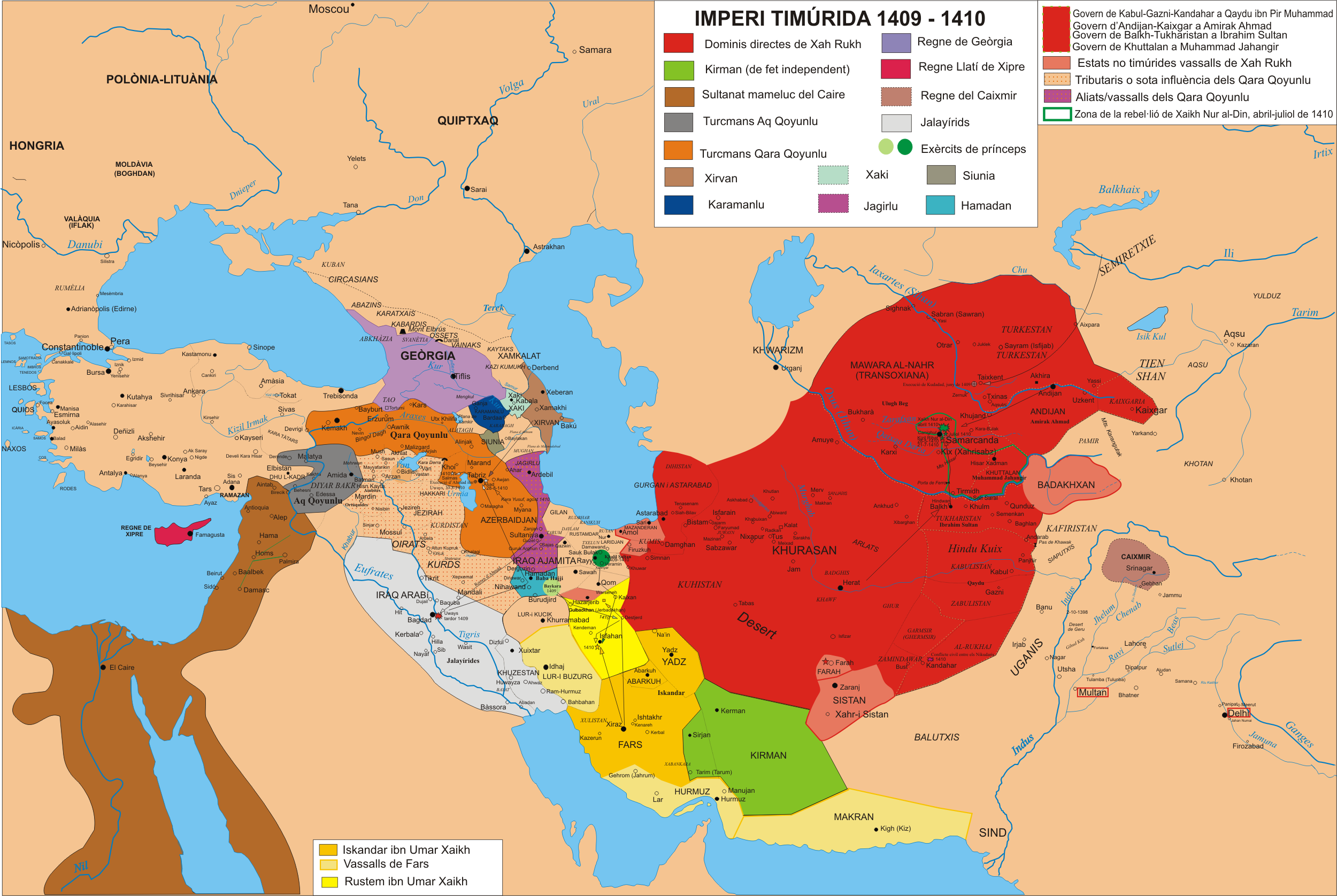
1409 a 1410
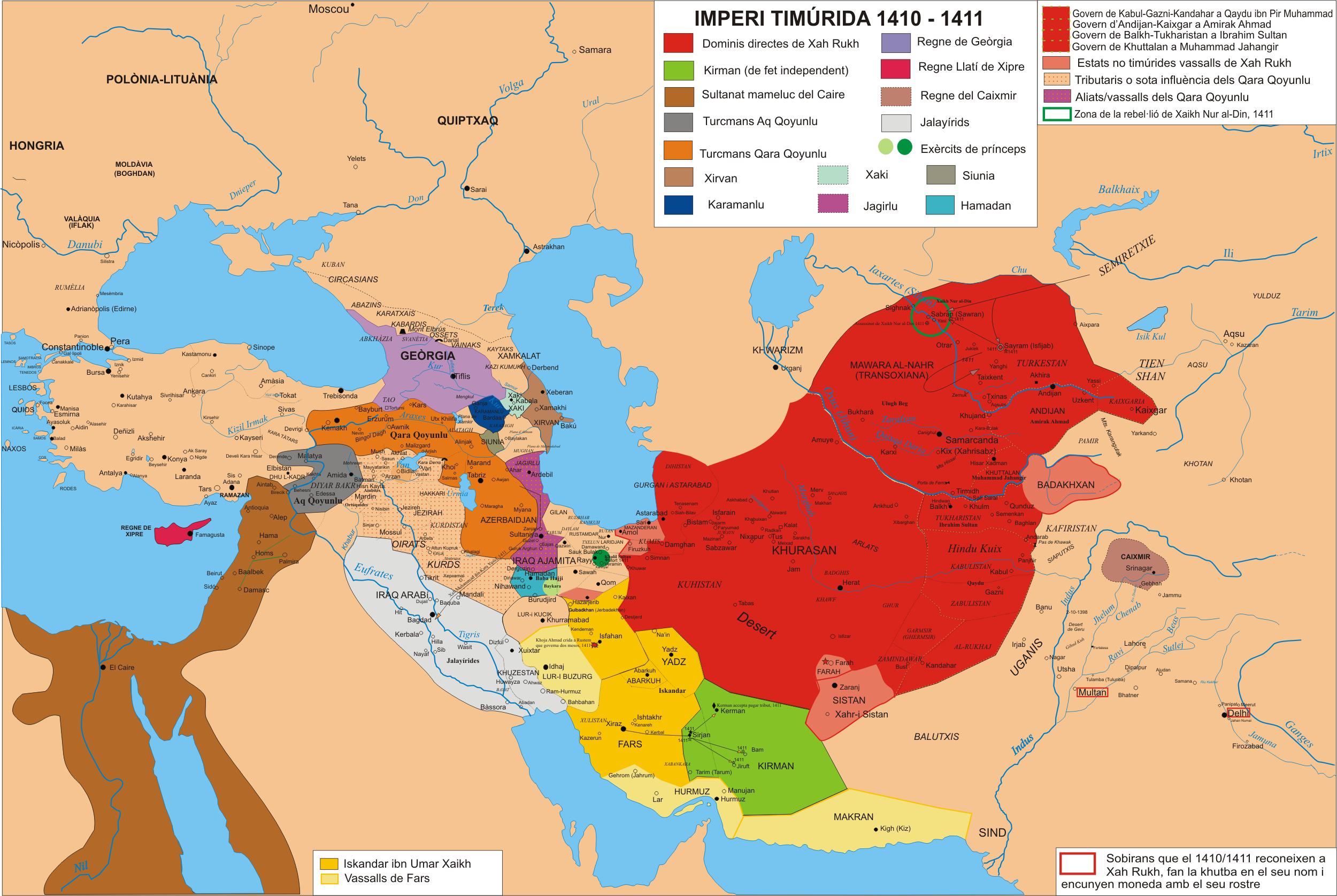
1410 a 1411
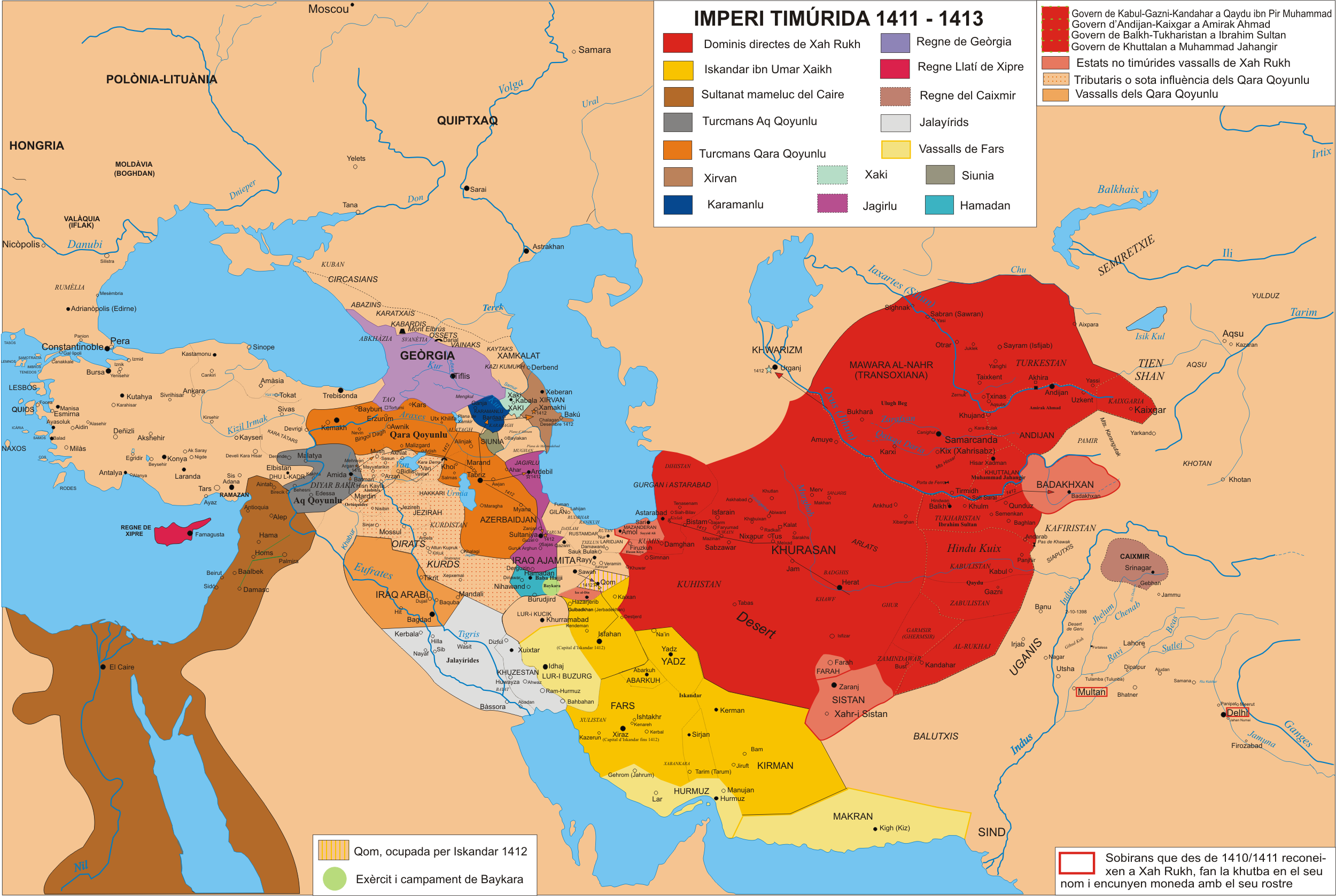
1411 a 1413
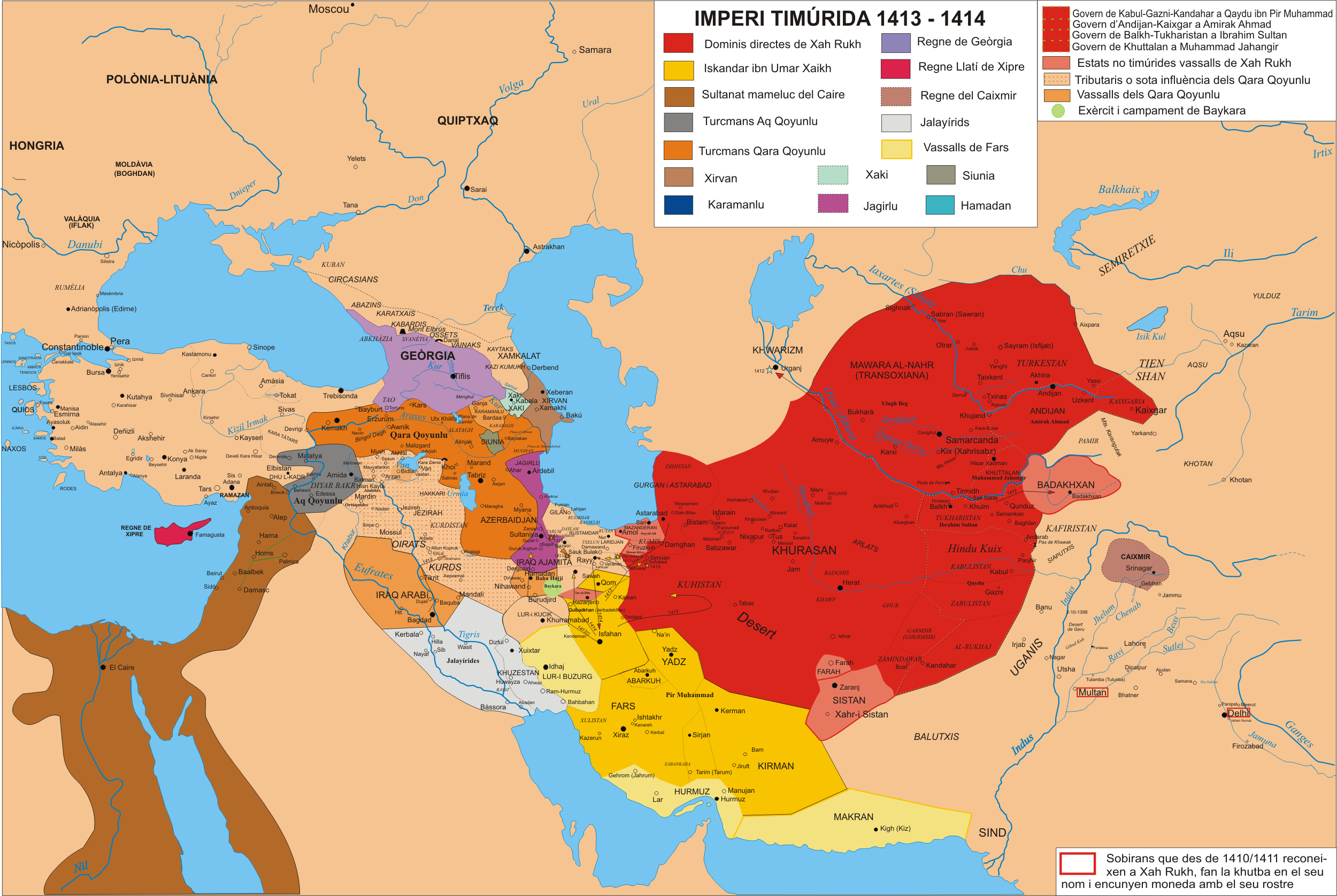
1413 a 1414
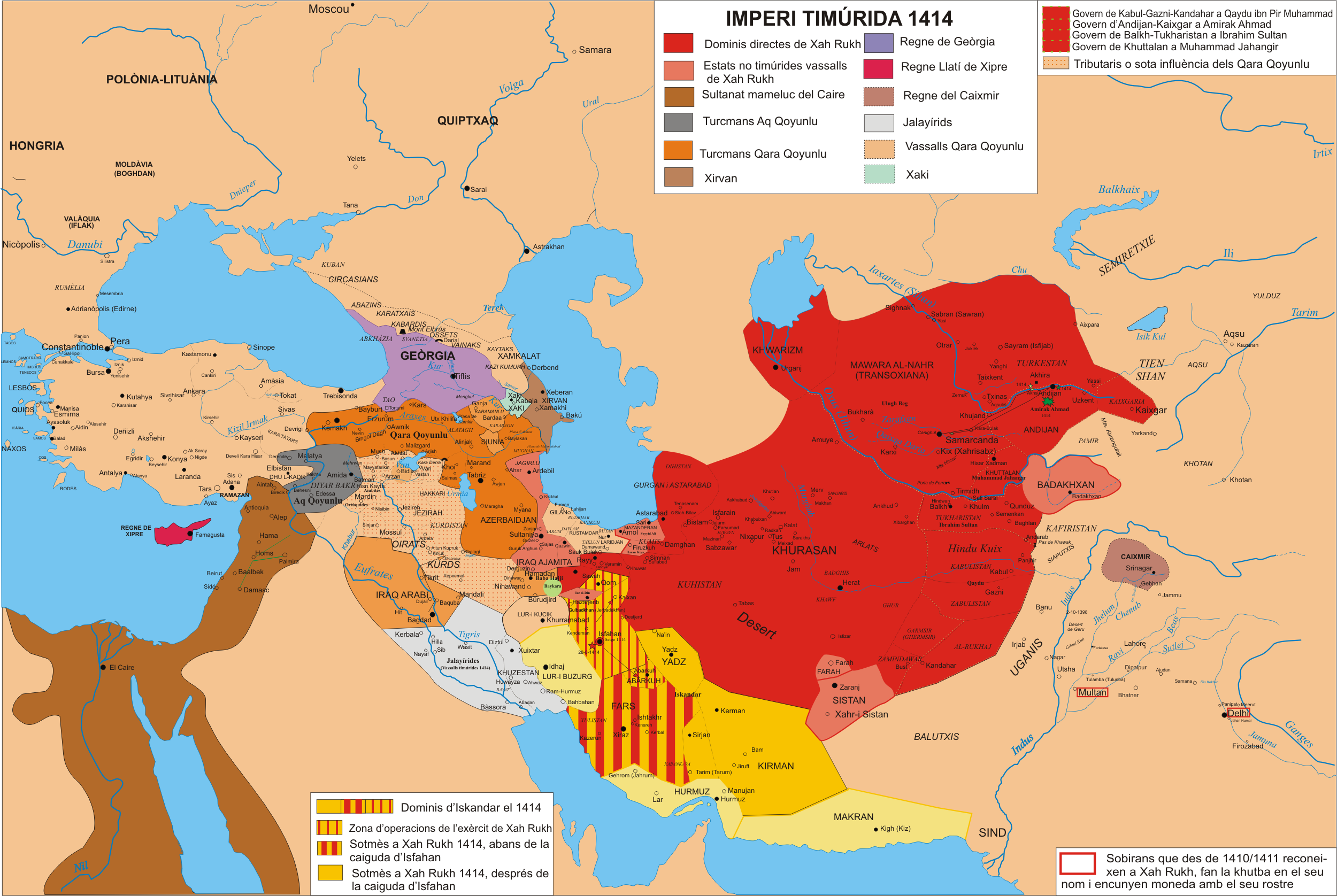
1414
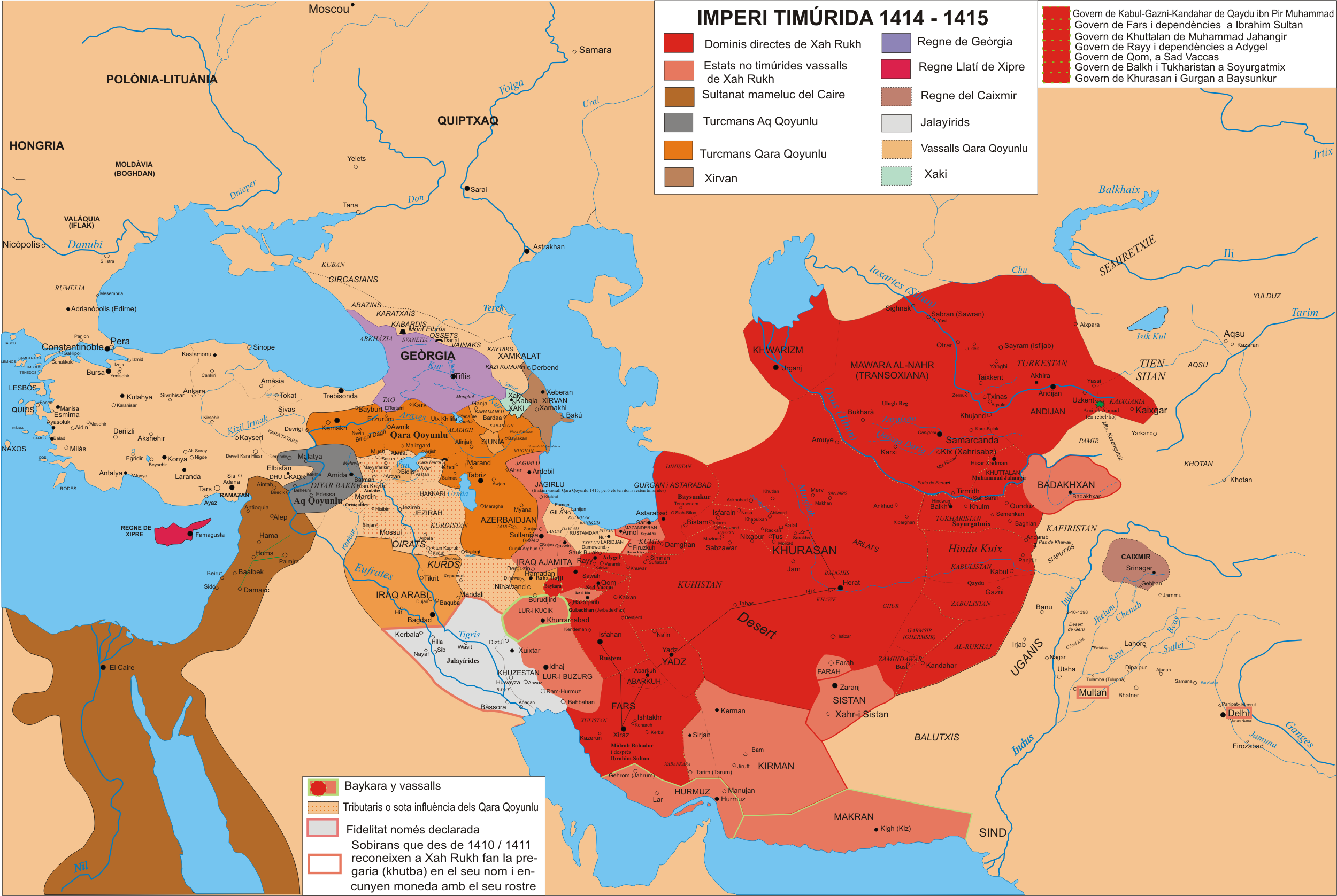
1414 a 1415
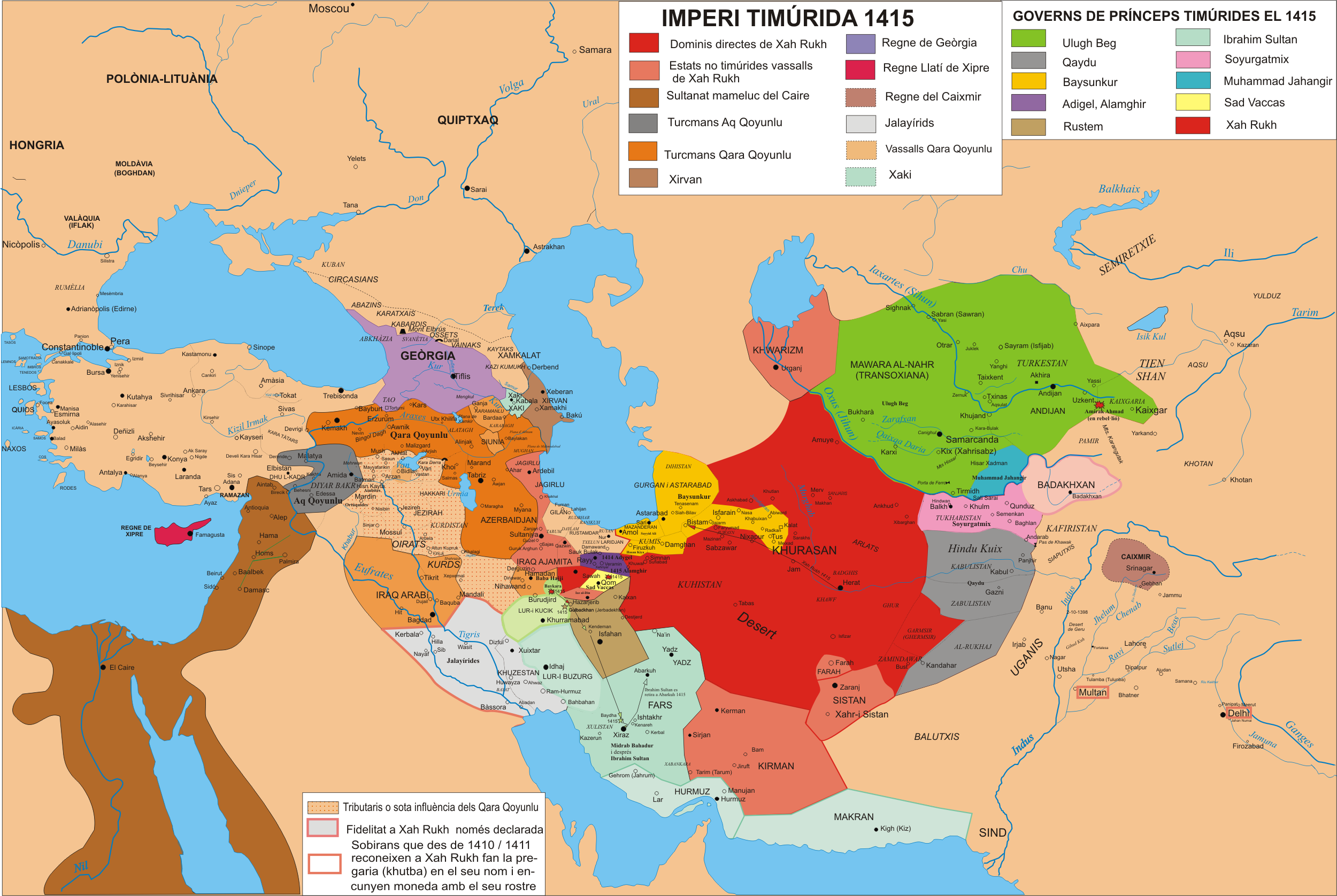
1415
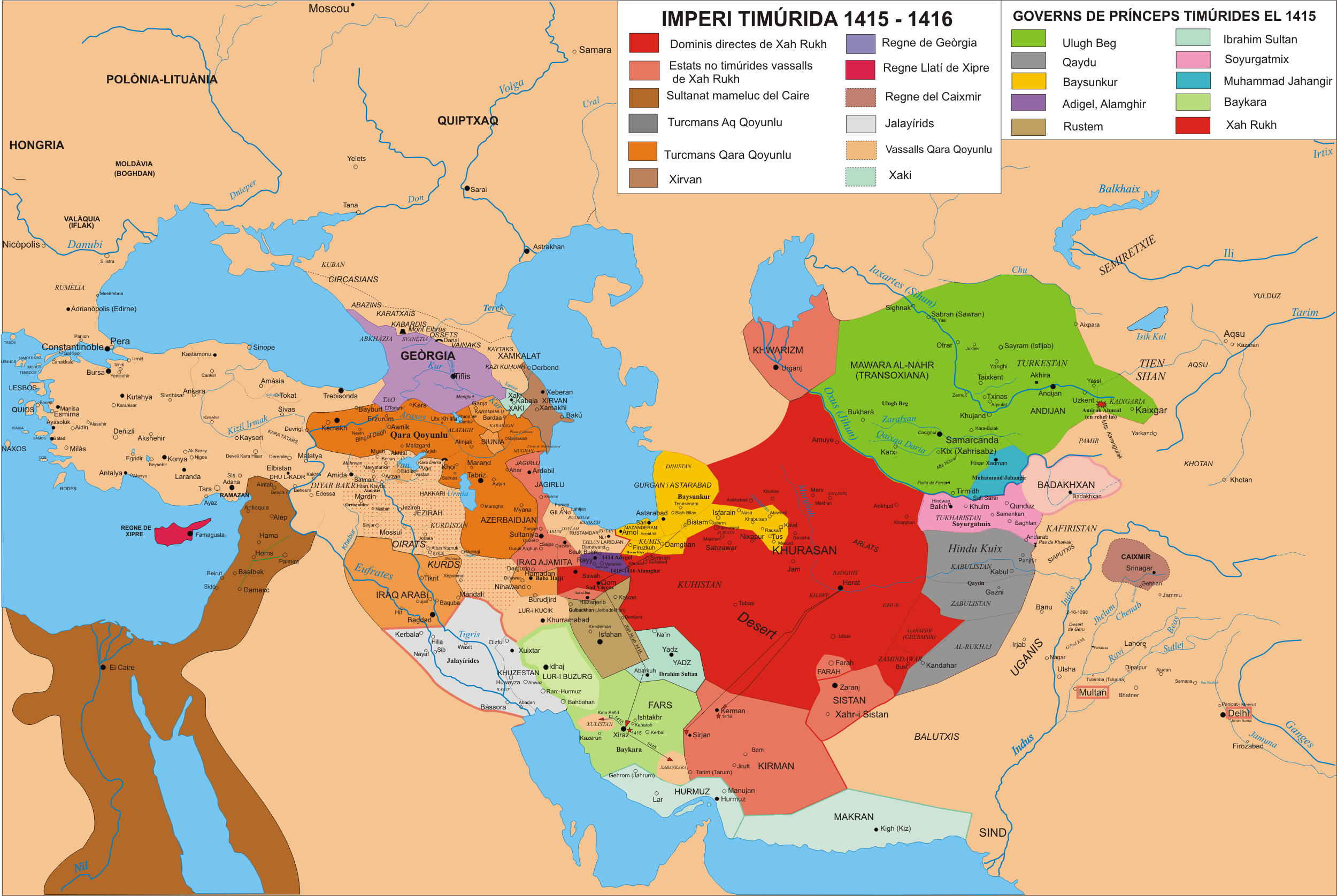
1415 a 1416
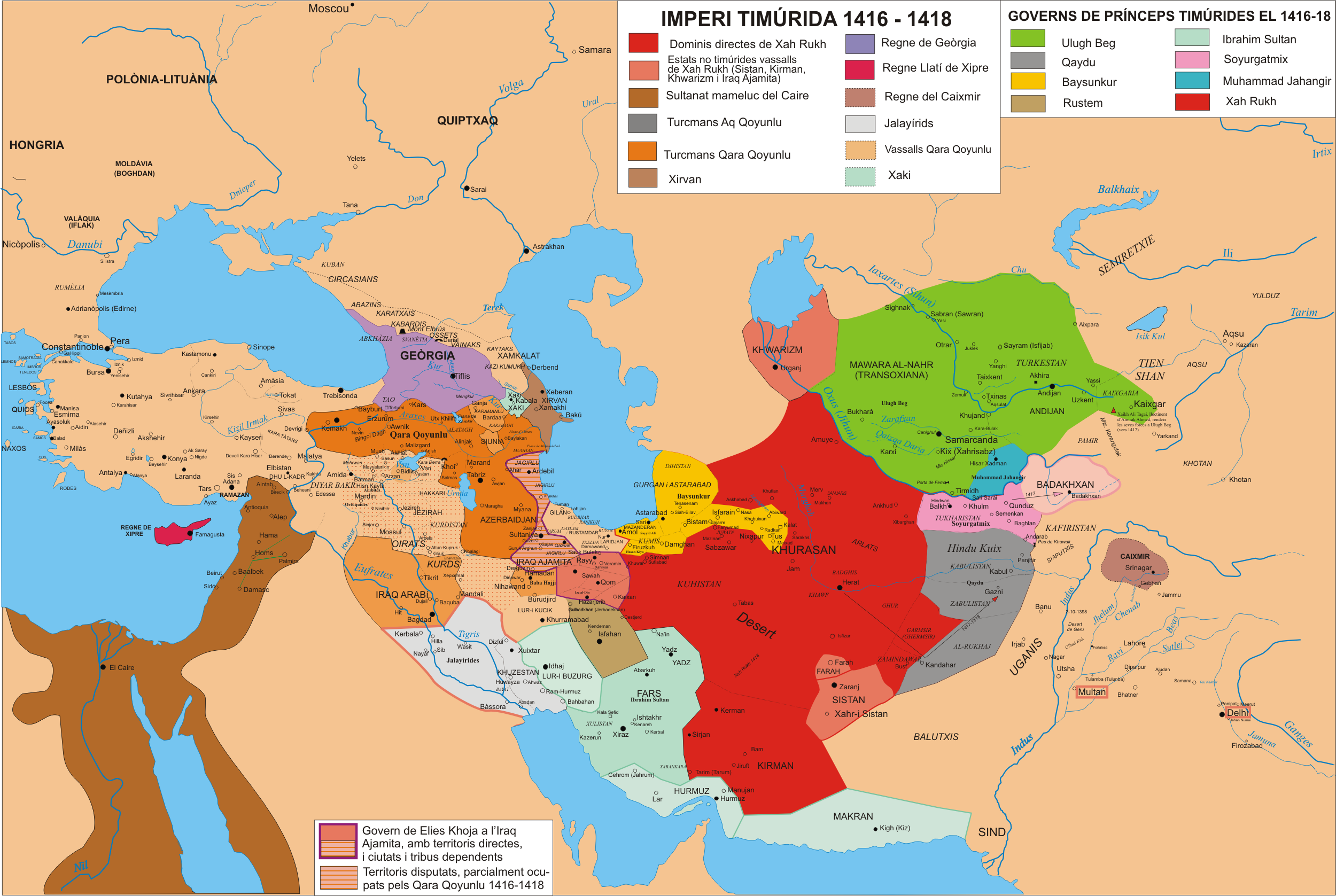
1416 a 1418
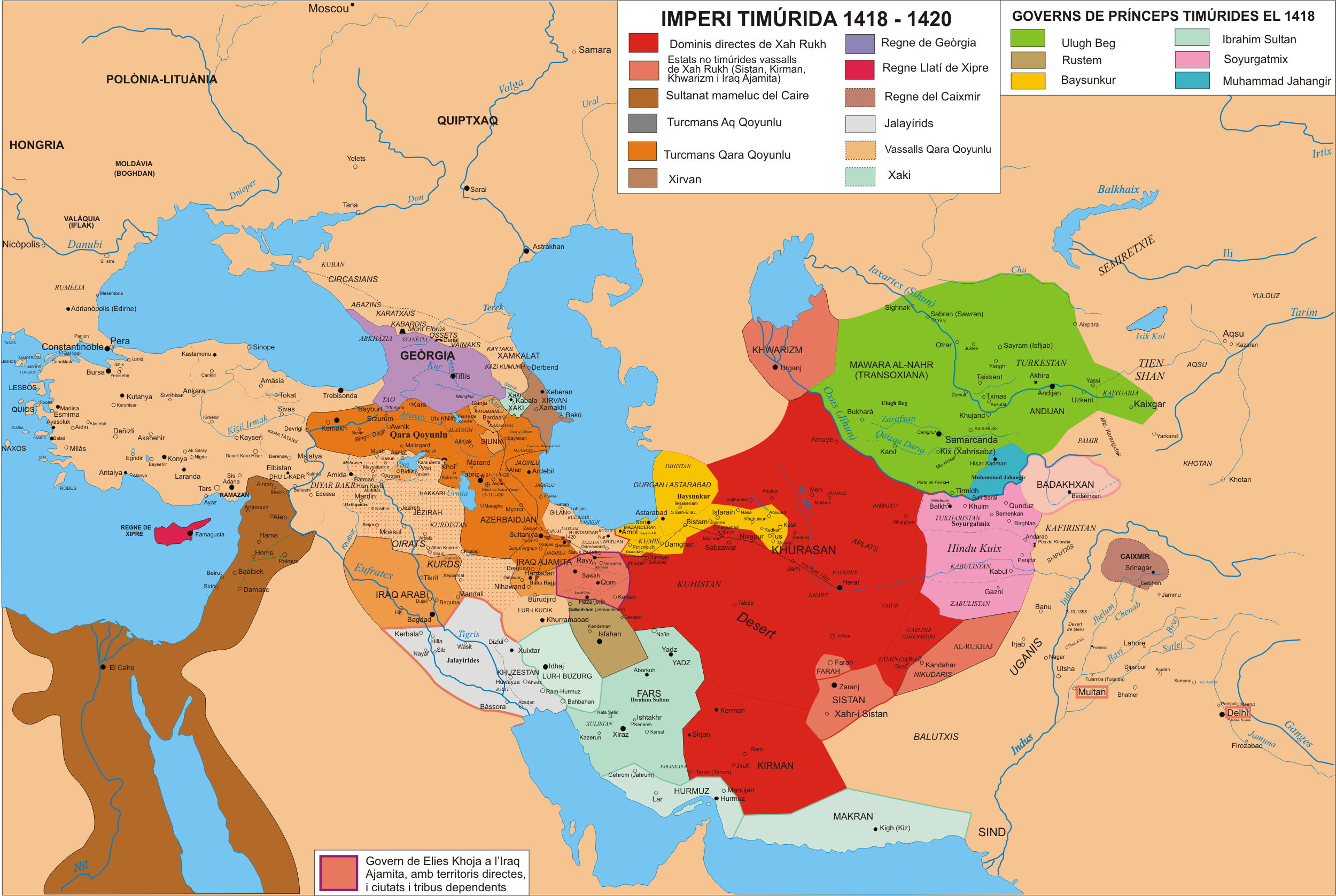
1418 a 1420
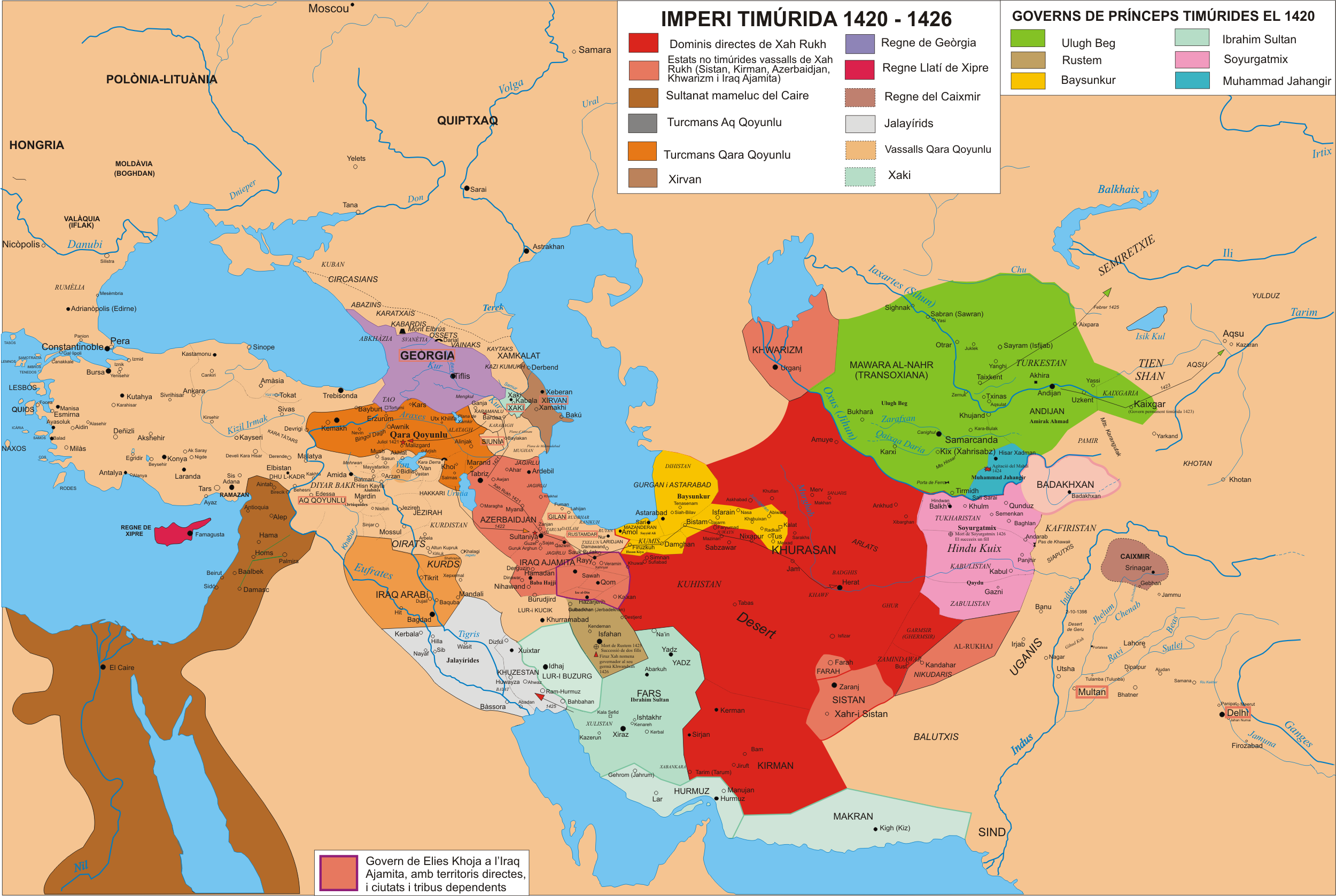
1420 a 1426
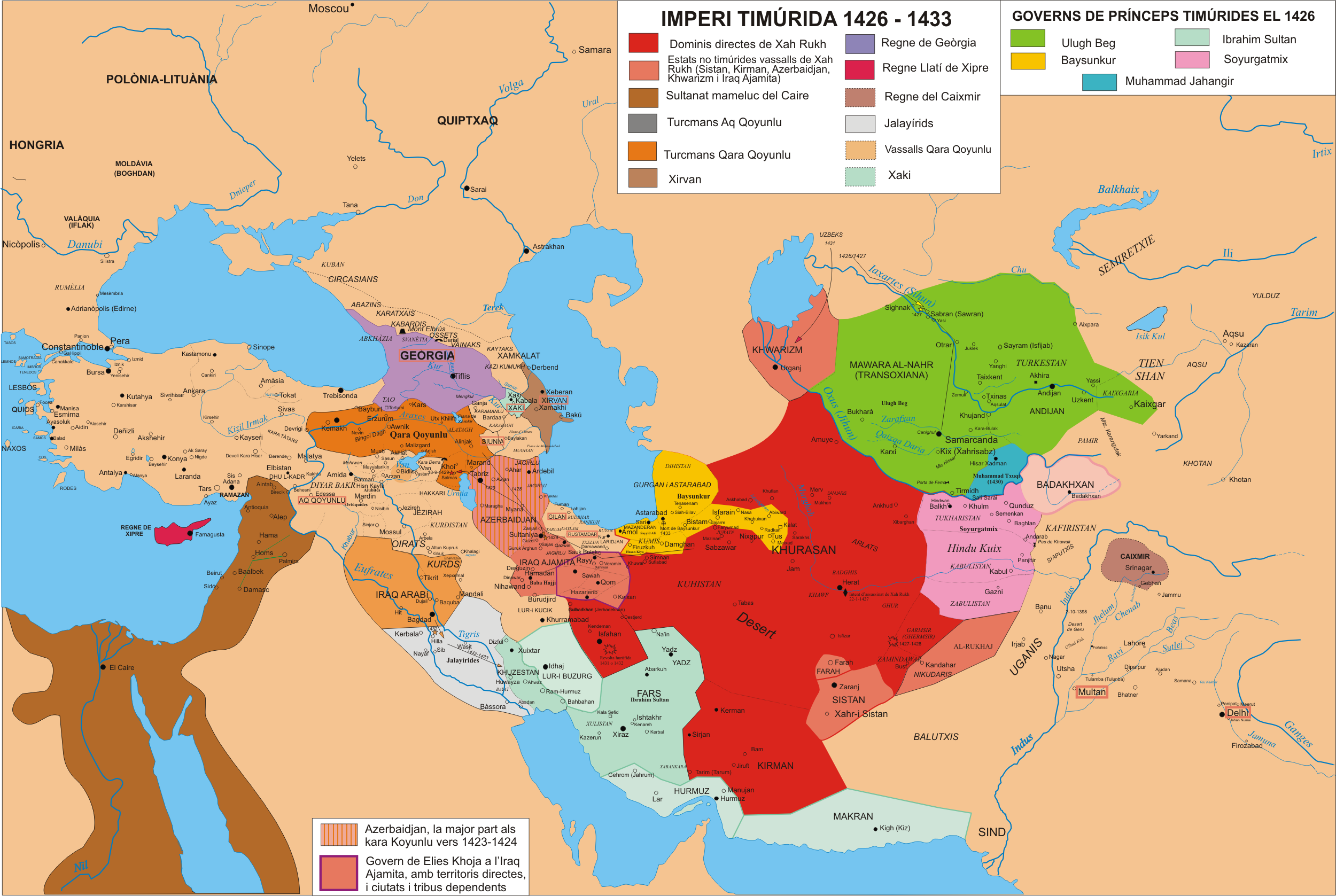
1426 a 1433
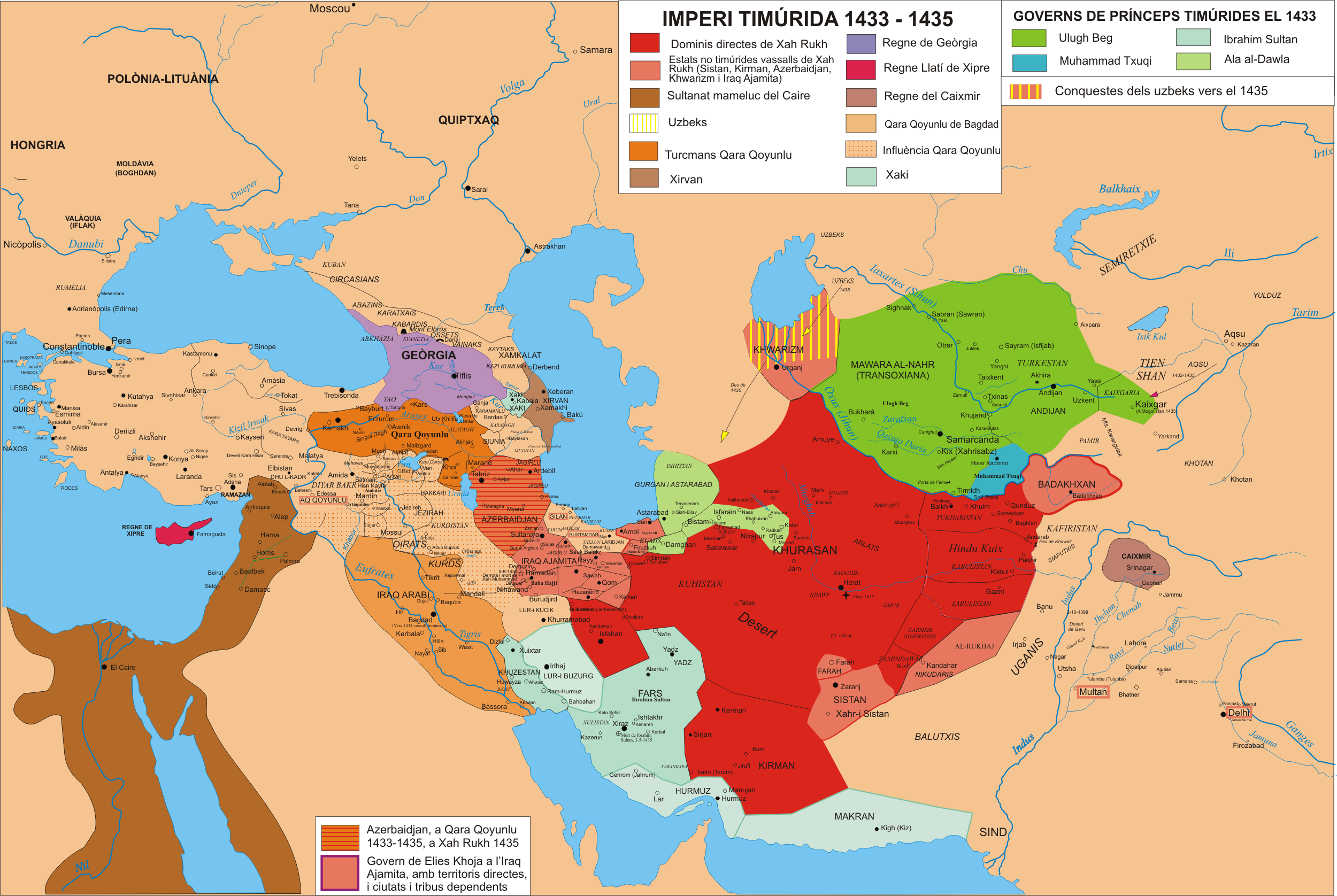
1433 a 1435
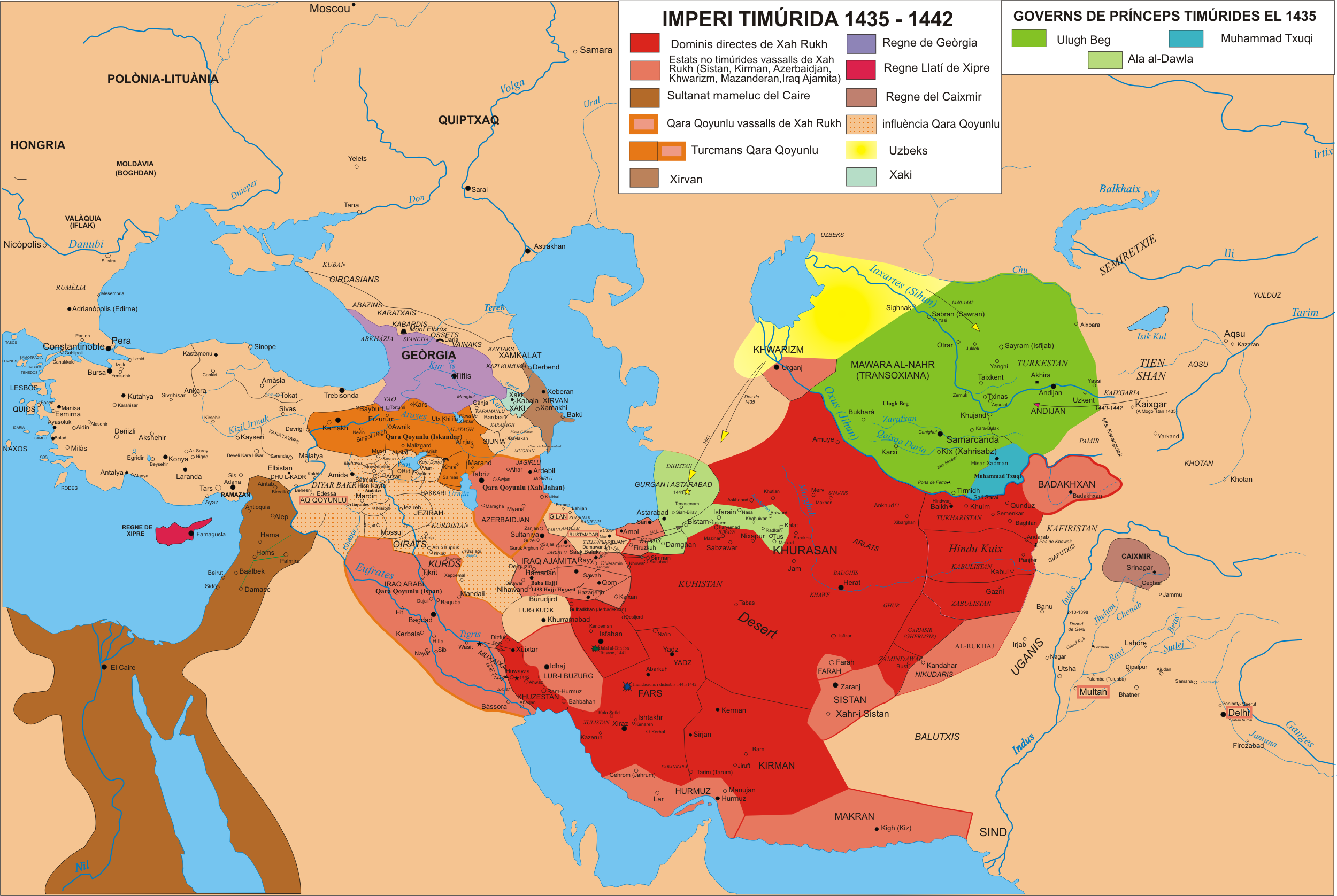
1435 a 1442
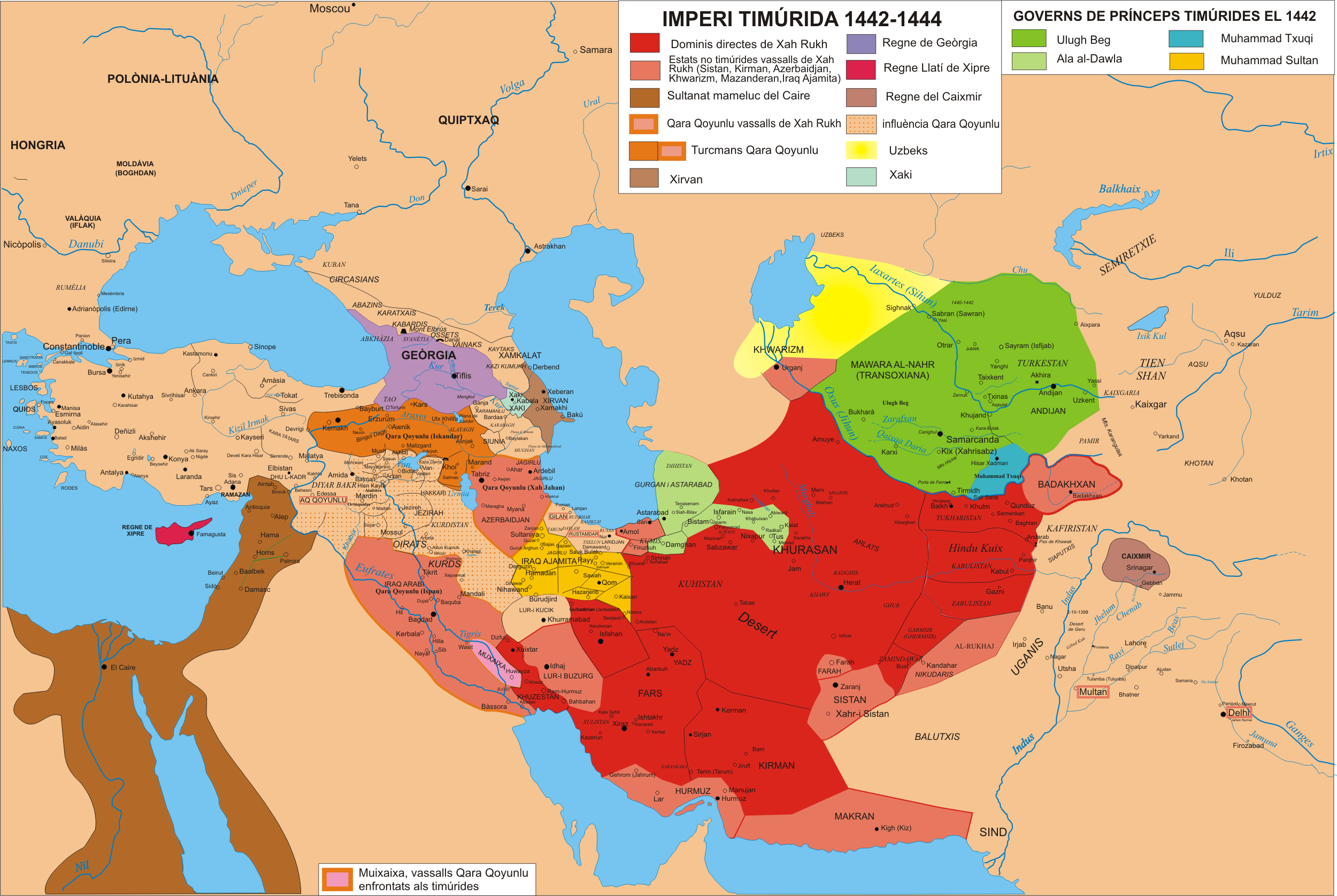
1442 a 1444
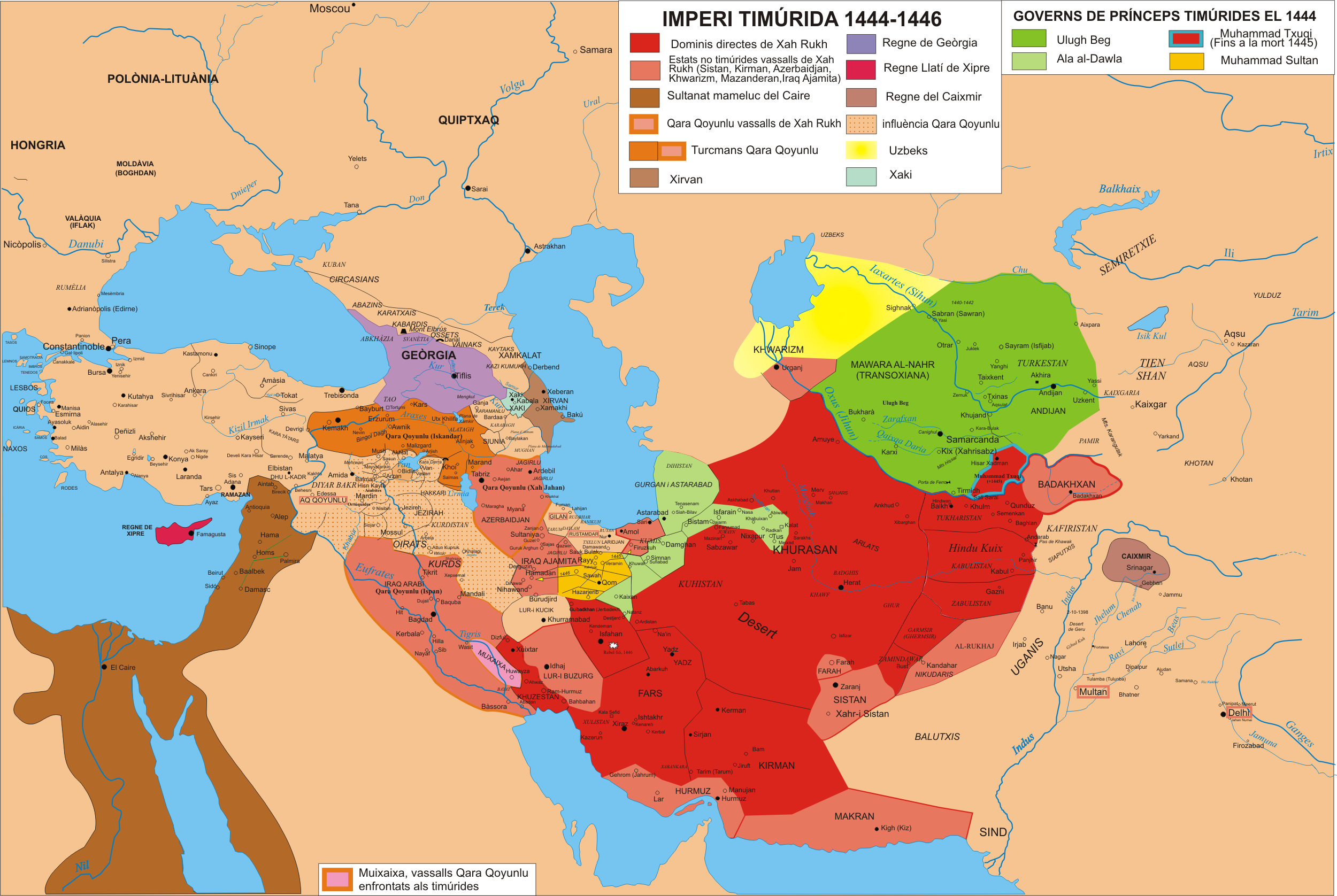
1444 a 1446
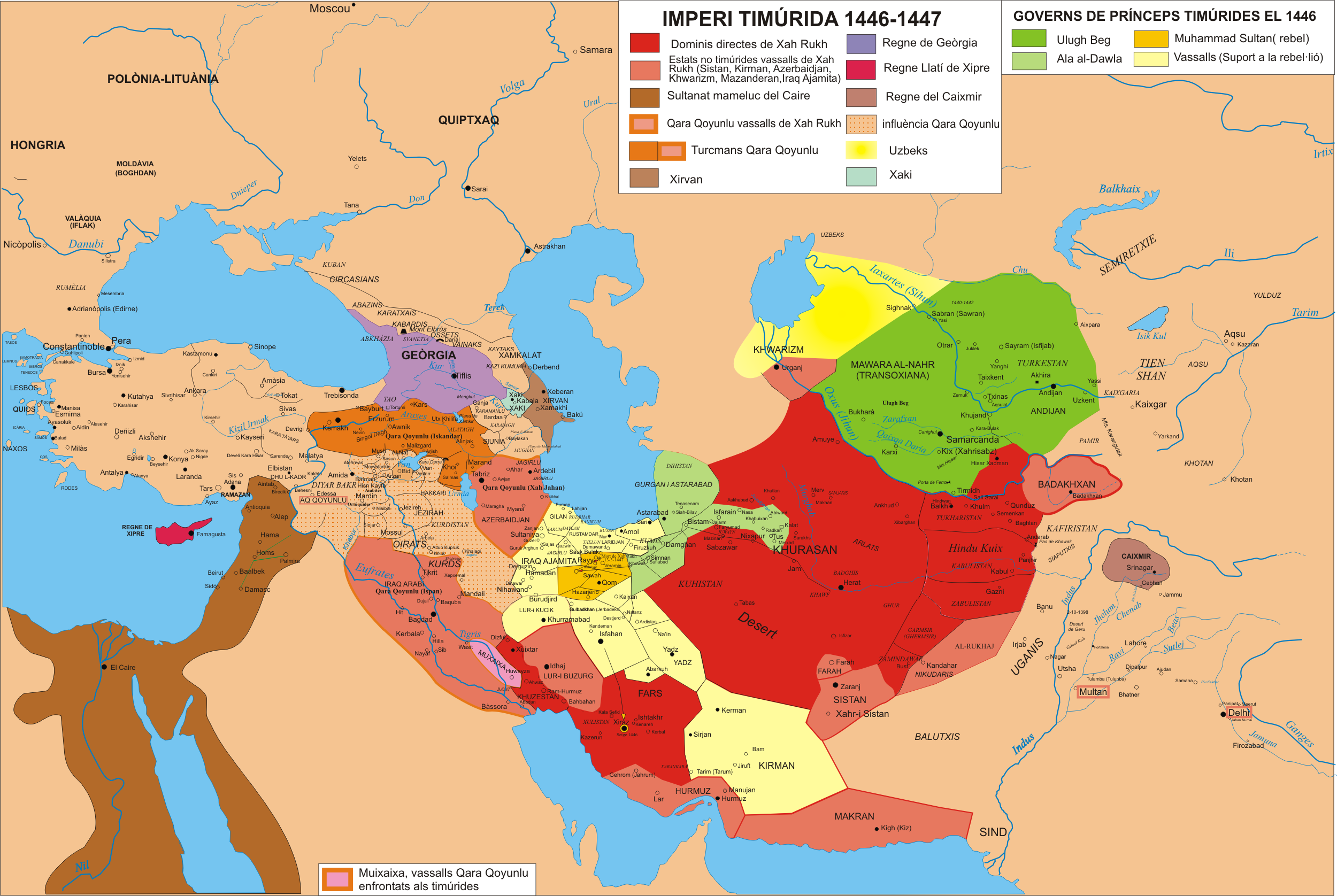
1446 a 1447